# Парадний портрет
Парадний портрет, або Репрезентативний портрет (англ. official portrait) — різновид портрета, котрий створюють з представницькою метою. Мав на меті звеличення і уславлення зображеної особи, з підкресленням соціального стану, багатства і престижу. Характерний для привілейованих та заможних соціальних класів.

## Кардинали і папський двір

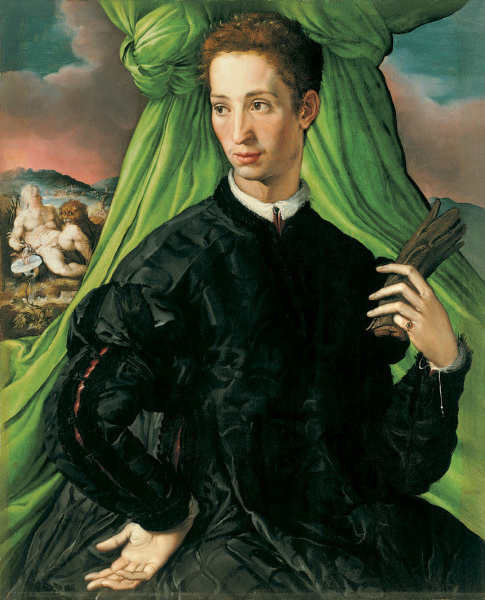
Франческо Сальвіаті, «Портрет аристократа з Флоренції», Сент Луїс, Міссурі, США

Маньєризм настояний на протиріччях, в переліку яких — палке вивчання творів геніїв Високого Відродження і несамовите бажання працювати в їх же манері (звідси назва маньєризм), часта відмова від спостереження за природою і поклоніння авторитетам, віртуозність виконання художніх робіт, домінанта індивідуалізму, висока освіченість майстрів і нестримна фантазійність, теоретичні заяви про спадковість свого мистецтва і при цьому надзвичайна штучність, примхливість художніх манер. В наявності майже повна відмова від класичних канонів в архітектурі, в композиціях картин, втрата гармонії заради дисонансів, тривожності, асиметрії, надзвичайного впливу на почуття і свідомість замовника і глядача. Фантазійність навіть ставала головною метою митця-віртуоза.
Протиріччя доби і підвищені тривожність і духовність притаманні більшості італійських портретів XVI ст. Притаманні вони і парадним портретам на тлі посилення центральної влади римських пап, драматичного становлення аристократичного правління в Неаполі і Флоренції, на тлі утисків цензури, доносів і панування інквізиції. Виникають парадні портрети римських пап, новоспечених тосканських герцогів, чим закінчилася повна аристократизація нешляхетного роду Медічі. Серед майстрів парадного портрета — Себастьяно дель Пьомбо, Франческо Сальвіаті, Бронзіно, Тінторетто. Вимоги до аристократизації, величі і винятковості найбільш притаманні портретам Бронзіно з їх емалевою поверхнею і ретельно виписаними деталями. В портретах переважають замкненість особи, відчуженість і офіциоз. Вони набувають статусу небожителів. Холодність зображених осіб межує з ворожістю і позбавлена будь-яких натяків на теплі людські почуття. В обличчях — пригніченість, тривожність, розчарування. До жодного з них в парадних портретах неможливо приліпитися душею або знайти захист.
Два значущих центри репрезентативного портрета в Італії — Флоренція герцогів Тосканських та папський двір в Римі. У портретах численних кардиналів стають типовими колони, коштовне мереживо одягу, пишні меблі, важкі завіси, котрі канонізуються.

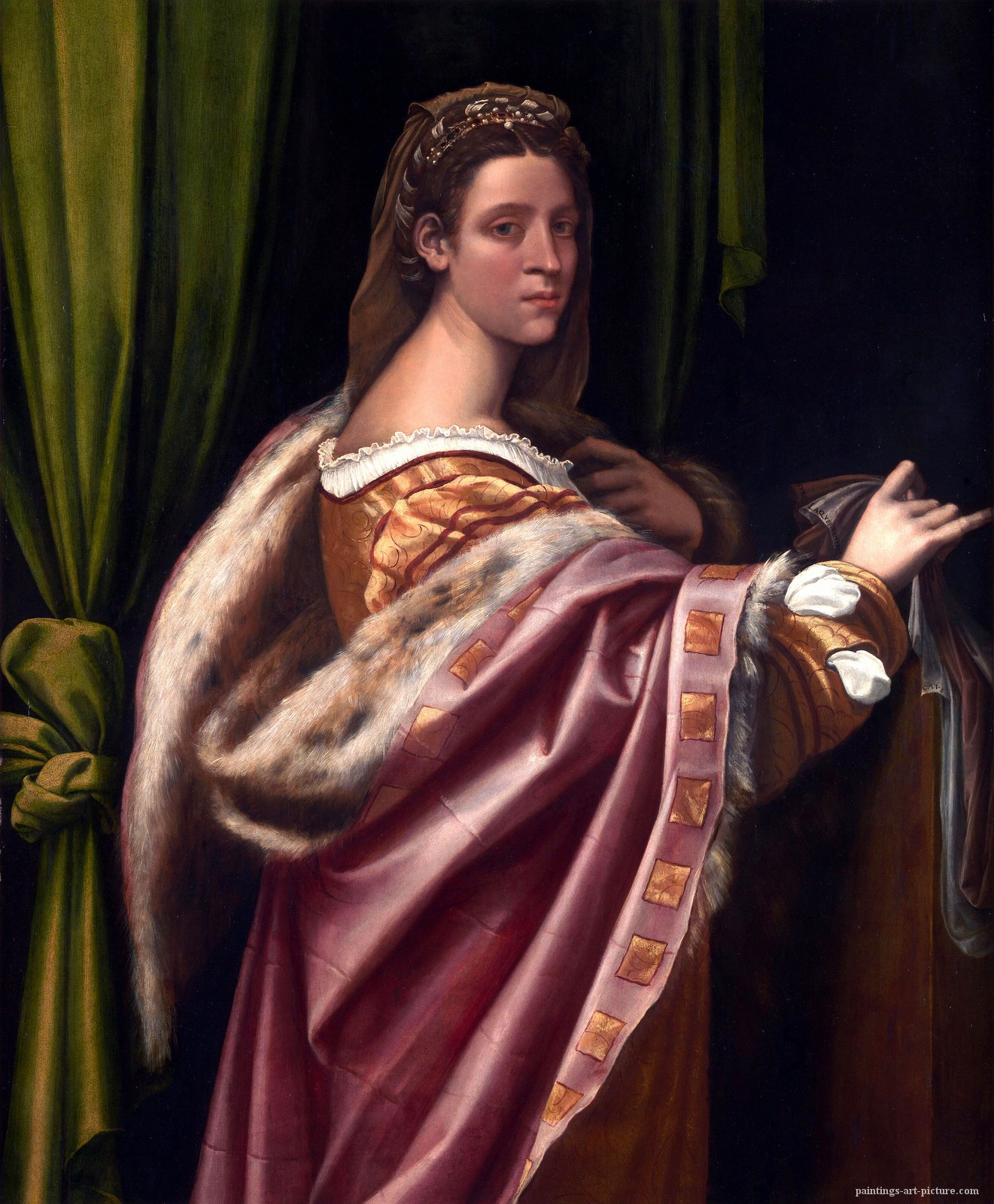
Худ.Себастьяно дель Пьомбо, «Невідома з Риму», 1540-і
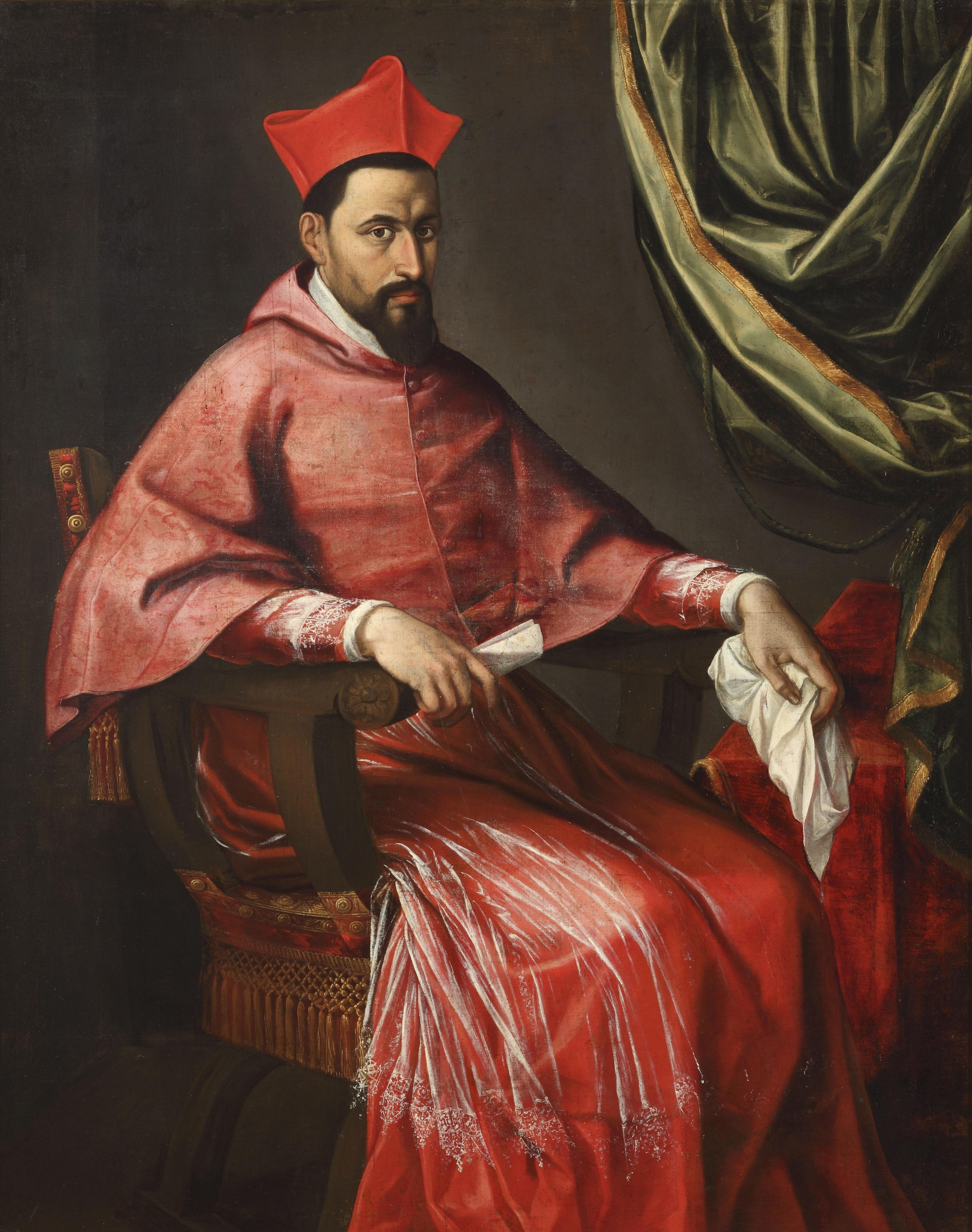
П'єтро Факетті, «Невідомий кардинал», 1619
Антоніс ван Дейк, «Кардинал Гвідо Бентівольо», Палаццо Пітті, Флоренція
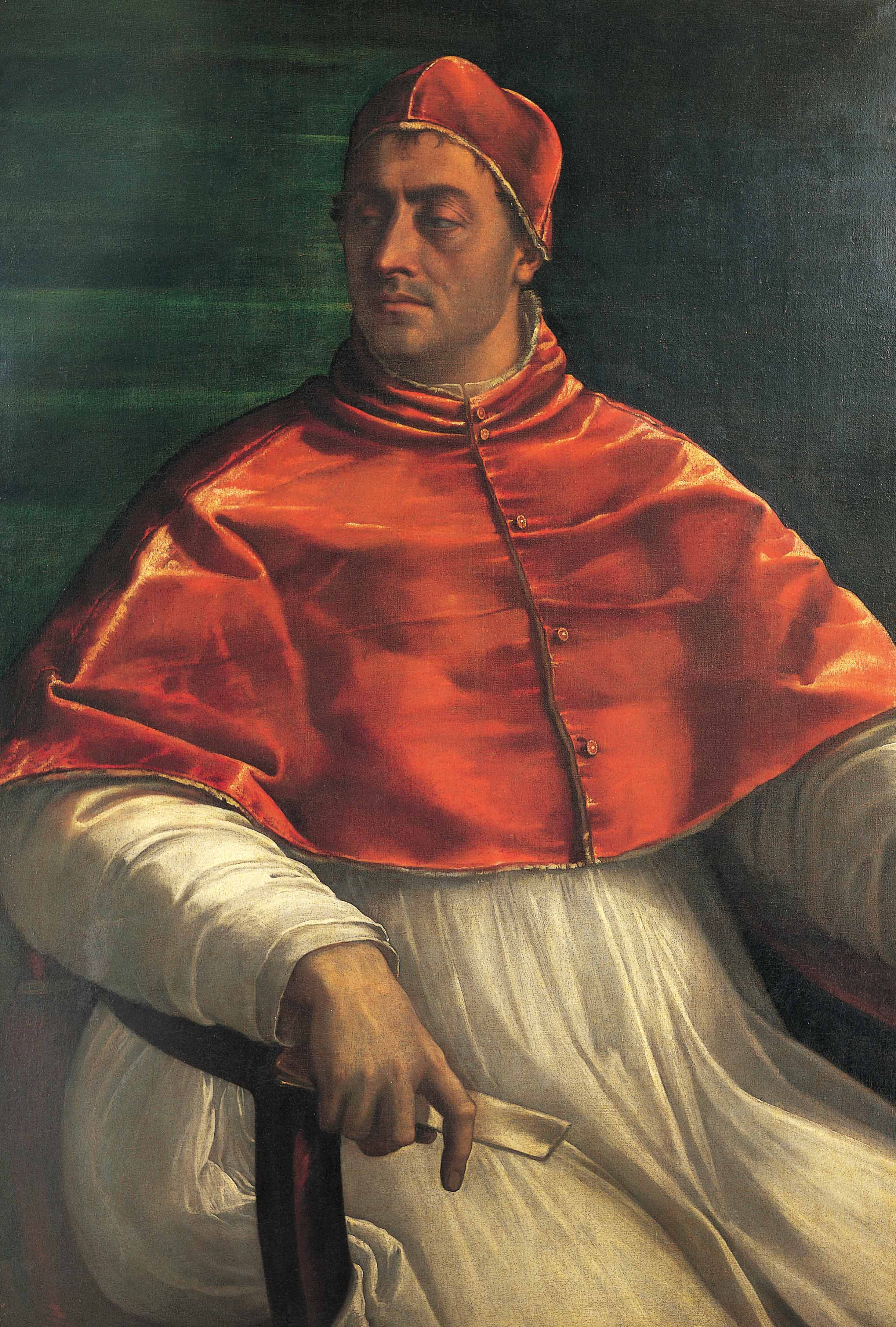
Худ.Себастьяно дель Пьомбо, «Папа римський Климент VII», Музей Каподімонте, Неаполь

## Італія XVI—XVIIст. (маньєризм, предбароко, бароко)

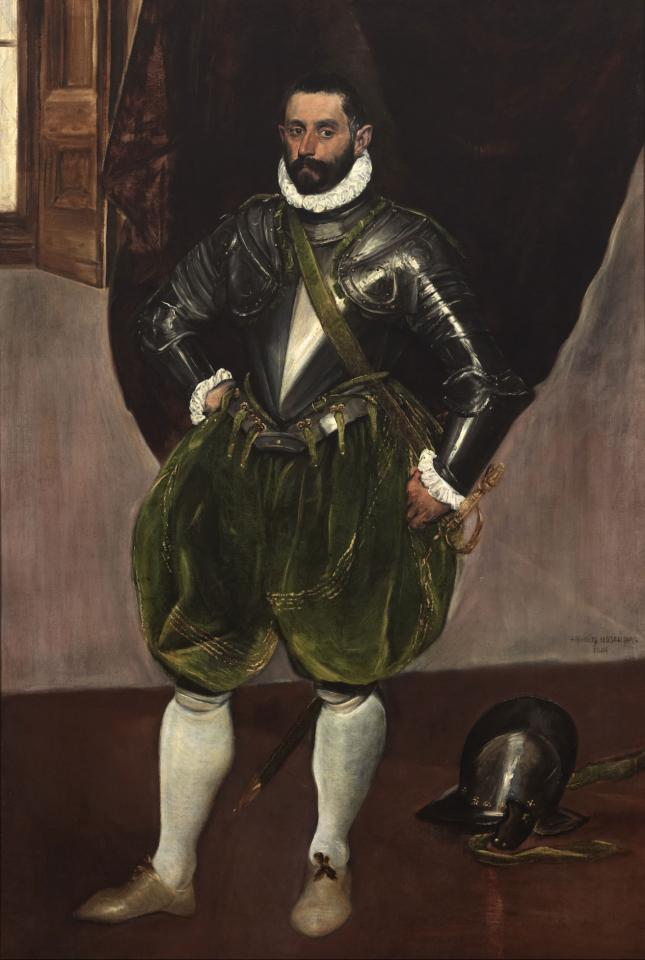
Ель Греко. «Портрет Вінченцо Анасатаджи», до 1576, Колекція Фрік, Нью-Йорк
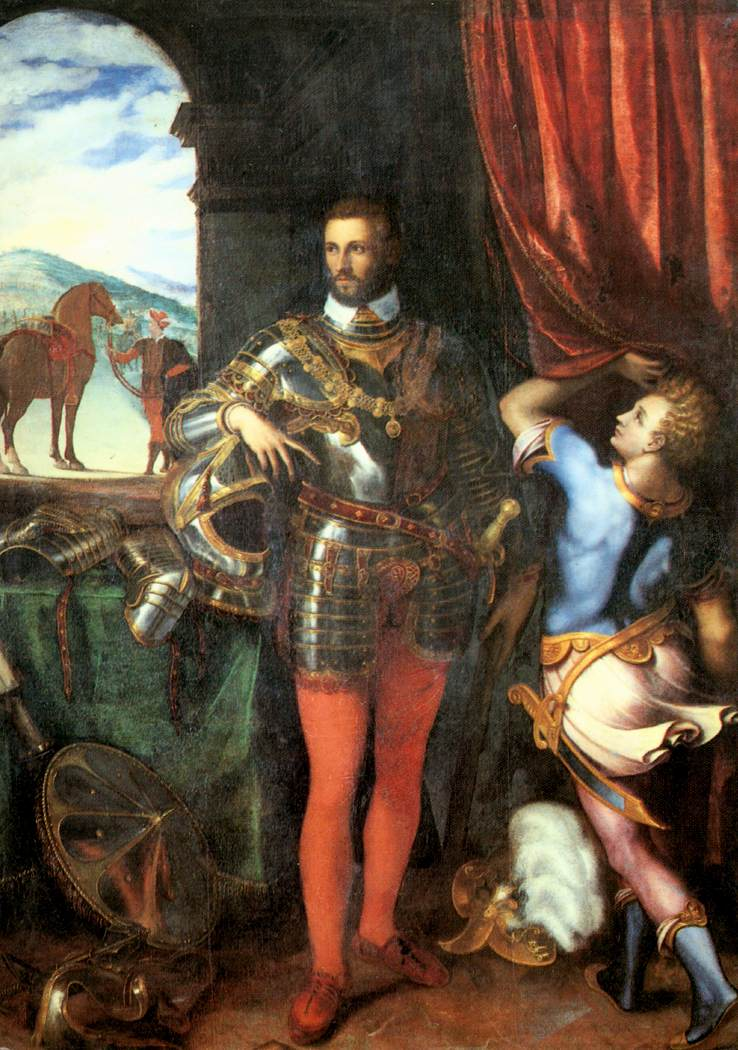
Джуліо Кампі. «Герцог Пармський Оттавіо Фарнезе», бл. 1551. Міський музей «Палац Фарнезе», П'яченца
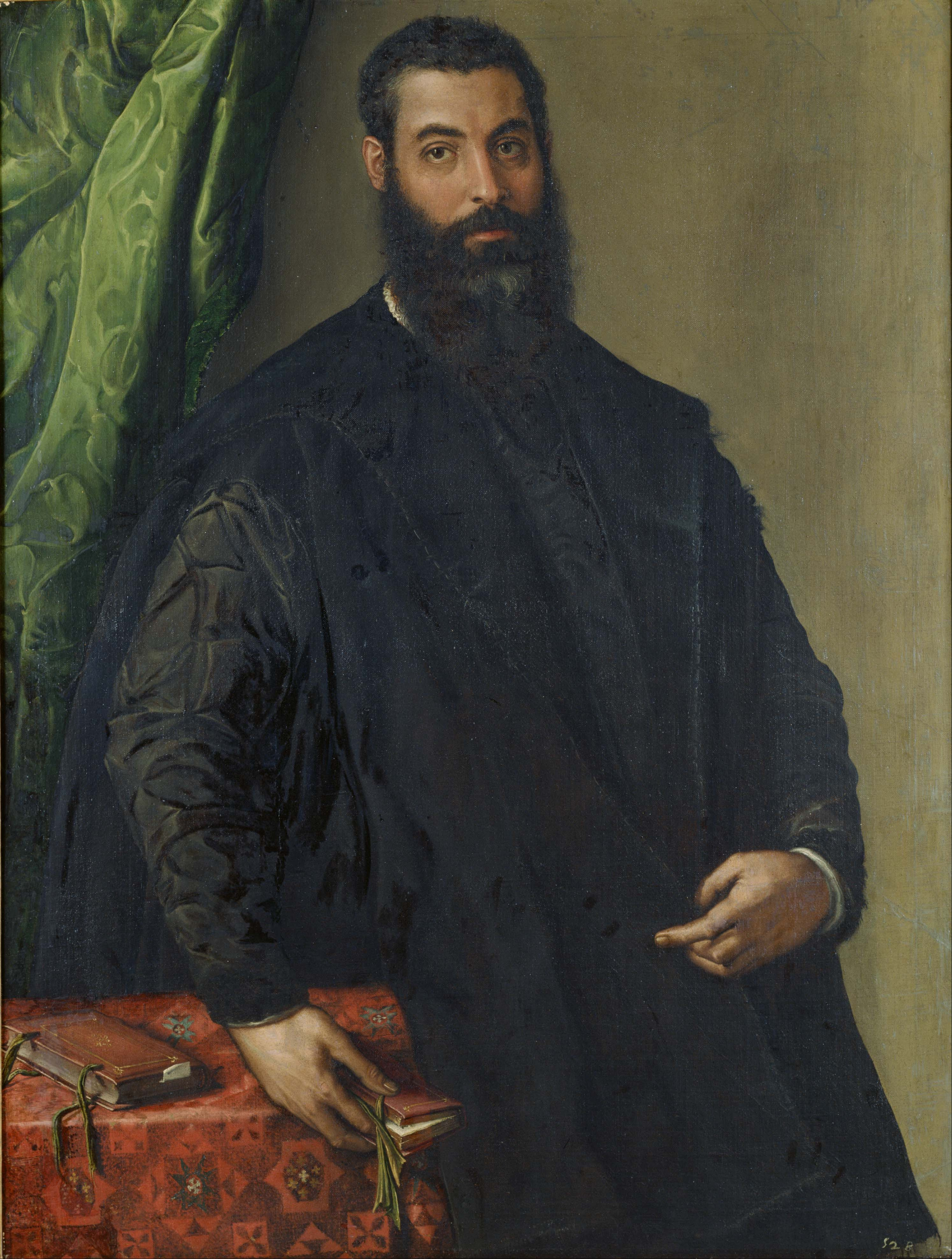
Франческо Сальвіаті. «Портре невідомого аристократа», до 1560. Національний музей західноєвропейського мистецтва (Токіо), Японія
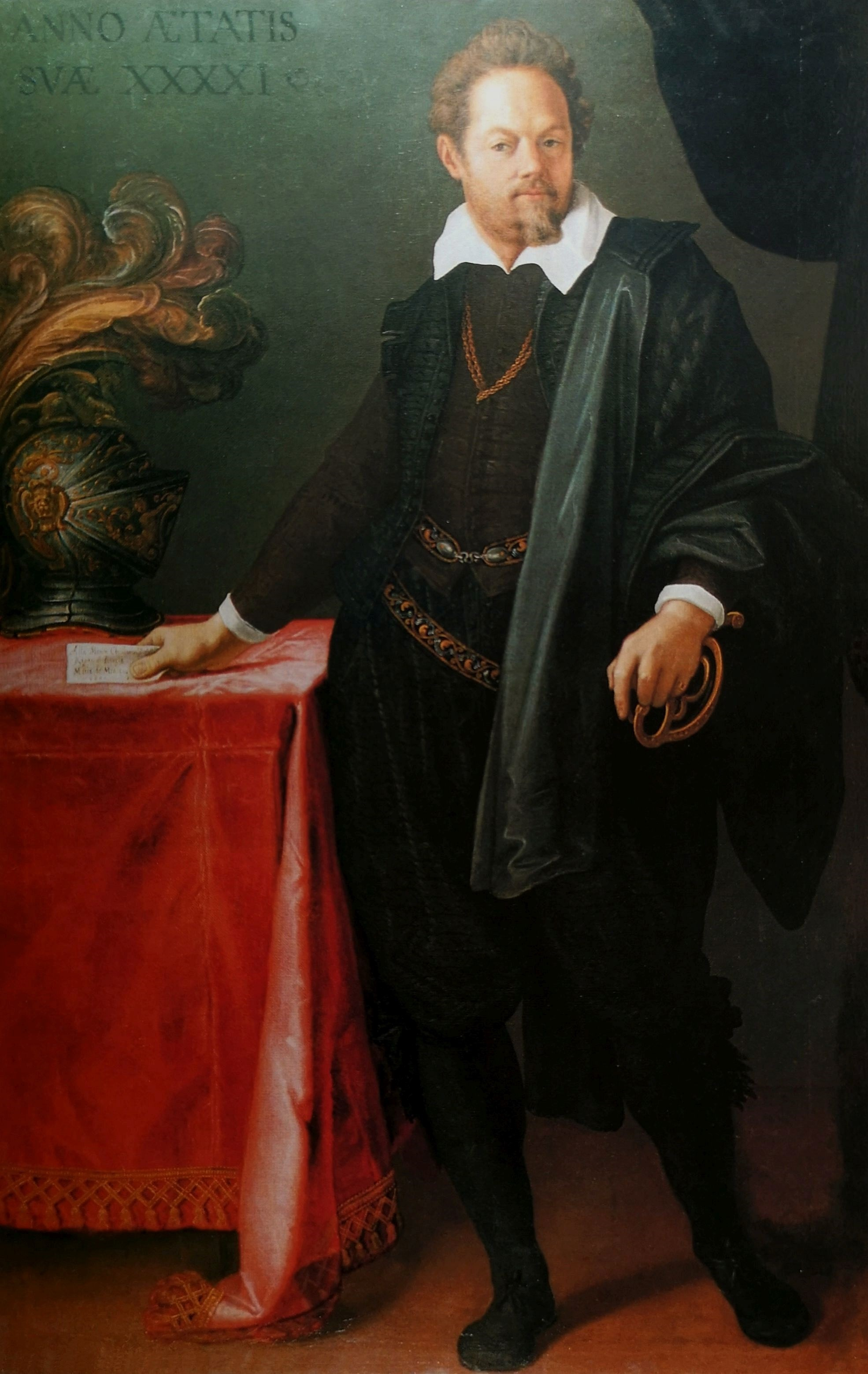
Якопо да Емполі. «Портрет К. Кончіні», 1600, Галерея Порчинського, Варшава
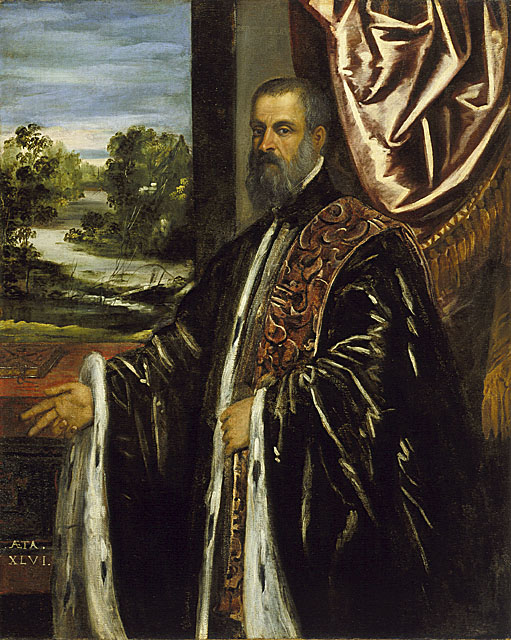
Якопо Тінторетто. «Сенатор з Венеції», бл. 1560
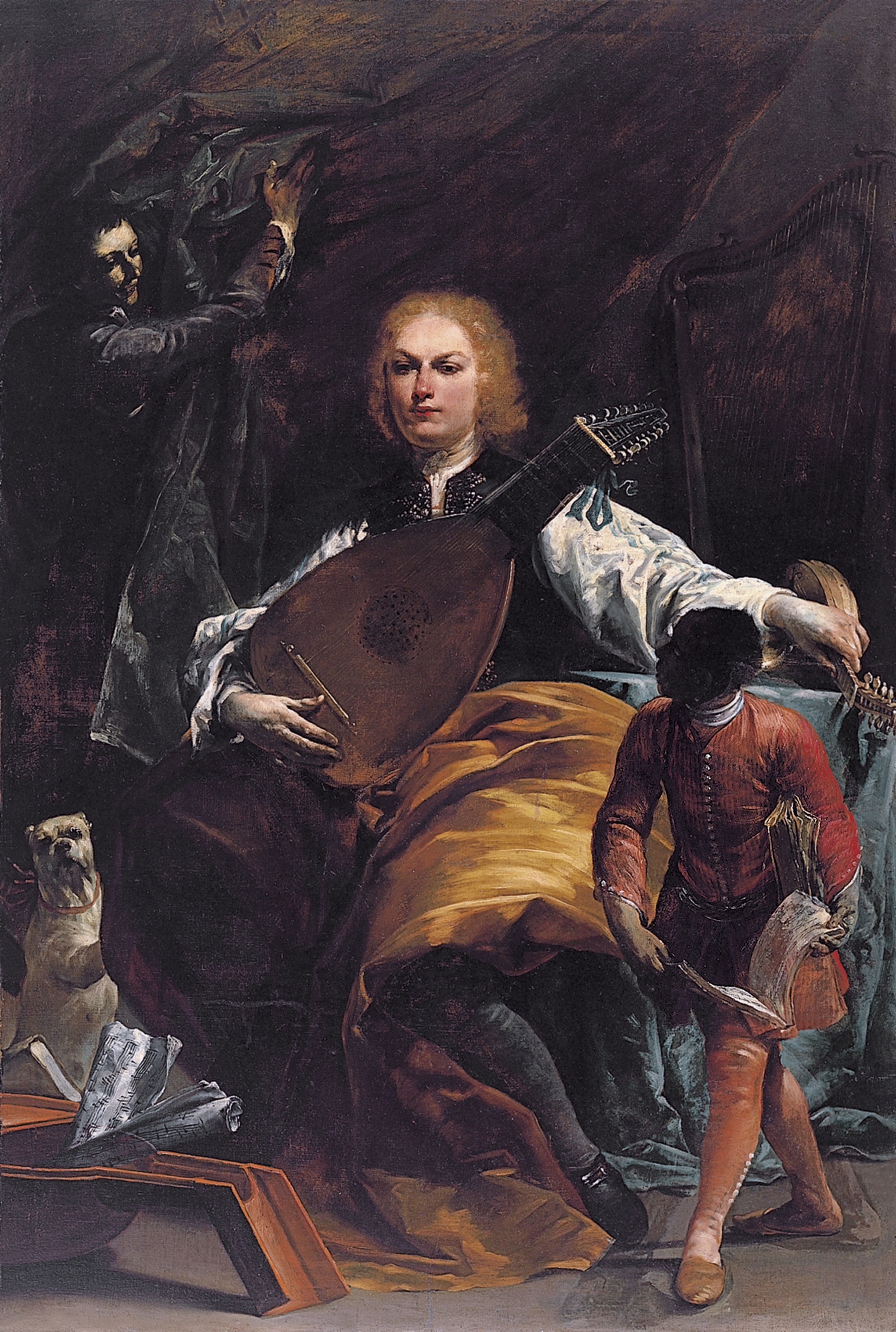
Джузеппе Марія Креспі, «Фульвіо Граці», до 1720, Музей Тиссена-Борнемісса, Мадрид, Іспанія

## Вимоги до барокового парадного портрета. Гріхи Берніні
Бароковий парадний портрет розвинувся із парадного портрета доби маньєризму. Тому він логічно засвоїв як ретельне вивчення зовнішності впливової моделі і її характерних рис, так і потяг до ідеалізації, навмисний відхід від реальності заради шляхетності і типізації.
Сприятливі умови для розвитку парадного портрету виникають в декількох західноєвропейських країнах в XVII ст. на тлі розповсюдження стилю бароко. Стиль по різному відбивався в національних культурах і в парадному портреті, але мав низку загальних якостей — перш за все підкреслення багатства і впливовості моделі. Це велична поза, підтягнення художником неяскравої особистості до привабливого образу величного правителя, князя церкви з його відданістю віровченню, мудрого міністра, військового з низкою перемог.
У теоретиків стилю бароко швидко виникають точні настанови сутності парадного портрета. Практично всі теоретики пручаються і не сприймають суто реалістичне чи натуралістичне відтворення в парадному портреті реальності з її бородавками та зморшками. Теоретики наполягають на ідеалізації моделі, підкресленні її величі і шляхетності (навіть якщо їх нема у реальної особи). Ось як систематизував подібні вимоги до парадного портрета Роже де Піль : 
| Портрети повинні наголошувати і ніби говорит нам : стій і дивись уважно! я такий-то непереможний король, сповнений величі; я такий-то генерал, що наводить жах... я такий-то величний міністр, обізнаний у всіх тонкощах політики ...[3] |
Конфузами для сучасників закінчувались порівняння образів в парадних портретах із реальними прототипами для них. Так, Софія Баварська ошелешено записала : 
| Імпозантні портрети Антоніса ван Дейка навіяли мені таке високе уявлення про паньонок Англії, що я була надто розчарована, коли (вперше) побачила королеву (Генріету Французьку), котра виглядала такою привабливою на вандейковських портретах. В реальності вона була невеличкою на зріст жінкою, з довгими і худорлявими руками, з плечіма різної висоти і зубами, що стирчали із рота немов ікла тварини[4]. |
Десятиліття портретної практики в таких (майже канонічних) вимогах викликали спротив у творчих і вдумливих майстрів-портретистів. Джошуа Рейнольдс (1723—1792), котрий вимушено рахувався з цими настановами, роздратовано помічав : 
| Ми можемо порівняти цю гоноровість із простотою і повагою портретів Тиціана, де природна і невимушена велич роду мимоволі викликає повагу... Навпаки, підкреслена пишність і нарочита видимість величі часто не викликає до себе поваги-довіри, скидаючись швидше на нешляхетність і грубість вискоченя. | Цей вдумливий аналіз ситуації Рейнольдсом цілком збігся із сучасними оцінками більшості парадних портретів минувшини. Адже ця критика спрямована проти поверхневої патетики, проти стандартності в композиціях та в їх застиглих формулах, проти невиправданої компліментарності і нещирого пафосу.
Вимоги ідеалізувати володаря призводять до практики повної відсутності шляхетної особи на сеансах в майстерні художника. Лоренцо Берніні (1598—1680) не приїздив в Лондон і ніколи не бачив англійського короля Карла І. Парадне погруддя Карла І він виконав, роздивляючись спеціально створений портрет короля в трьох розворотах, створений ван Дейком. Як і погрудя Карла І, скульптурний портрет герцога д'Есте теж виконаний Берніні на базі двох профільних портретів герцога роботи художника Сустерманса та фасного зображення невідомого майстра.

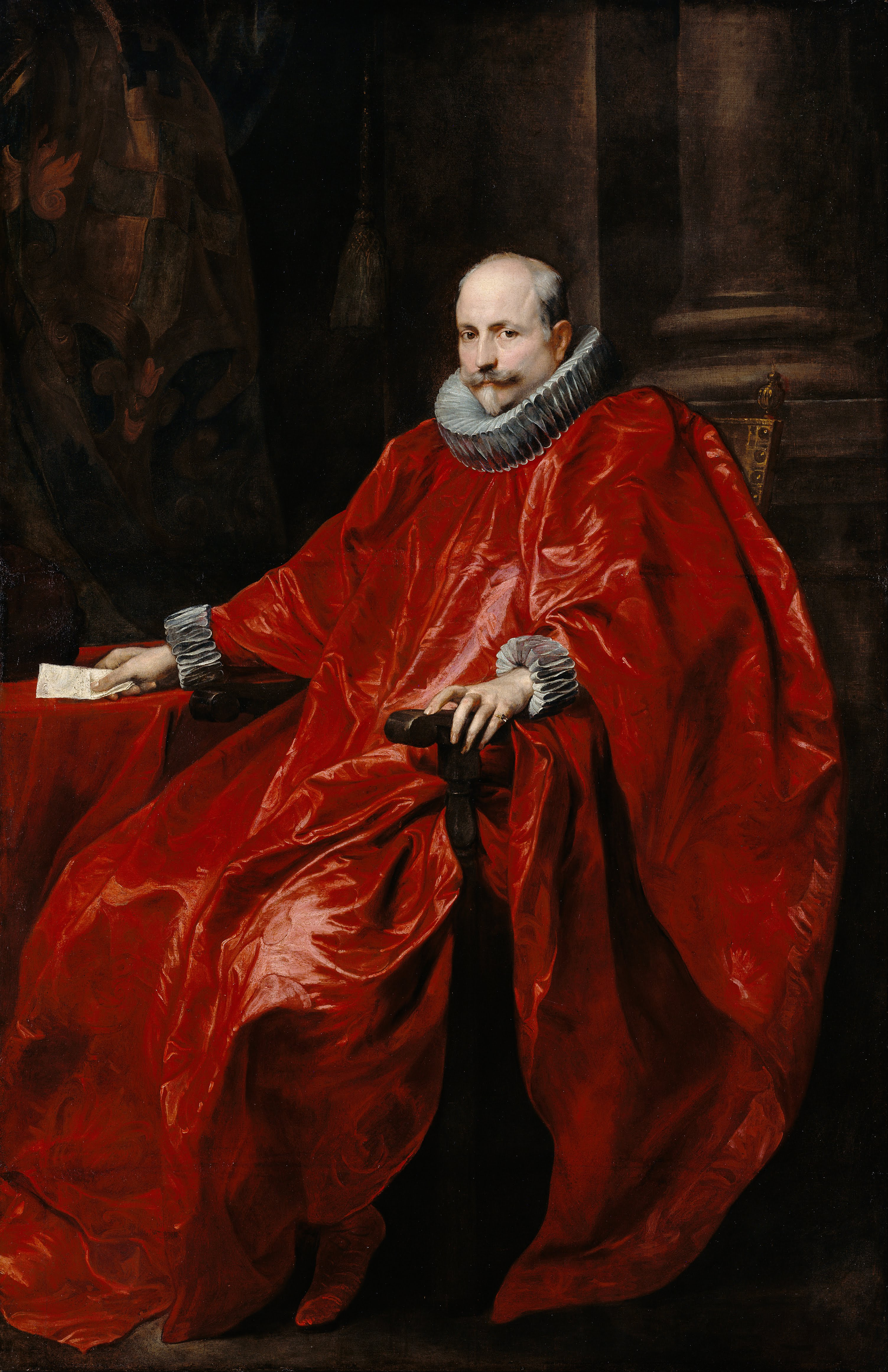
Антоніс ван Дейк. «Антоніо Паллавічіні», 1621, Музей Гетті, Каліфорнія, США
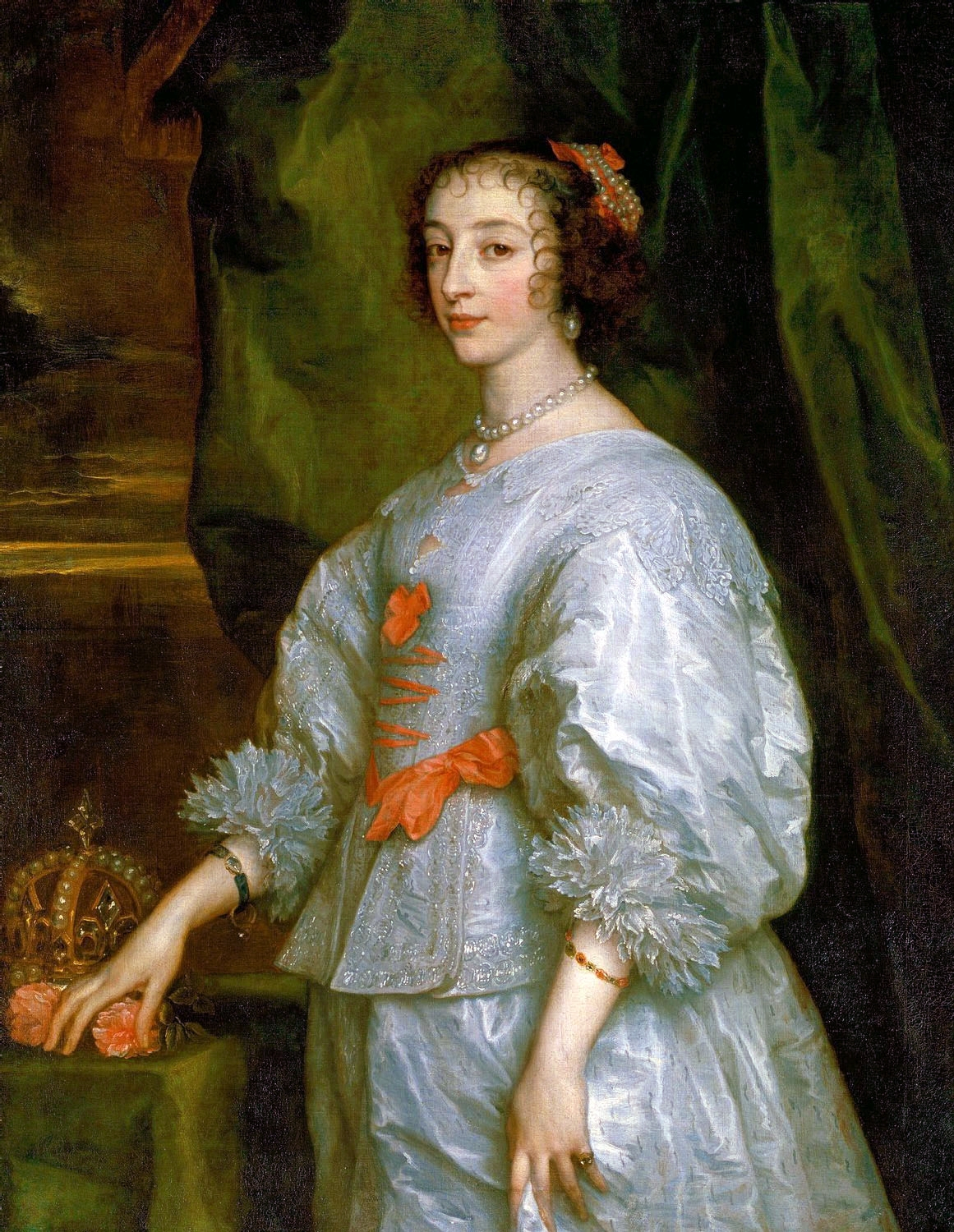
Компліментарний портрет Антоніса Ван Дейка. «Генріета Французька, королева Англії»
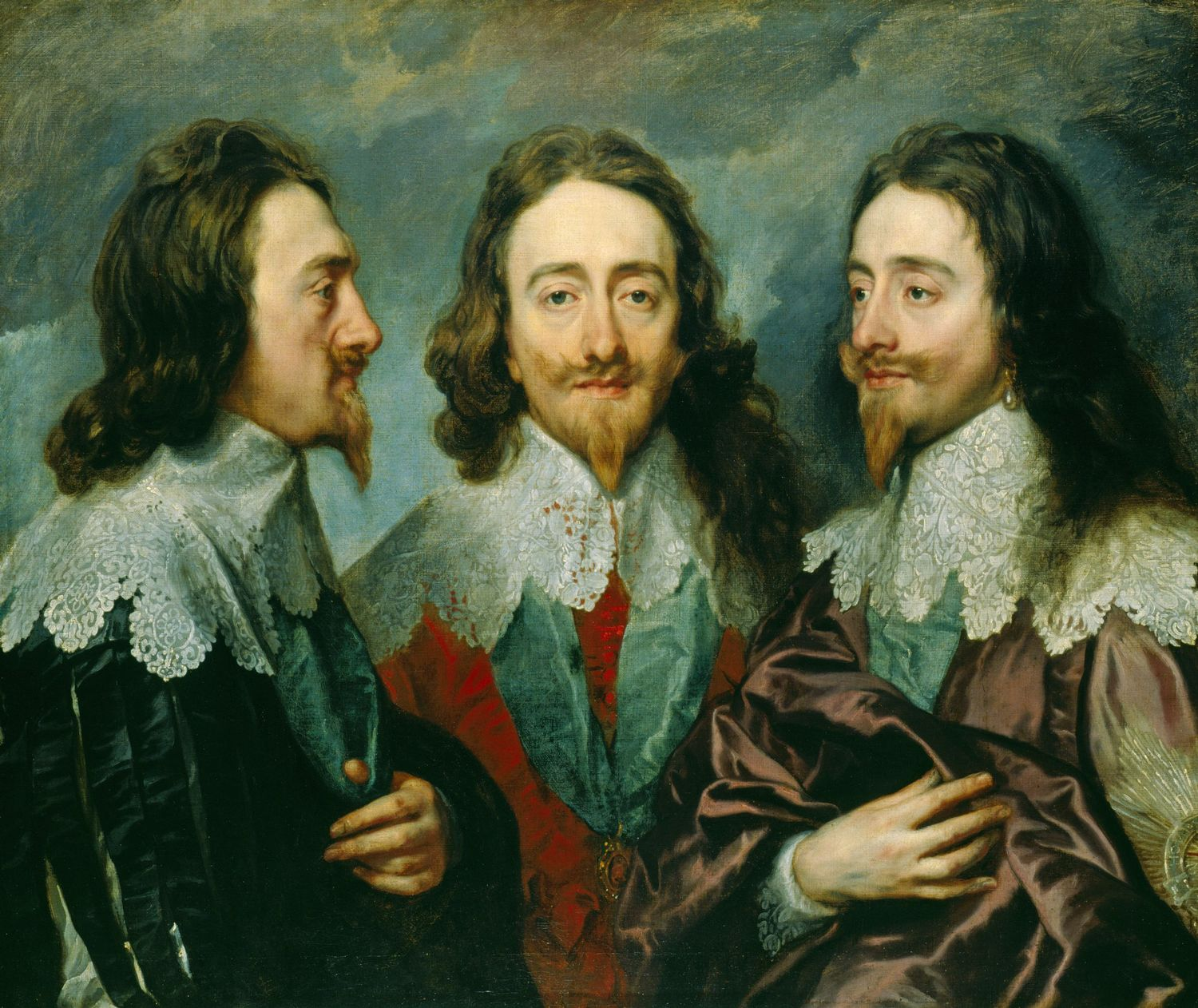
Антоніс Ван Дейк. «Потрійний портрет Карла I для створення погруддя Берніні»
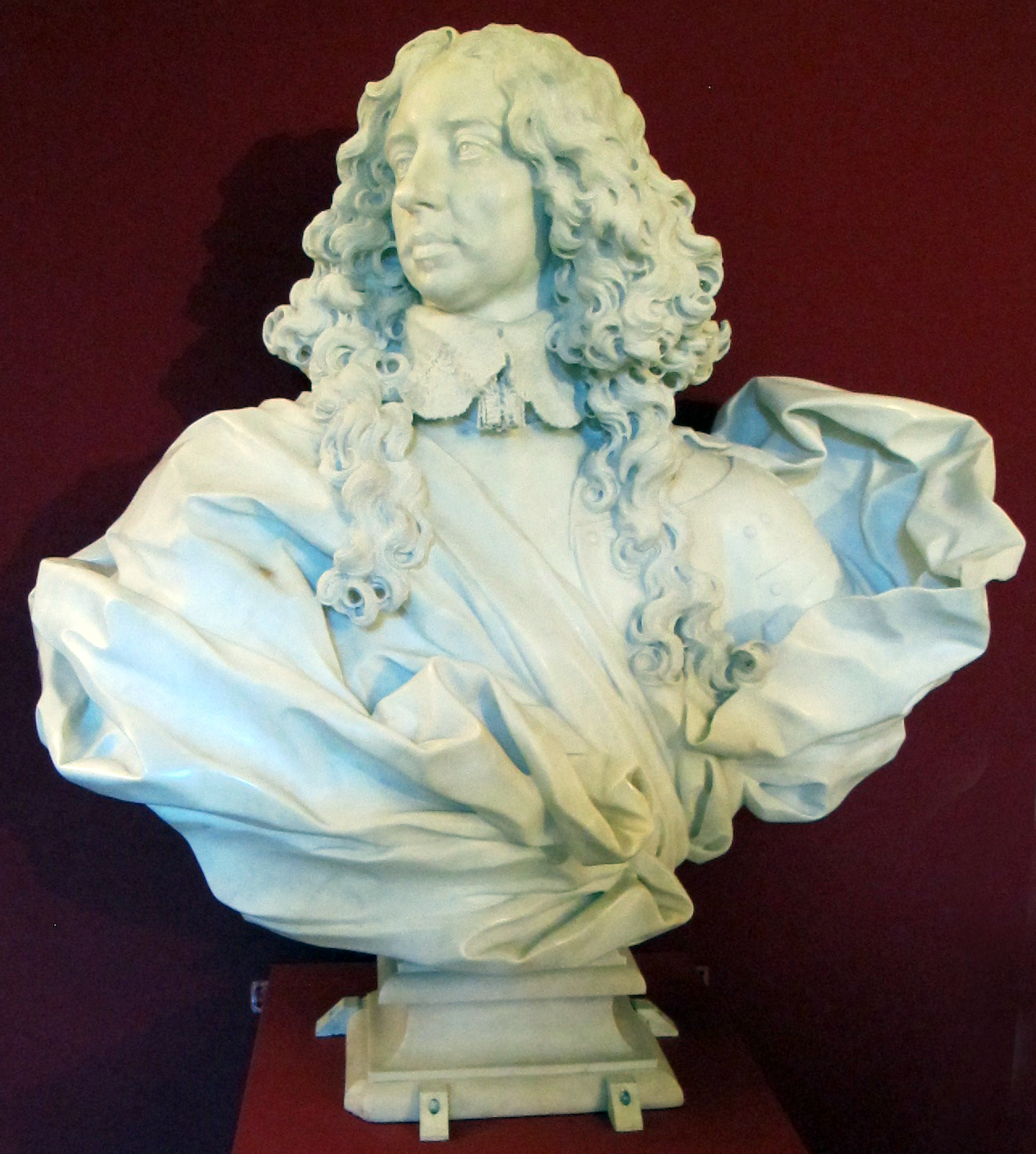
Лоренцо Берніні. Погруддя герцога д'Есте. Модена, Італія

## Парадний портрет з алегорією

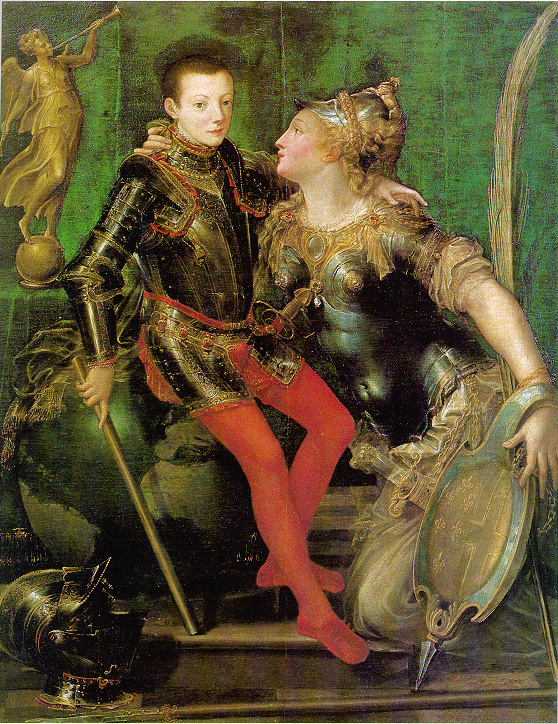
Худ Джироламо Маццола Бедолі. «Алегоричний портрет Олессандро Фарнезе, герцога Пармського». Національна галерея (Парма).

Алегорія, як втілення чеснот і переваг володаря, набула широкого використання в Італії. Найчастіше алегорія подавалася в вигляді молодої дівчини з атрибутами і написами, що пояснювали, яка саме чеснота перед глядачем. До створення алегорій зверталися різні майстри («Милосердя» П'єтро Поллайоло, «Міць» Сандро Боттічеллі та ін.). Деяких богів давньоримського пантеону почали вважати покровителями митців і володарів, хоча навкруги панував католицизм. І душею католика мав опікуватись його небесний патрон, святий, ім'я якого мала людина. Тим не менше архітектора Андреа ді П'єтро делла Гондола називали улюбленцем богині мудрості Паллади. Він і відомий у світі як Палладіо (улюбленець Паллади), а не за своїм справжнім прізвищем.
В XVI столітті використання алегорій поширилося і вони виникають на фресках, в картинах, стають дійовими особами в репрезентативному, парадному портреті. Художник Дж. Бедолі малює портрет підлітка Олессандро Фарнезе як дорослого володаря Парми і водночас як улюбленця Паллади. Худенький і непривабливий підліток в обладунках лицаря, сидить на земній кулі, а Паллада ще й тримає його герб в руці.
Алегорію успадкувала доба бароко. Рубенс подав алегорії в серії картин для королеви Марії Медичі (Лувр, Париж). Вони з'явилися в мармурових статуях барокових садів (алегорія Зими в Версалі, чотири скульптури алегорії «Перебігу доби». Літній сад, Санкт-Петербург) і як самостійні оздоби кінних монументів королів («Великий Курфюрст», скульптор Андреас Шлютер, Берлін).
У XVII столітті сформувалася ціла система складних алегоричних образів. Навіть друкувалися спеціальні довідники, що роз'яснювали значення різних символів. Часто набір образів, який використовувався у конкретному алегоричному портреті, вигадував не сам художник, а так званий «інвентор». Зазвичай це була людина, що зналася на історії, міфології, а також на обставинах життя і цілях людини, яку мали зобразити у портреті. У ролі інвенторів могли виступати вчені, літератори, викладачі академій мистецтв, представники духівництва.
У другій половині XVII століття з'явилася тенденція переосмислення загальноприйнятих алегоричних образів, цінувалася їхня нетривіальна трактовка, непрямий натяк на прихований сенс. Наприкінці XVII століття алегоричне зображення чеснот у вигляді богів або людей поступово зникло з парадних портретів. Натомість алегоричну ідею стали нести у собі предмети-атрибути, що оточували портретовану особу. Ці предмети мали виглядати невимушено та природно у житті портретуємого.

## Іспанія
XVI століття (за висновками дослідниці портретів Кагане Л. Л.) було дещо інтернаціональним в галузі портретної теорії. Східні думки пропагують теоретики в різних європейських країнах, але головують італійці. Тисячолітня італійська культура в XV—XVI ст. переживала чергову добу власного розквіту. Між Іспанією та Італією існують тісні релігійні і культурні зв'язки. Не дивно, що багато чого із теоретичних настанов в трактатах італійців знайшло прихильний відгук у теоретиків Іспанії. Одні настанови тільки розглядаються, інші набувають популярності.
Запізнення іспанського ренесансу в порівнянні з Італією відбилось в оминанні етапу Високого відродження і в повній відсутності в портретах пластично довершених і гармонійних образів. Висловлювання іспанців щодо портретів в 1-й половині XVI ст. мають випадковий характер, а специфічної програми для приватного чи парадного портрету ще нема.
Іспанія стає могутньою світовою імперією і при відсутності обдарованих художників-іспанців активно використовує іноземні таланти. Носієм аристократичної іспанської культури стає королівський двір (і всі наближені до нього), по замовам якого роками працюють фламандець Антоніс Мор, венецієць Тиціан, ломбардці Леоне Леоні і Помпео Леоні, батько і син, низка італійських скульпторів і архітекторів. Тепер розробляється концепція іспанського парадного портрета, що починає головувати в другій половині XVI ст. Іспанці багато пишуть про настанови зображення великих людей як прикладів для наслідування, але мають на увазі перш за все власних королів Карла V та його сина Філіпа ІІ, заклопотаних створенням світової іспанської монархії і пануванням в світі католицизму. Так, теоретики наполягають на зображенні Карла V — як уособленні численних політичних чеснот — фізичної довершеності, скромності, величі душі, захисника католицизму (імператор постійно воював із турецьким султаном, чим стримував просування кордонів Туреччини на західні землі). Тому логічним було зображення Карла V в лицарських обладунках і з військовим жезлом і нелогічним, компліментарним — постійне приховування його фізичних вад.
Намагання ідеалізувати іспанського короля призводить до перебільшень і фальши. Вже король Філіп ІІ брав участь лише в одному бої при Сен-Кантені. Але лицарські обладунки і жезл вояка художники вже відривають від реальних справ і використовують для звеличення і уславлення королівської особи. Апогеєм фальшування стають лицарські обладунки в парадному портреті іспанського короля Філіпа ІІІ, котрий не брав участі в жодній військовій кампанії…
Парадний портрет Іспанії підтягнеться до вищих здобутків світового мистецтва лише в творчості Ель Греко (1541—1614). Ніхто із іспанських майстрів не втілив так повно маньєристичні прагнення до духовної довершеності, як Ель Греко, до напружених інтелектуальних пошуків і відданості панівним ідеям. Але усвідомлення цього прийде через століття.
Сталий тип іспанського парадного портрета канонізував королівський двір в XVII ст. — звідси пишний одяг, пишні завіси, велична поза, аристократична замкненість і підкреслена дистанція між зображеним та будь-яким глядачем. Але прихильність іспанських портретистів до правди і реалізму надає можливість не приховувати ні недоліків вельможних осіб, ні їх обмеженості чи дегенеративних рис в обличчях і фігурах, прикритих коштовними костюмами чи парадними обладунками. Іспанець Дієго Веласкес не поступився цими настановами навіть в портреті папи римського Іннокентія Х, котрий розчаровано вигукнув по закінченні власного портрету — «Надто правдиво!»

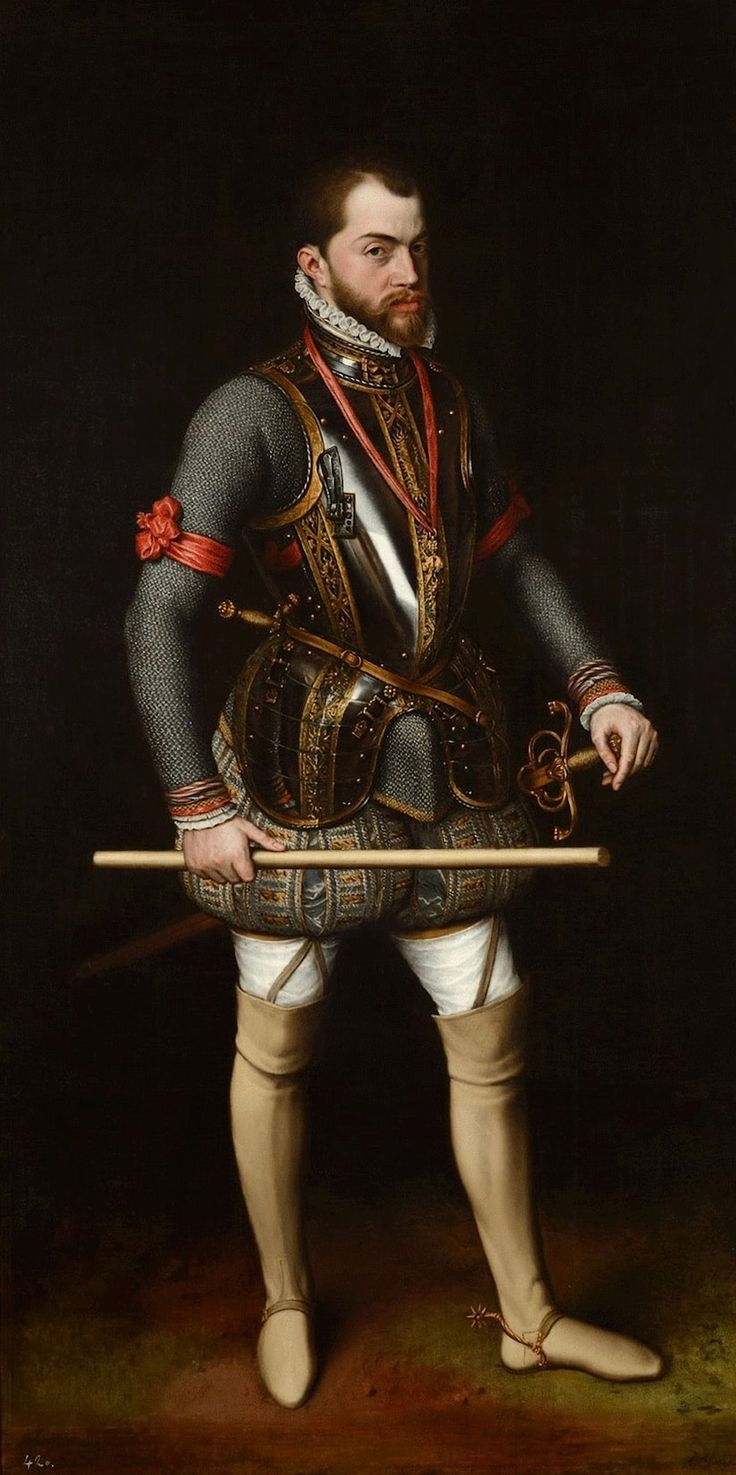
Антоніс Мор. Портрет Філіпа II
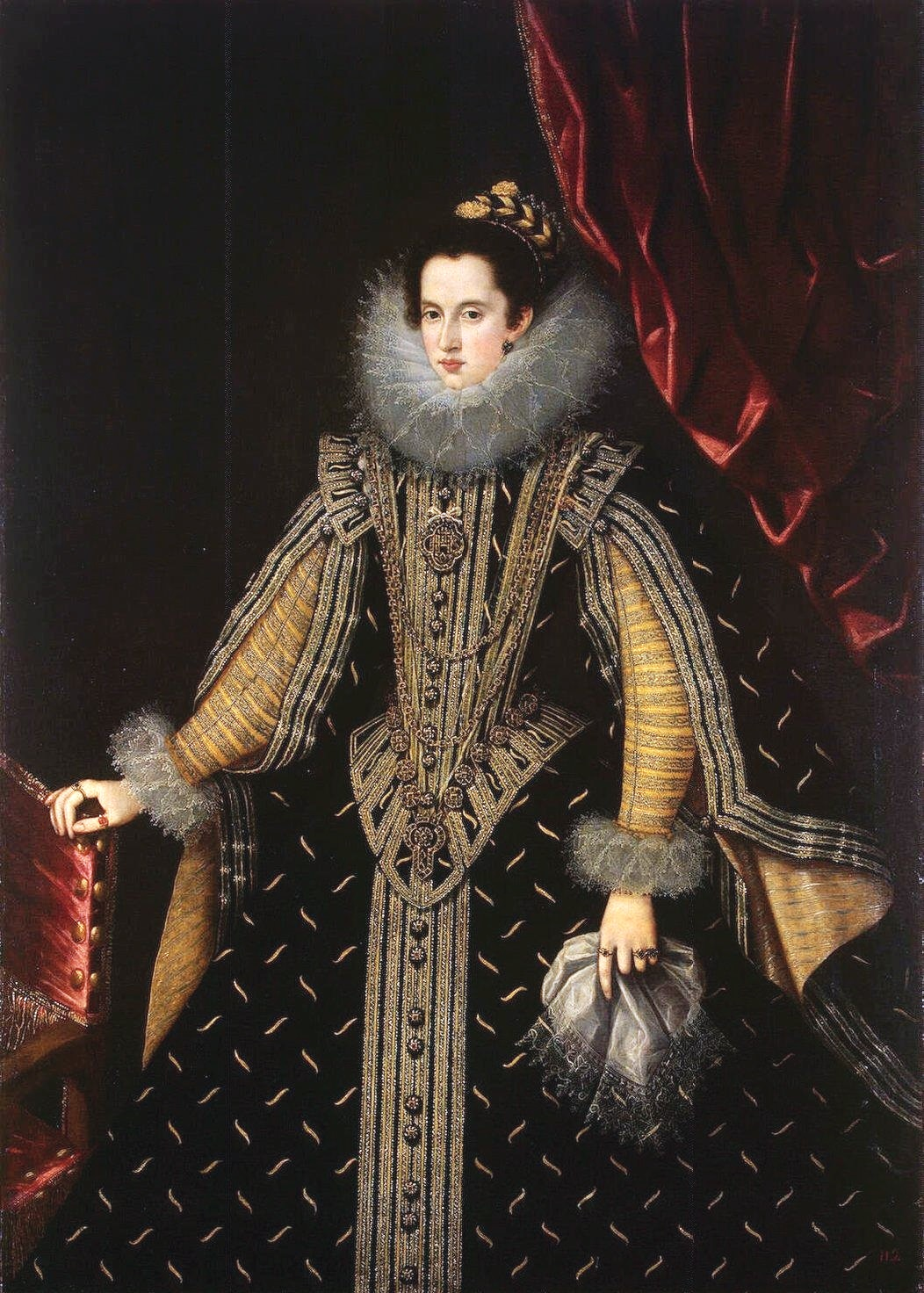
Бартоломе Гонсалес і Серрано. «Маргатита Альдобрандіні»
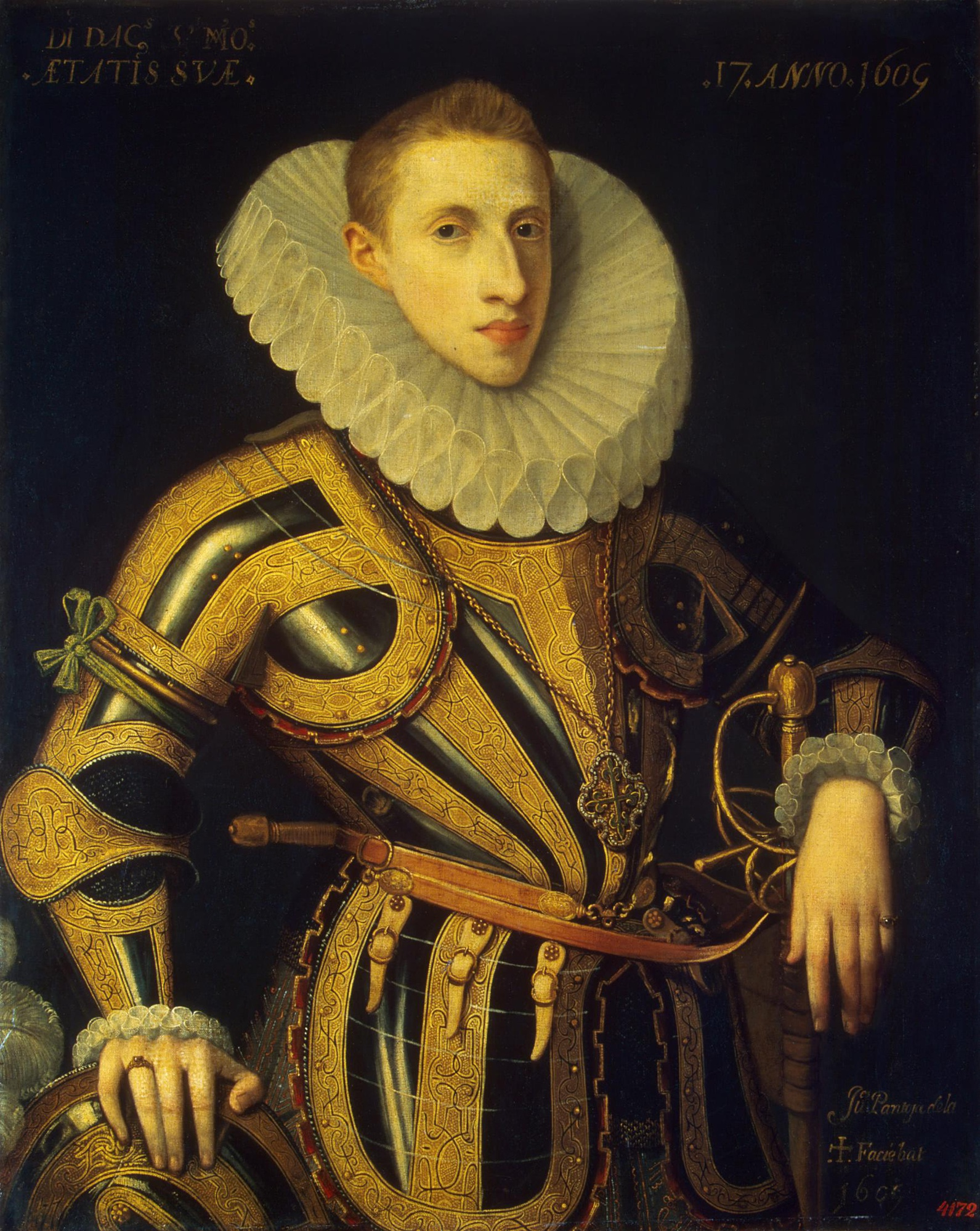
Хуан Пантоха де ла Круз. «Дієго Вільямайор», Ермітаж, Санкт-Петербург
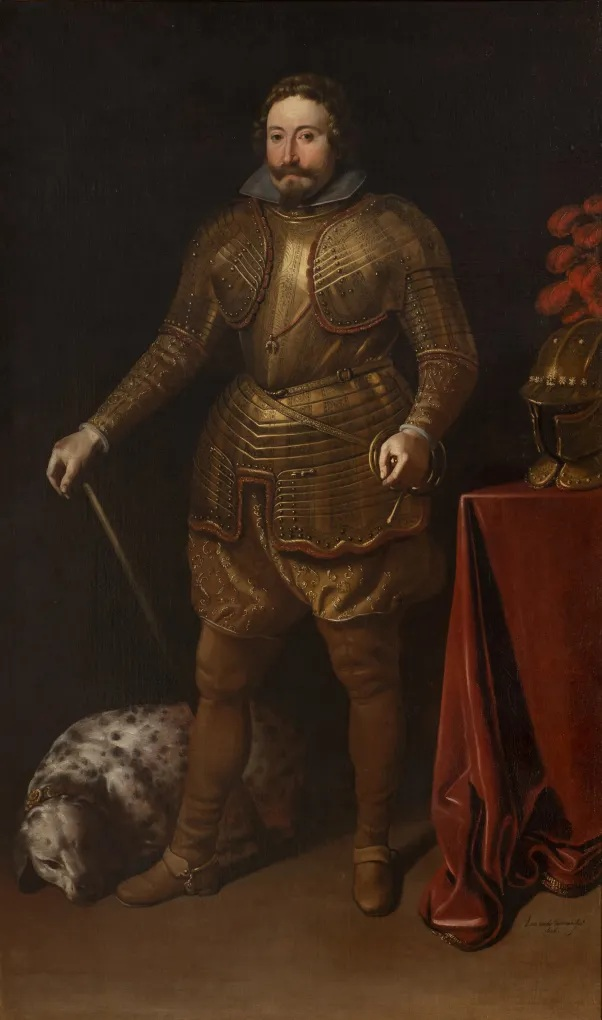
Хуан ван дер Хамен і Леон. «Жан де Крой, граф де Сорл», 1626
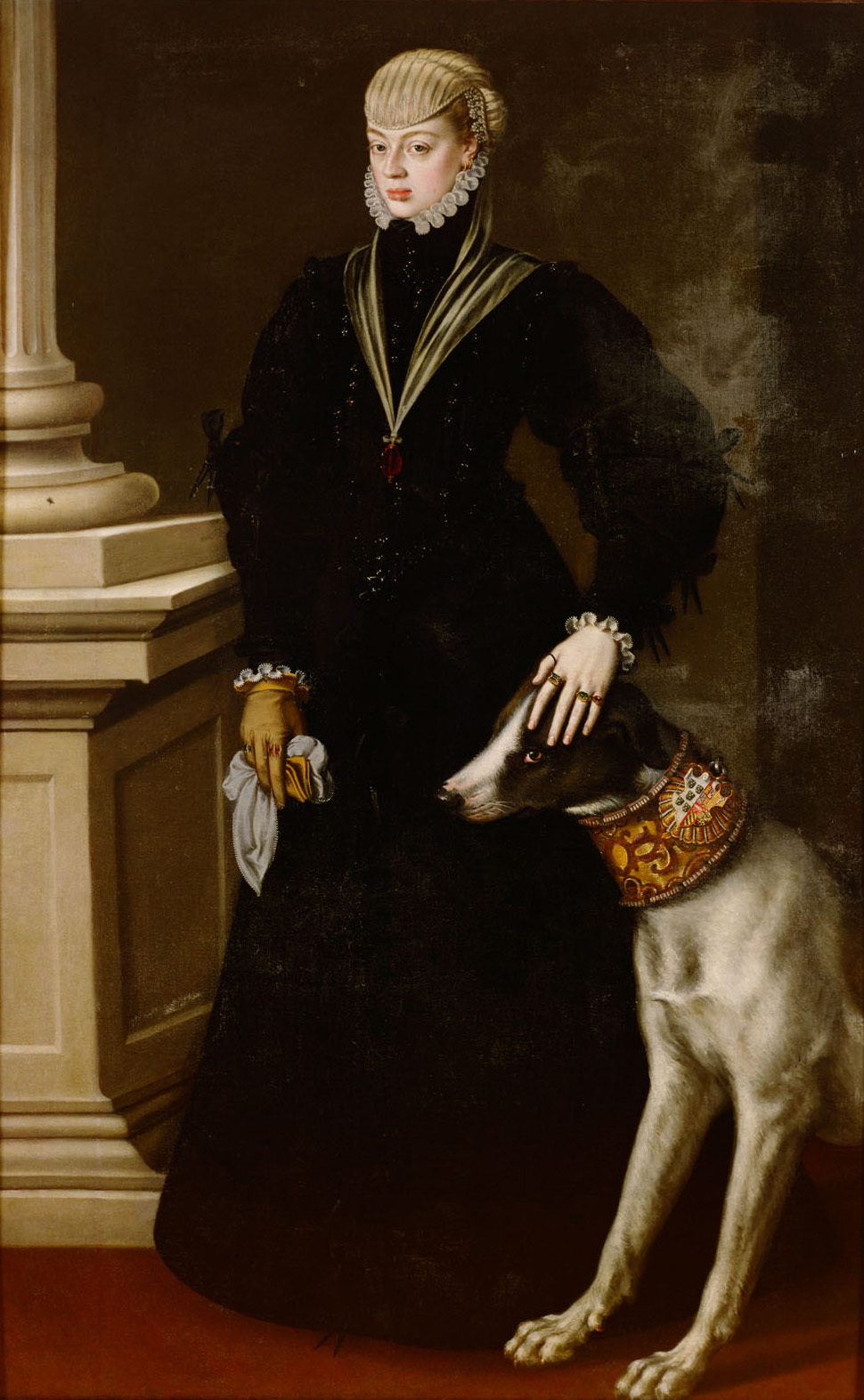
Коельо. «Інфанта (принцеса) Хуана Іспанська»
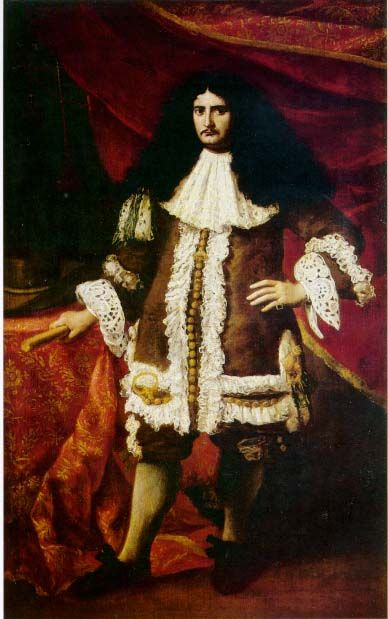
«Дон Франсіско, 5-й маркіз де Санта Крус»
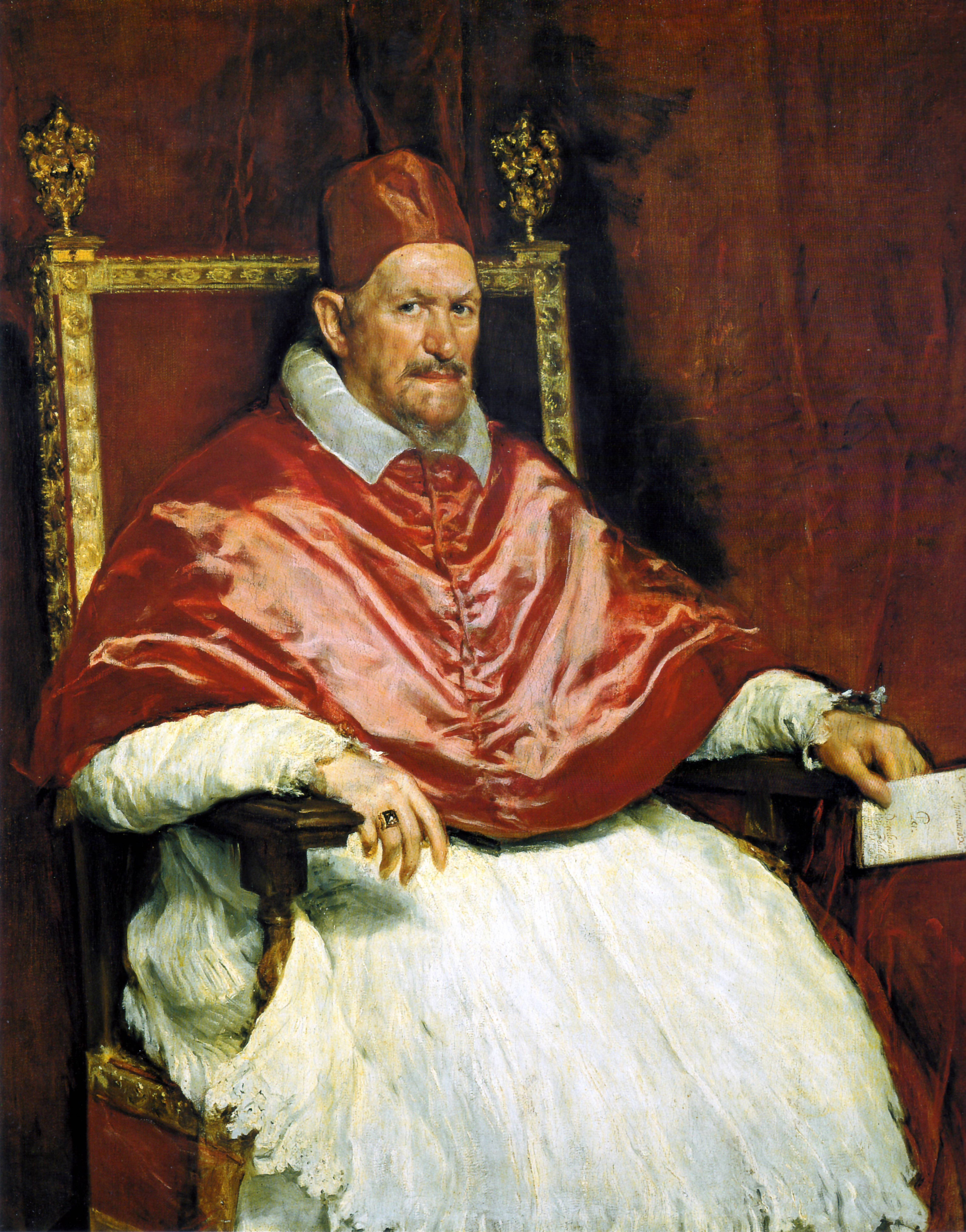
Дієго Веласкес. «Папа римський Іннокентій Х»

## Фламандське бароко

Антоніс ван Дейк. «Ізабелла Брант», перша дружина П. П. Рубенса. Сполучені Штати
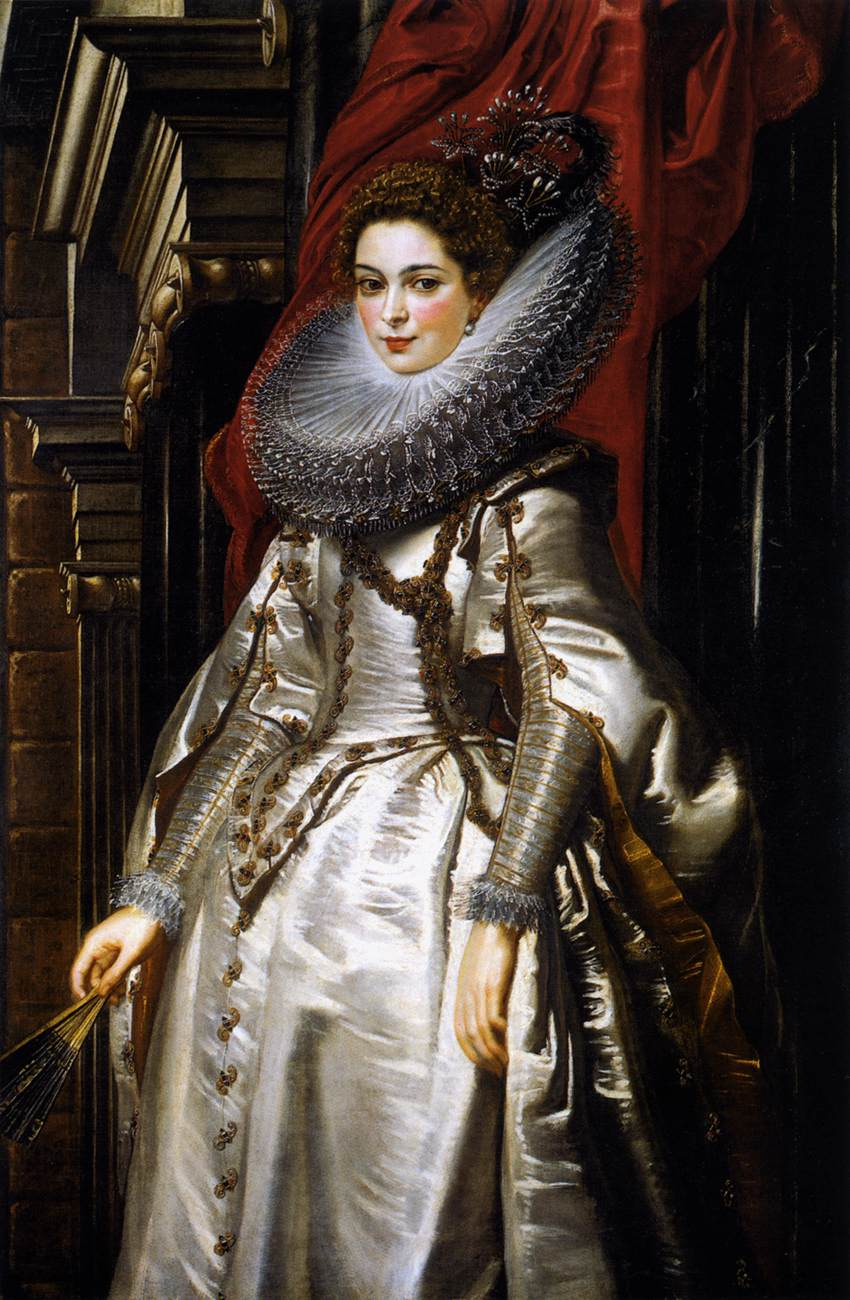
П. Рубенс. «Маркіза Брігіда Спінола Доріа», 1606
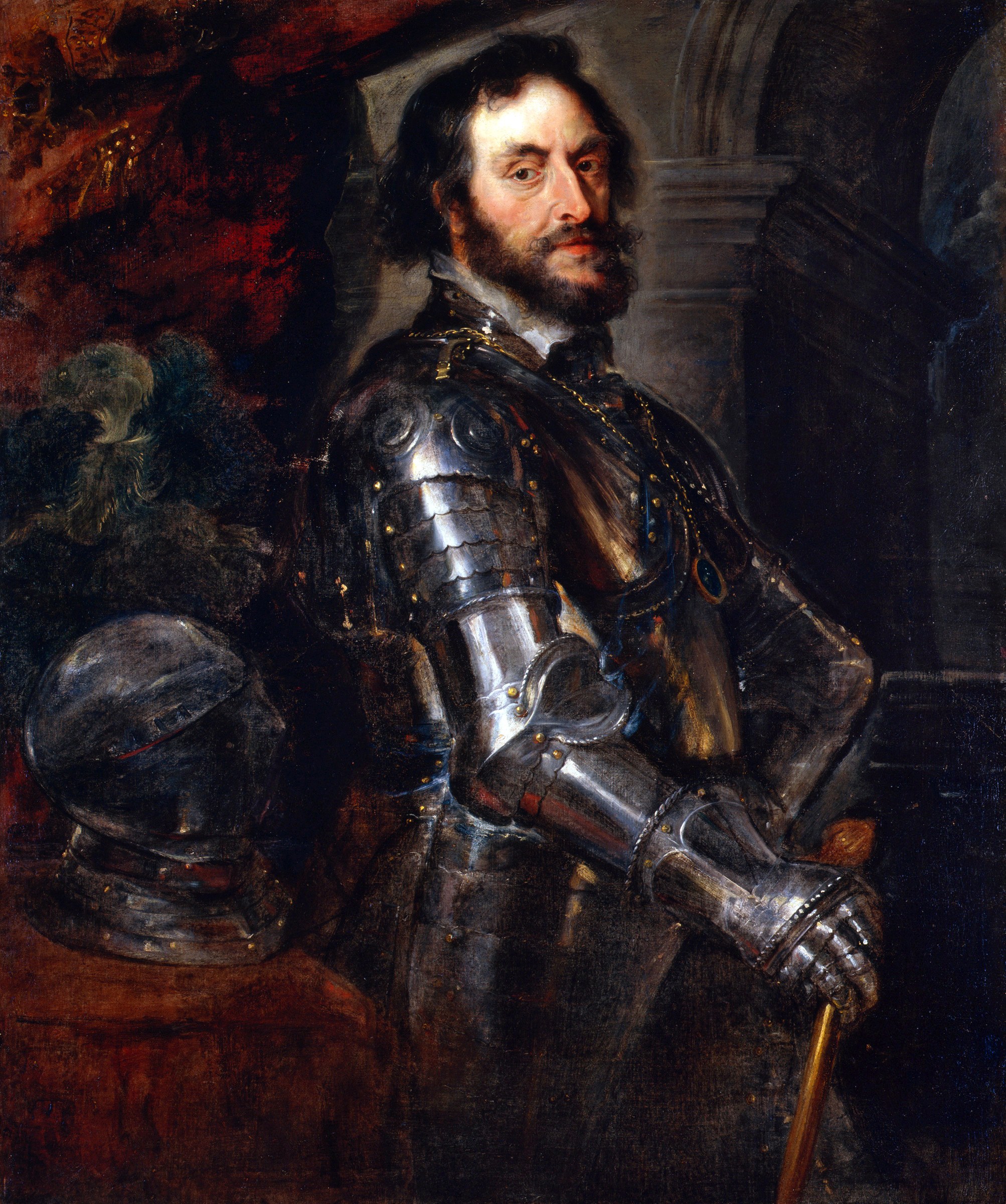
П. Рубенс. «Томас Говард, граф Арундел», 1630, Музей Гарднер, Бостон
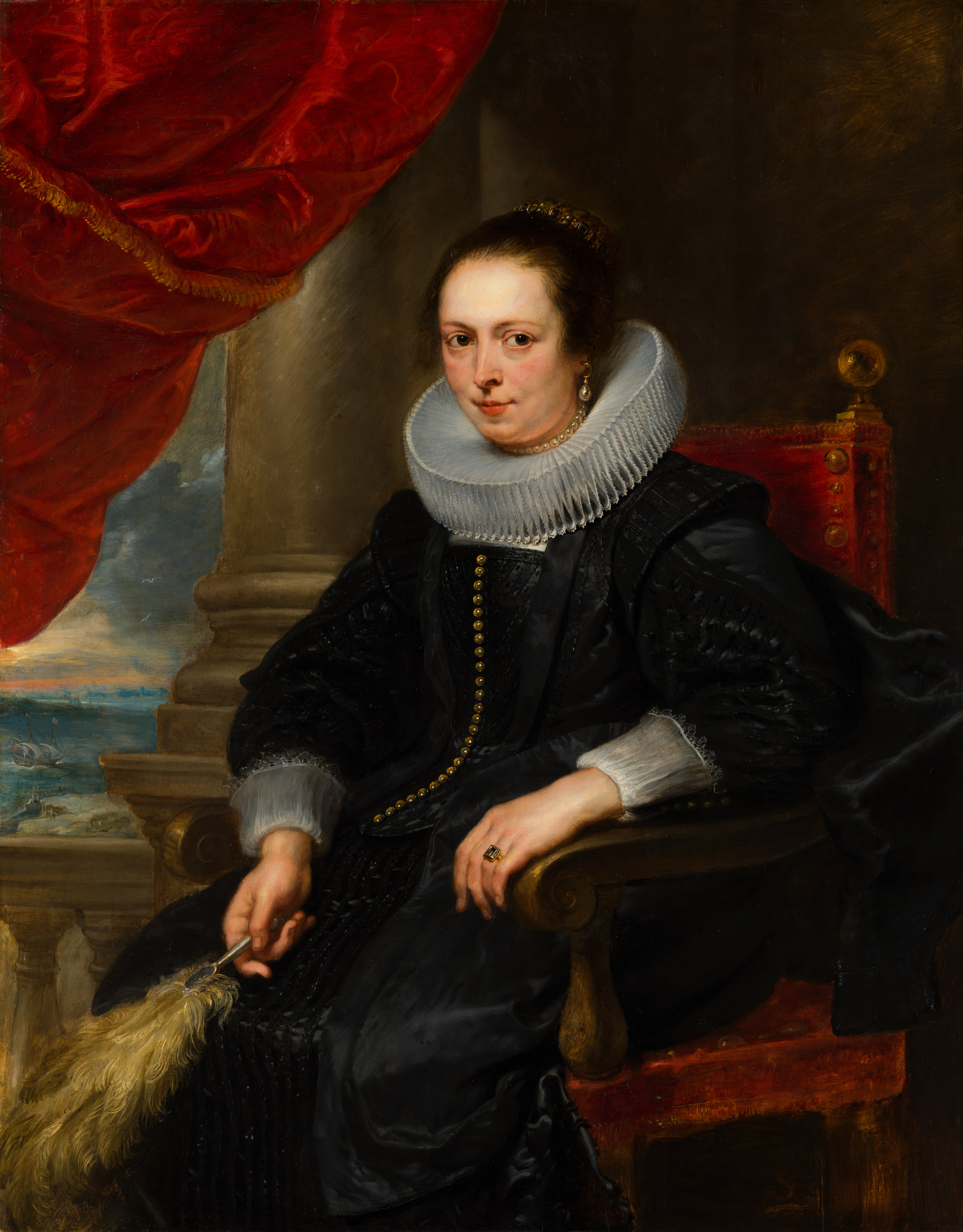
П. Рубенс. «Портрет невідомої пані в кріслі», 1630
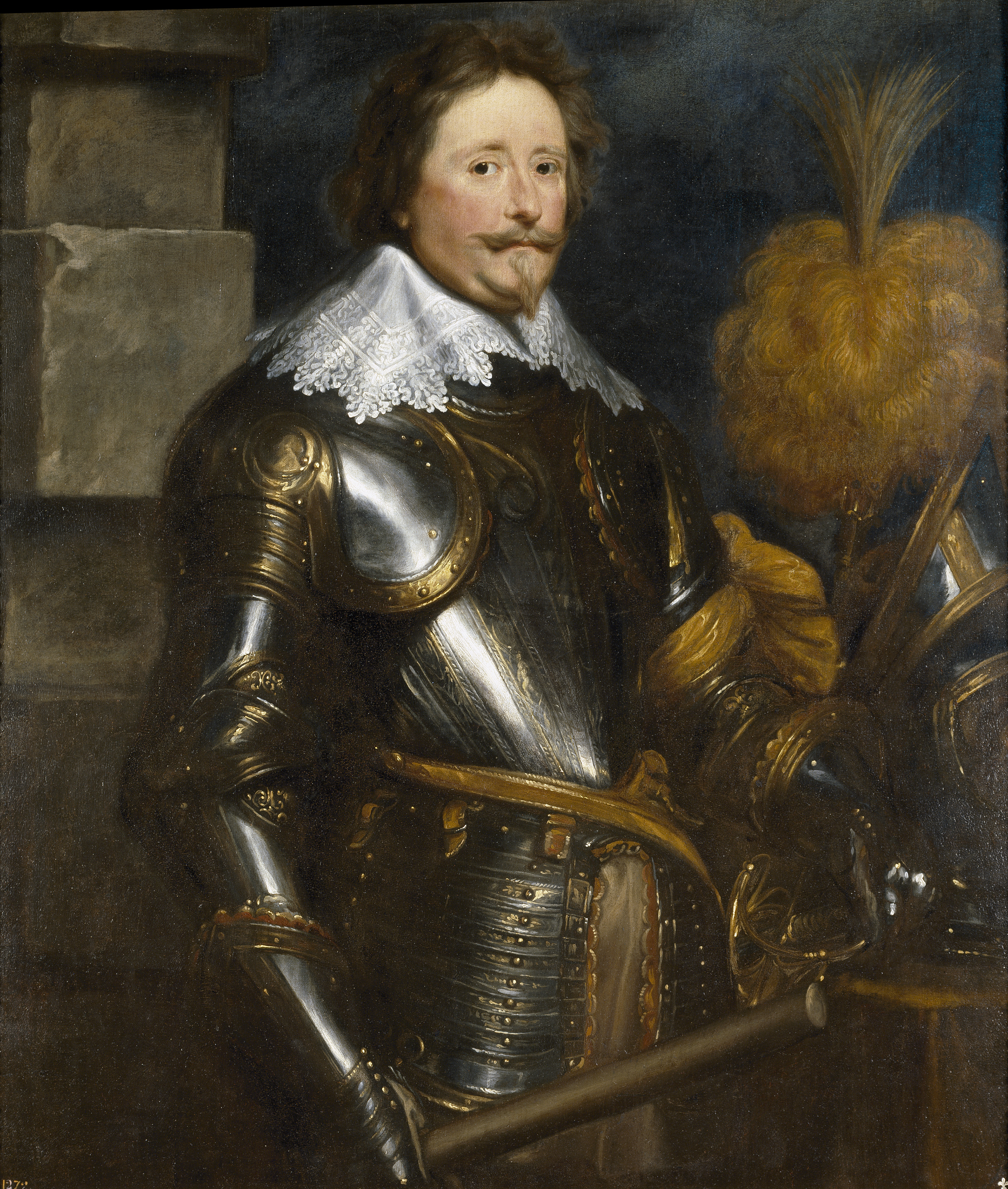
Антоніс ван Дейк. «Фредерік Генрі, принц Оранський», 1629, Національний музей Прадо, Мадрид

## Парадні портрети дітей з королівських чи шляхетних родин
Окрема галузь жанру — парадні портрети дітей з королівських чи шляхетних родин. Автоматично на ці портрети були розповсюджені усі настанови парадних портретів, притаманних портретам дорослих вельмож. Дітей силоміць ставлять у незручні і величні пози дорослих, бо дитина з королівської чи магнатської родини є спадкоємцем значного приватного майна, земель і титулів, а її портрет розглядається ще й як документ у династичних і майнових дискусіях. Тривалий час діти з королівських і магнатських родин не мали суто дитячого одягу, їх вдягали у одяг дорослих за тодішньою модою. Звідси важкі і строкаті, прикрашені вишивками, коштовностями і мереживом костюми, якого б малого віку не була дитина. Так, надзвичайної пишності набув парадний одяг принцес і принців іспанського королівського двору, де принцеси (інфанти за іспанською) просто потопали у надто пишних сукнях, що обмежували і рухи, і саме існування дітей.

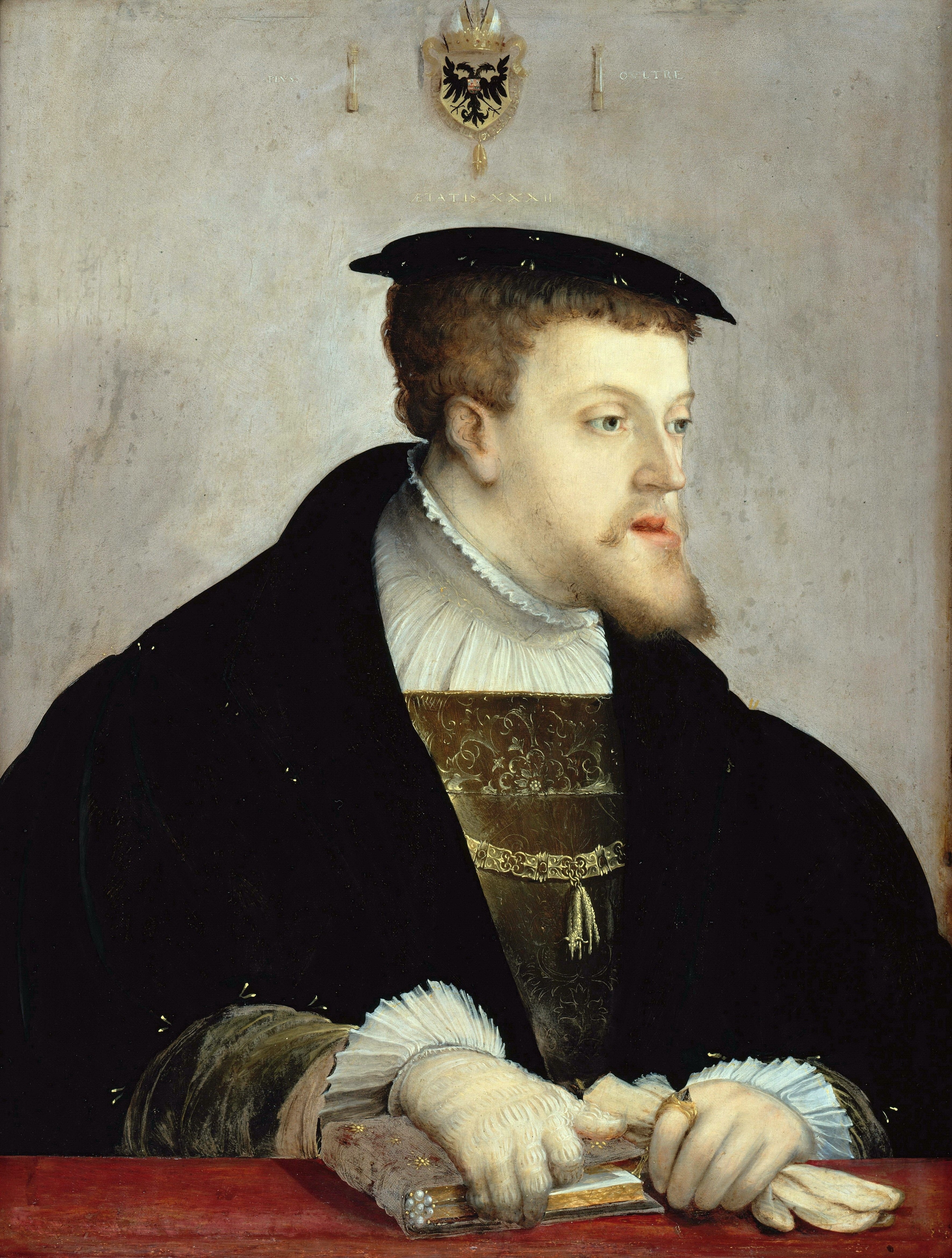
Христоф Амбергер. Портрет Карла V Габсбурга з відкритим ротом. Бл. 1532, Берлінська картинна галерея
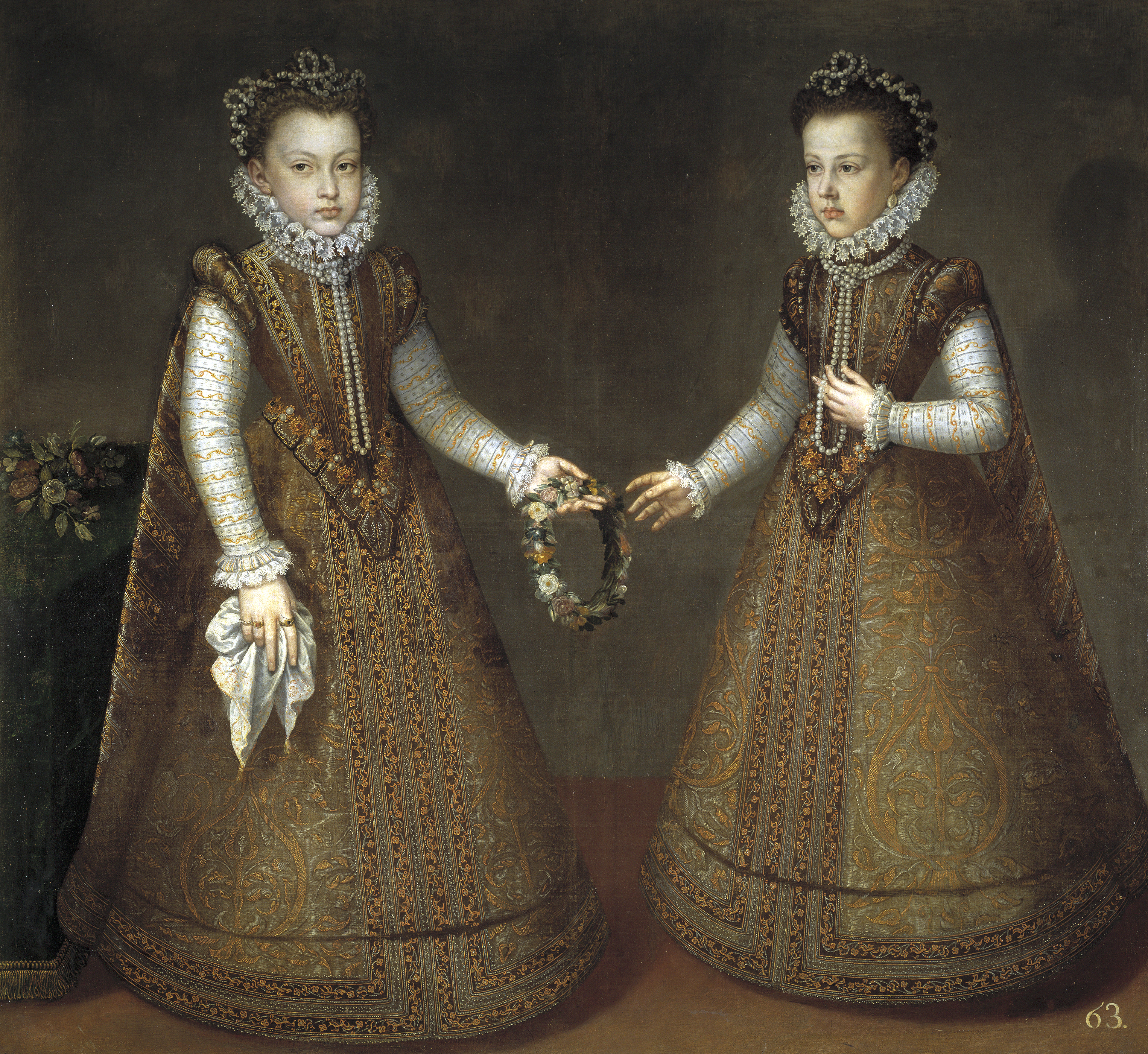
Алонсо Санчес Коельо, «Інфанти Ізабелла Клара Євгенія і Каталіна Мікаела», бл. 1575, Музей Прадо, Мадрид
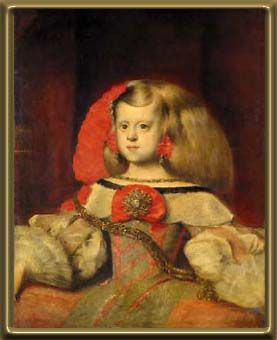
Дієго Веласкес і Мартінес де Масо, Зять Веласкеса,  «Принцеса Маргарита», померла у 21-річному віці. Національний музей мистецтв імені Богдана та Варвари Ханенків
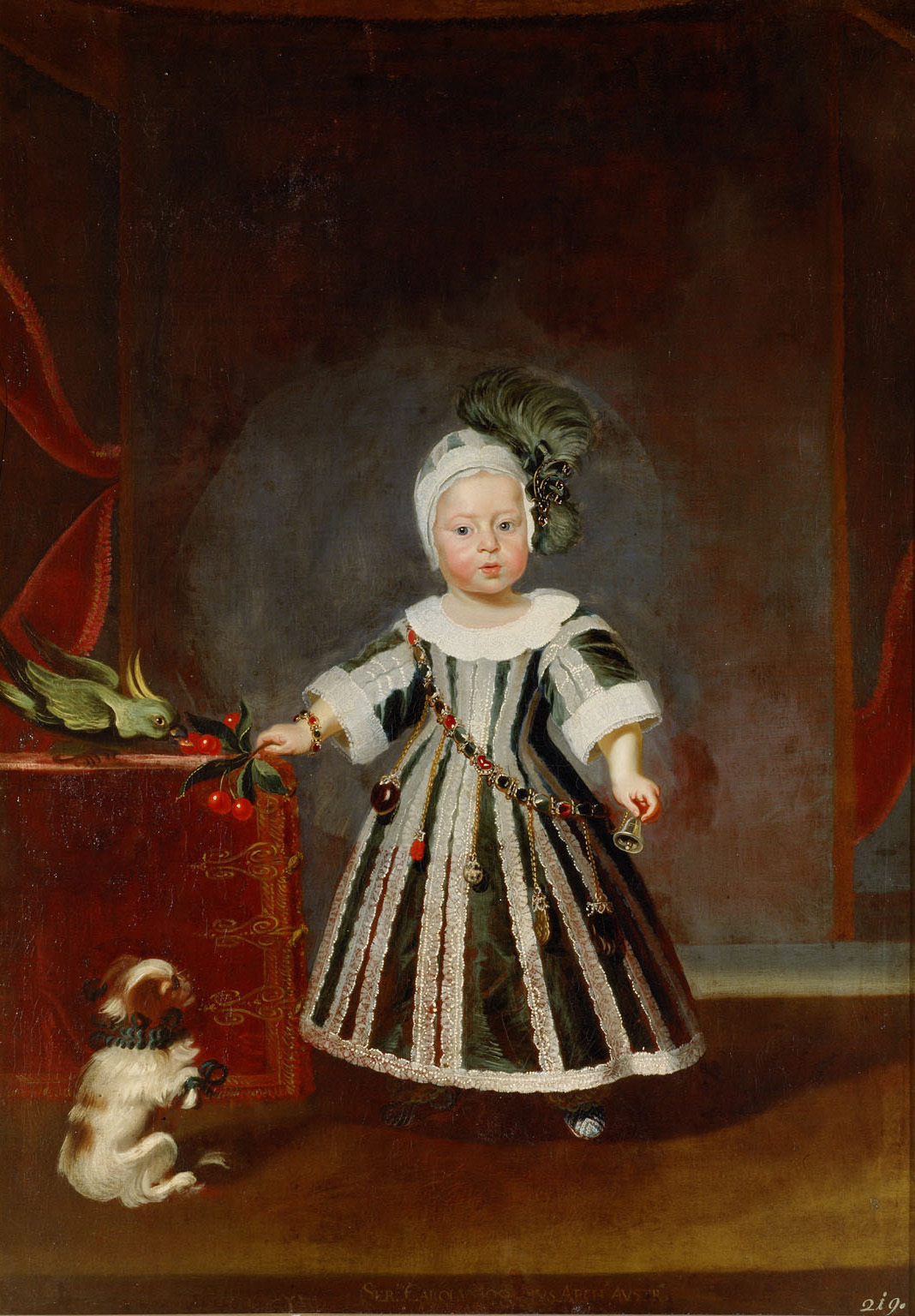
Франс Луйкс. «Ерцгерцор Карл Йозеф» (1649-1664), 1651, помер у 14-річному віці
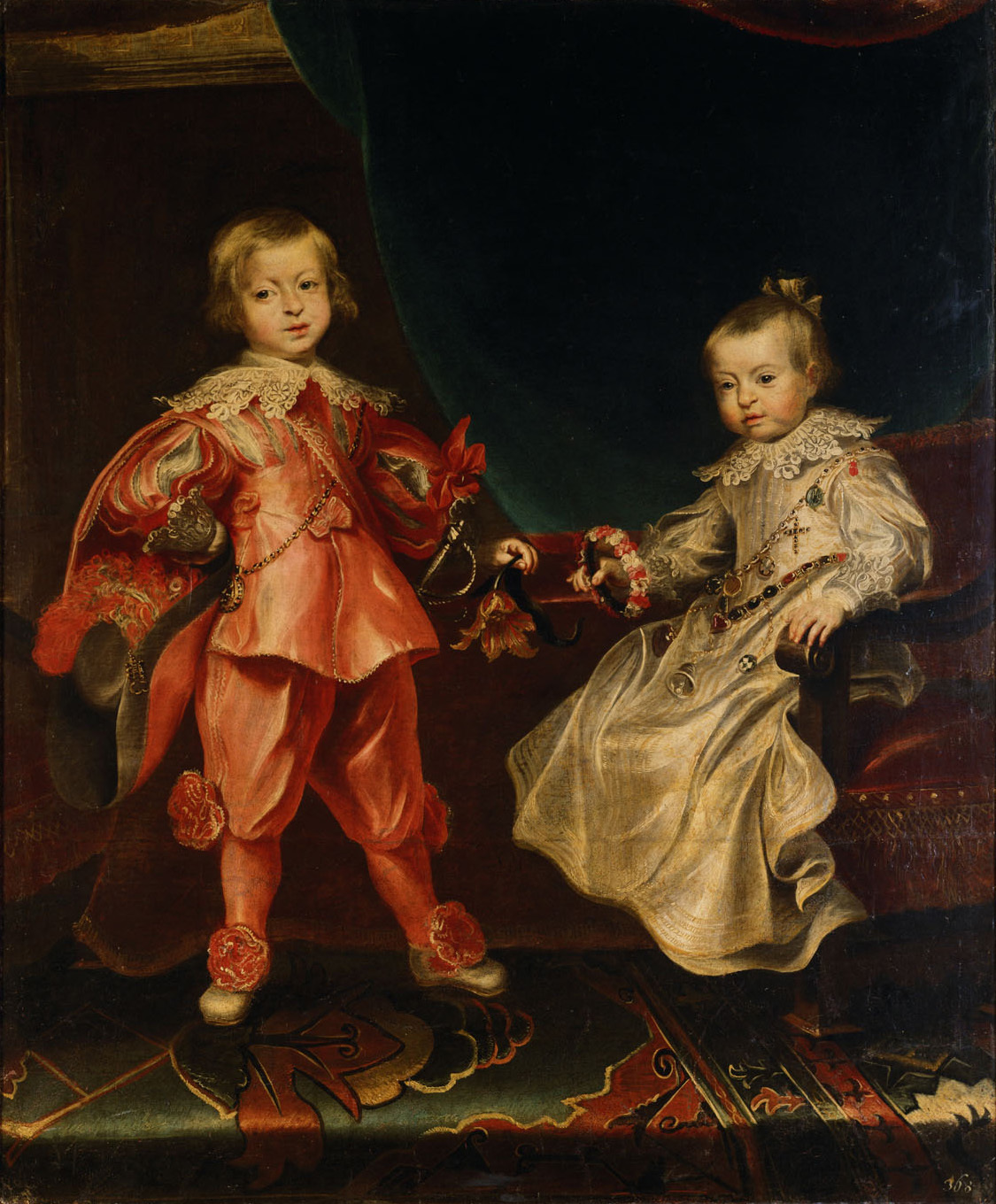
Франс Луйкс. «Принц Фердинанд Австрійський (майбутній король Фердинанд IV) та його сестра принцеса Марія Анна», бл. 1636, Музей історії мистецтв, Відень
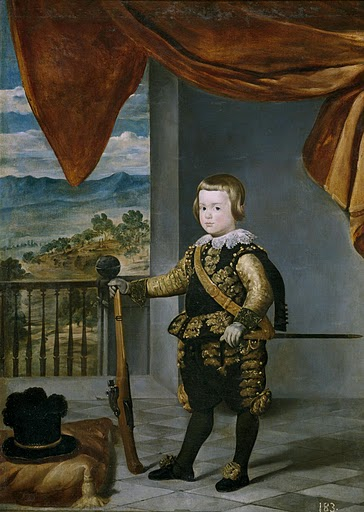
Дієго Веласкес. «Принц Балтазар Карлос», Національний музей Прадо, Мадрид

## Нідерланди XVII ст

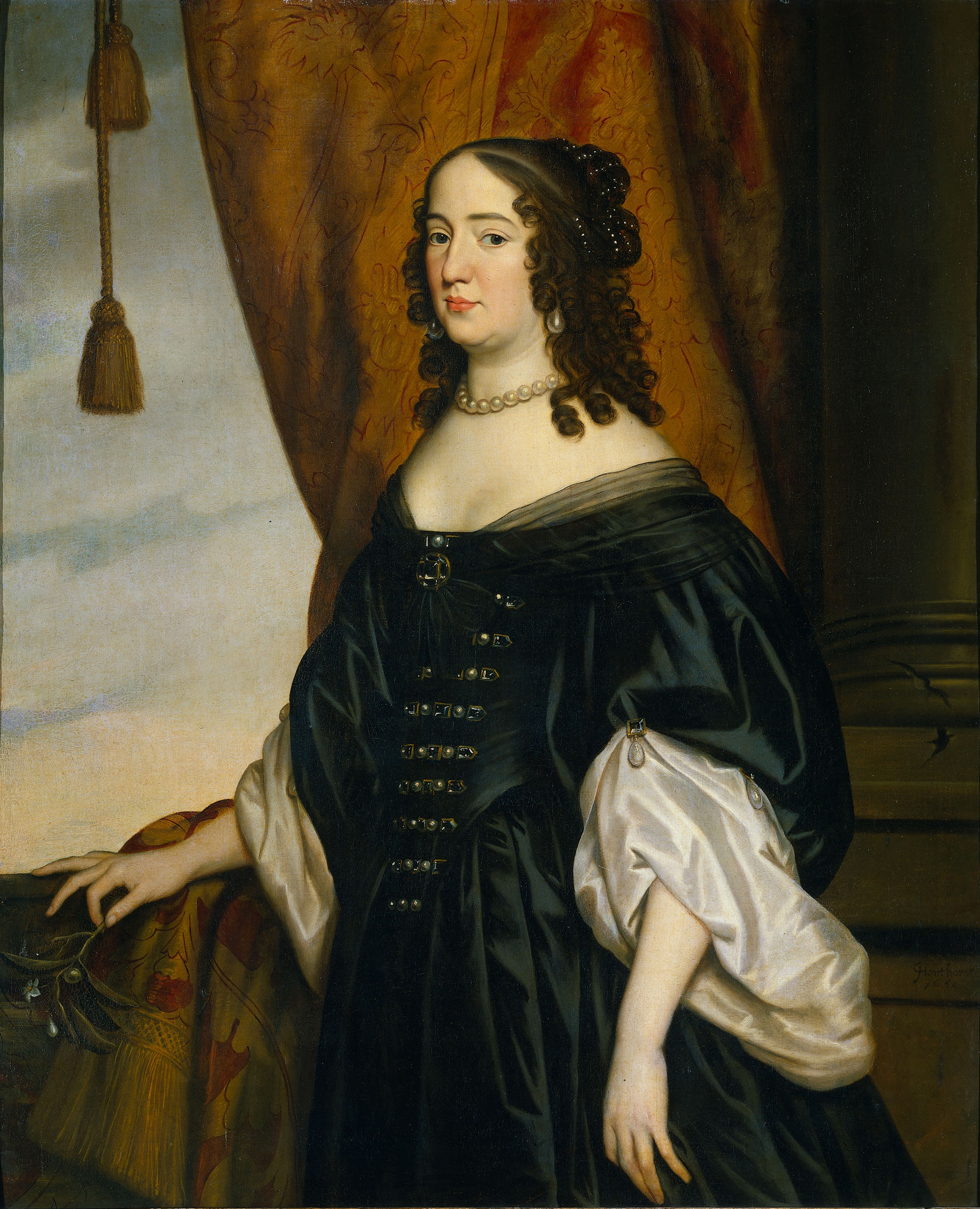
Герріт ван Гонтгорст. «Амалія ван Сольмс», 1650
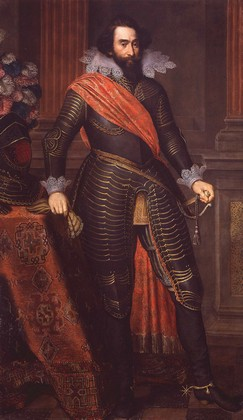
Отто ван Веен. «Гендрік ван ден Берг» (граф, губернатор і військовий ), бл. 1618
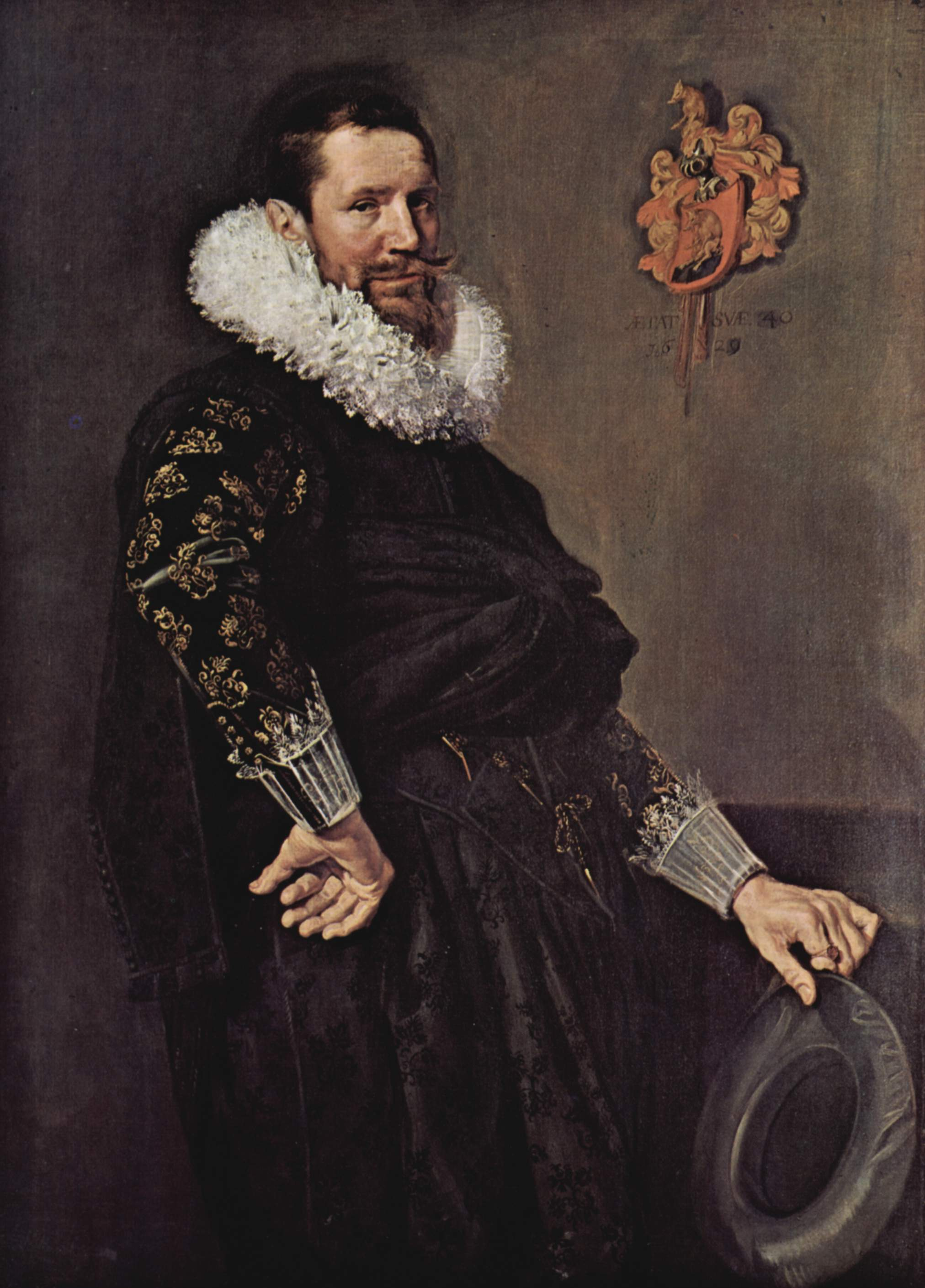
Франс Галс. «Паулюс ван Верестейн», 1620-і
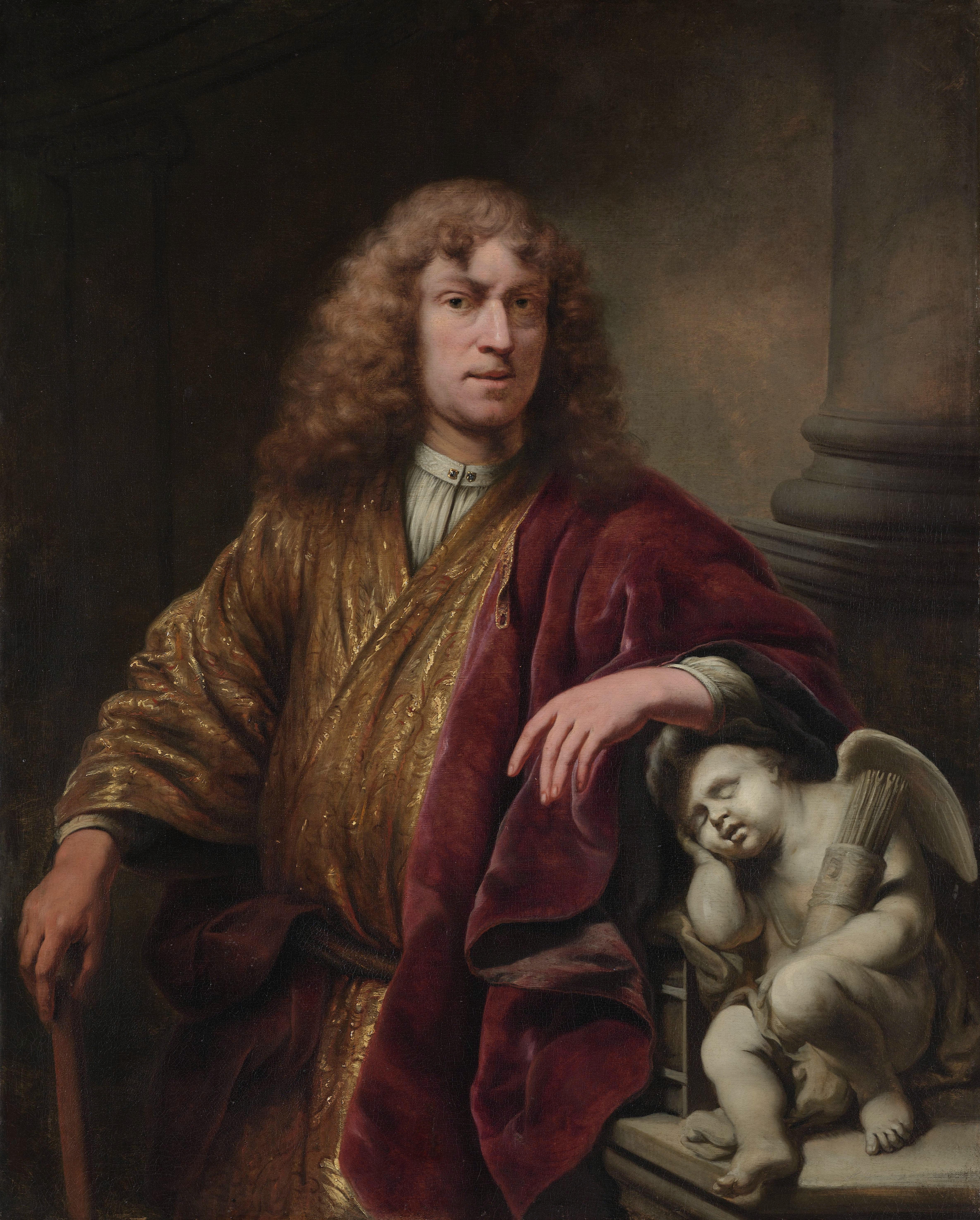
Фердинанд Боль. «Автопортрет зі сплячим амуром», бл. 1669, Державний музей (Амстердам)
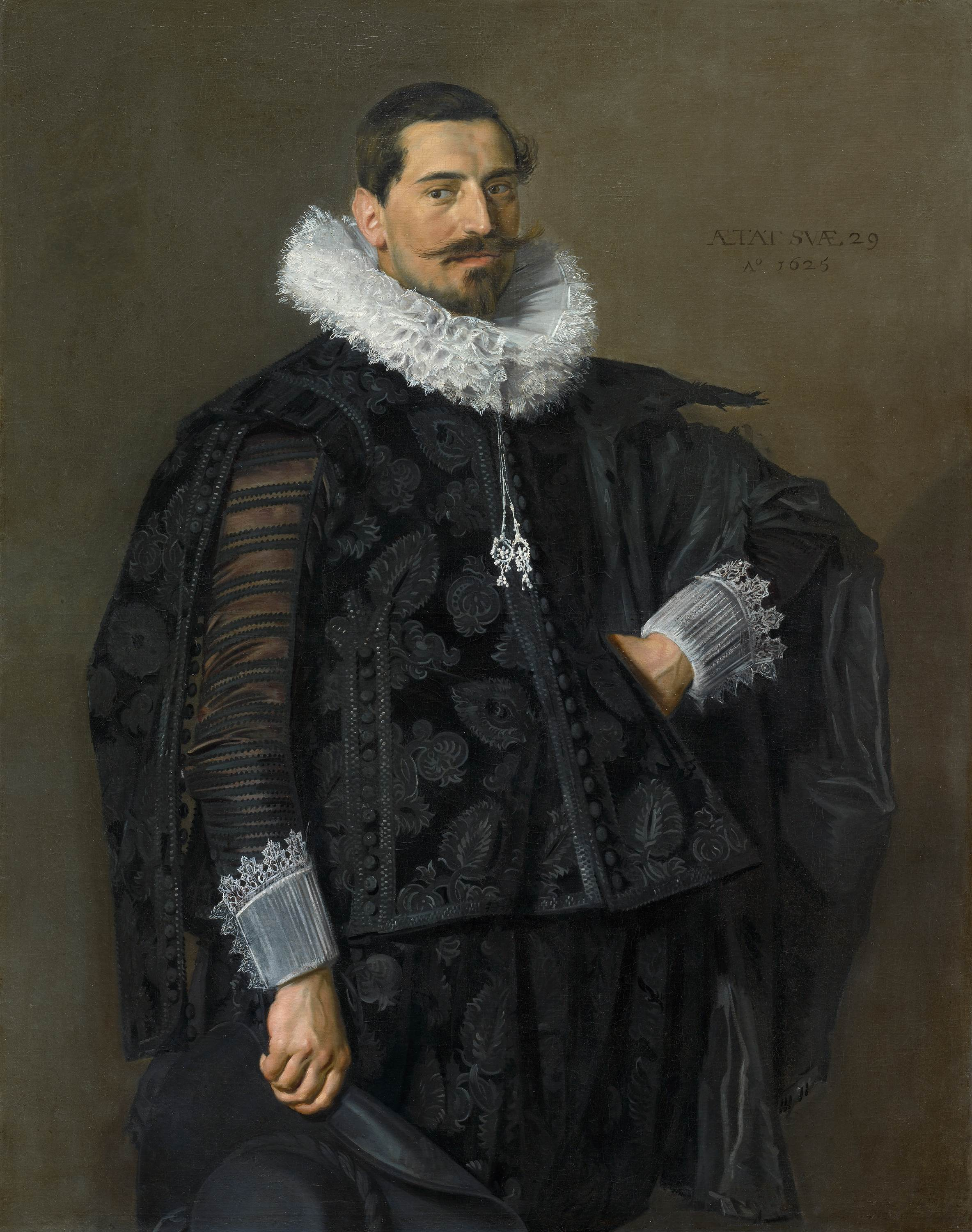
Франс Галс. «Пітерс Олікан», 1625, Мауріцхейс, Гаага
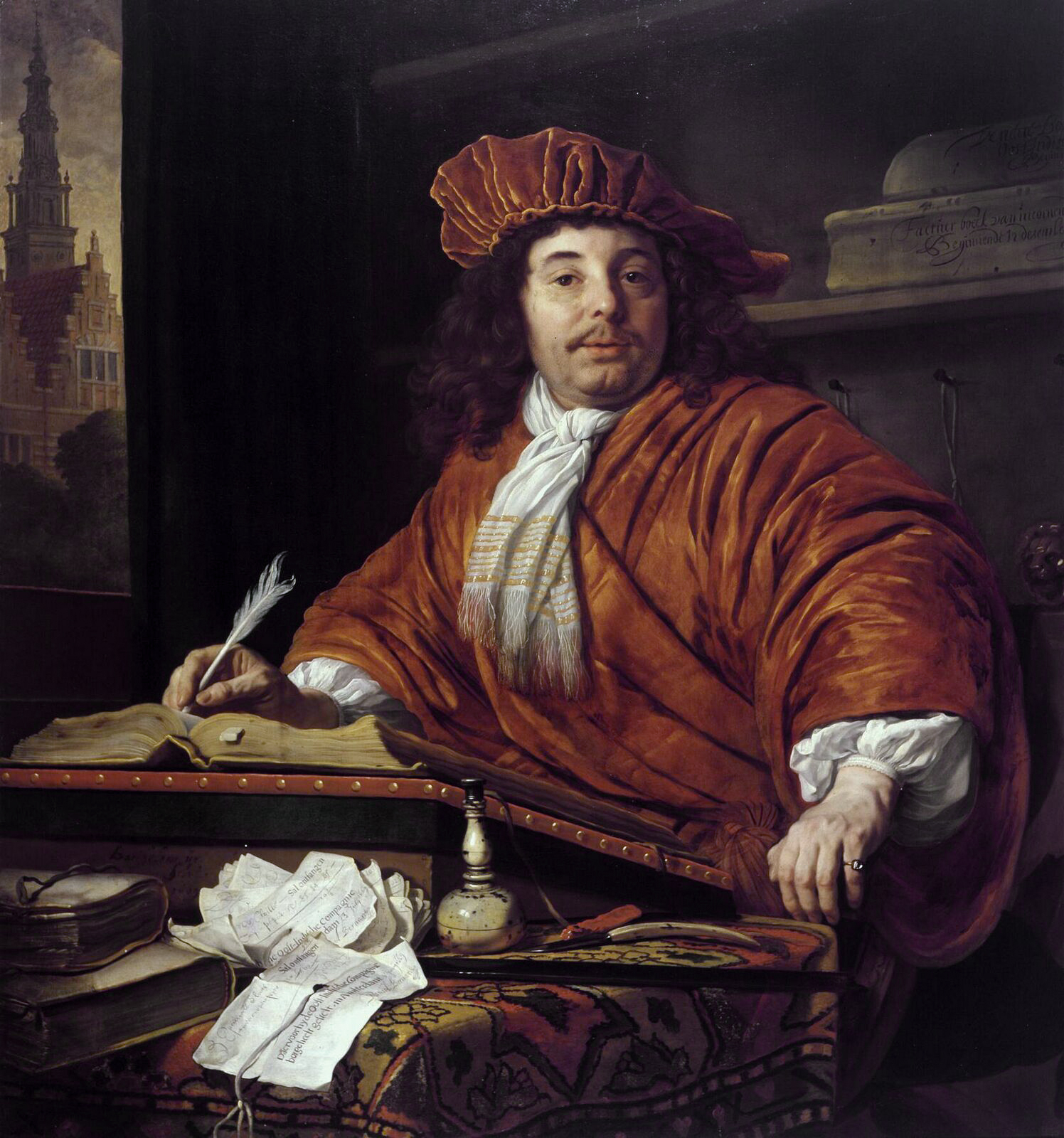
Бартоломеус ван дер Гелст. «Деніел Бернард в своєму кабінеті»
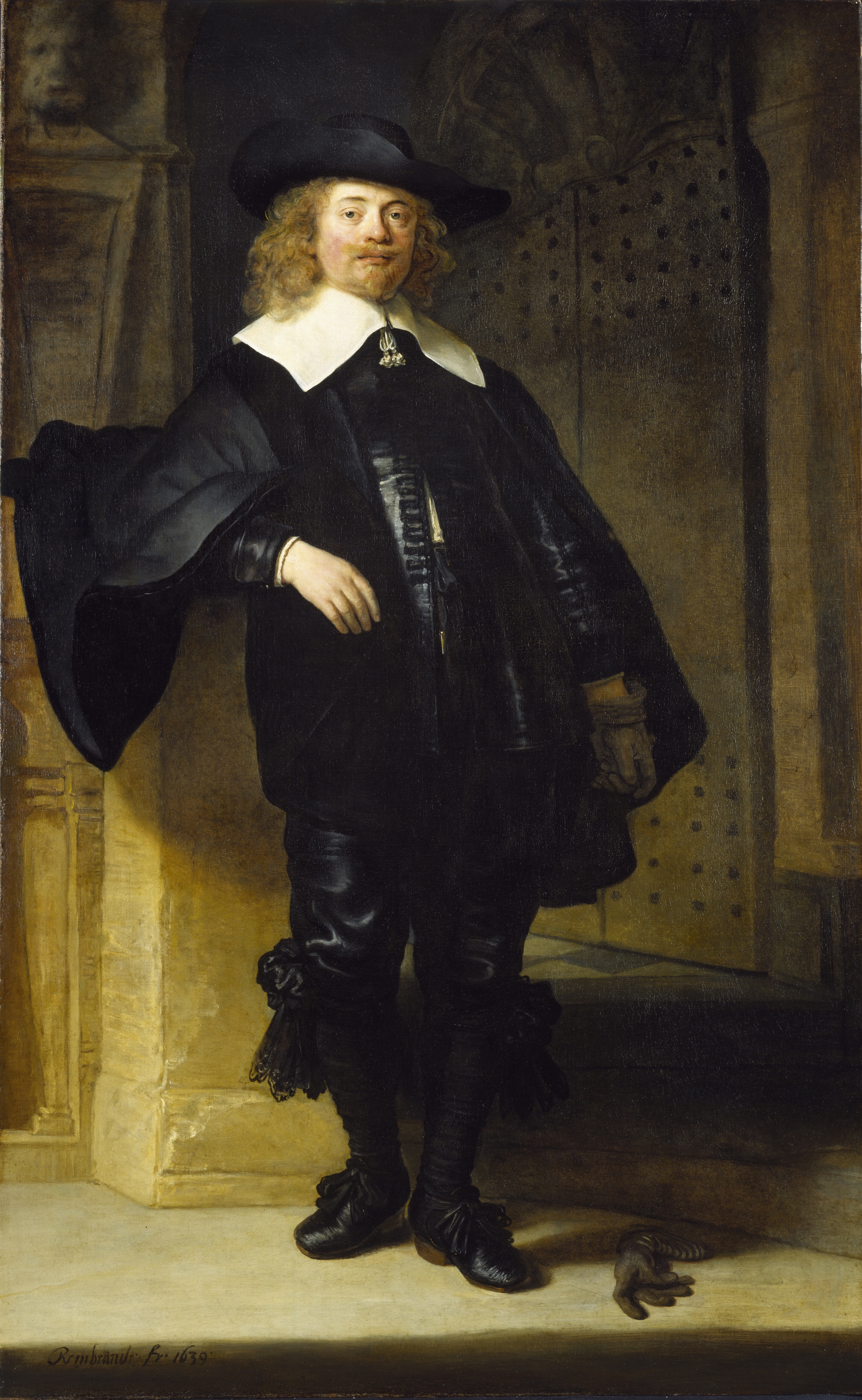
Рембрандт. «Андріс де Греф», 1639, Кассель, Німеччина
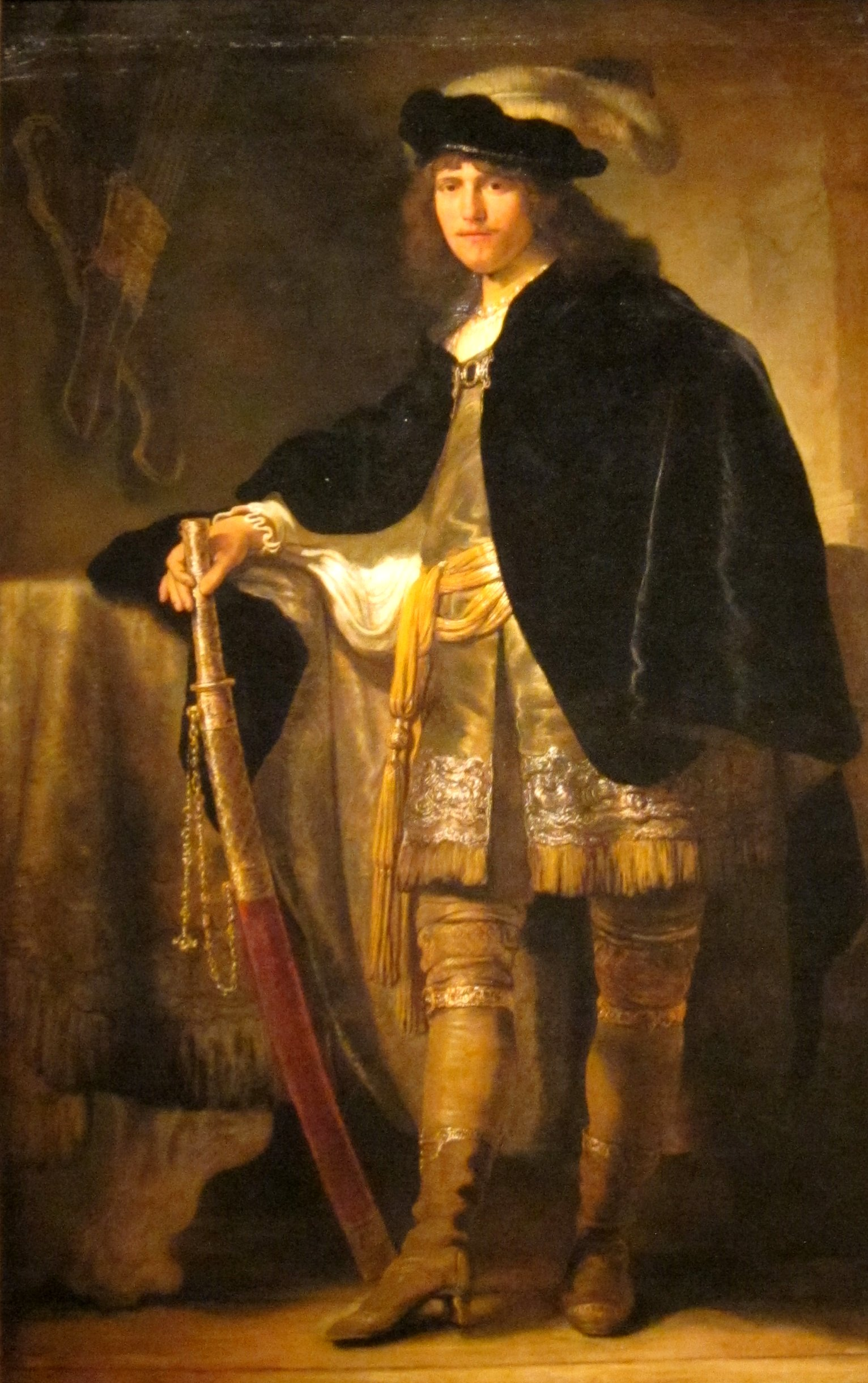
Фердинанд Боль . «Портрет невідомого з коштовним мечем», до 1640, Художній інститут Дейтон
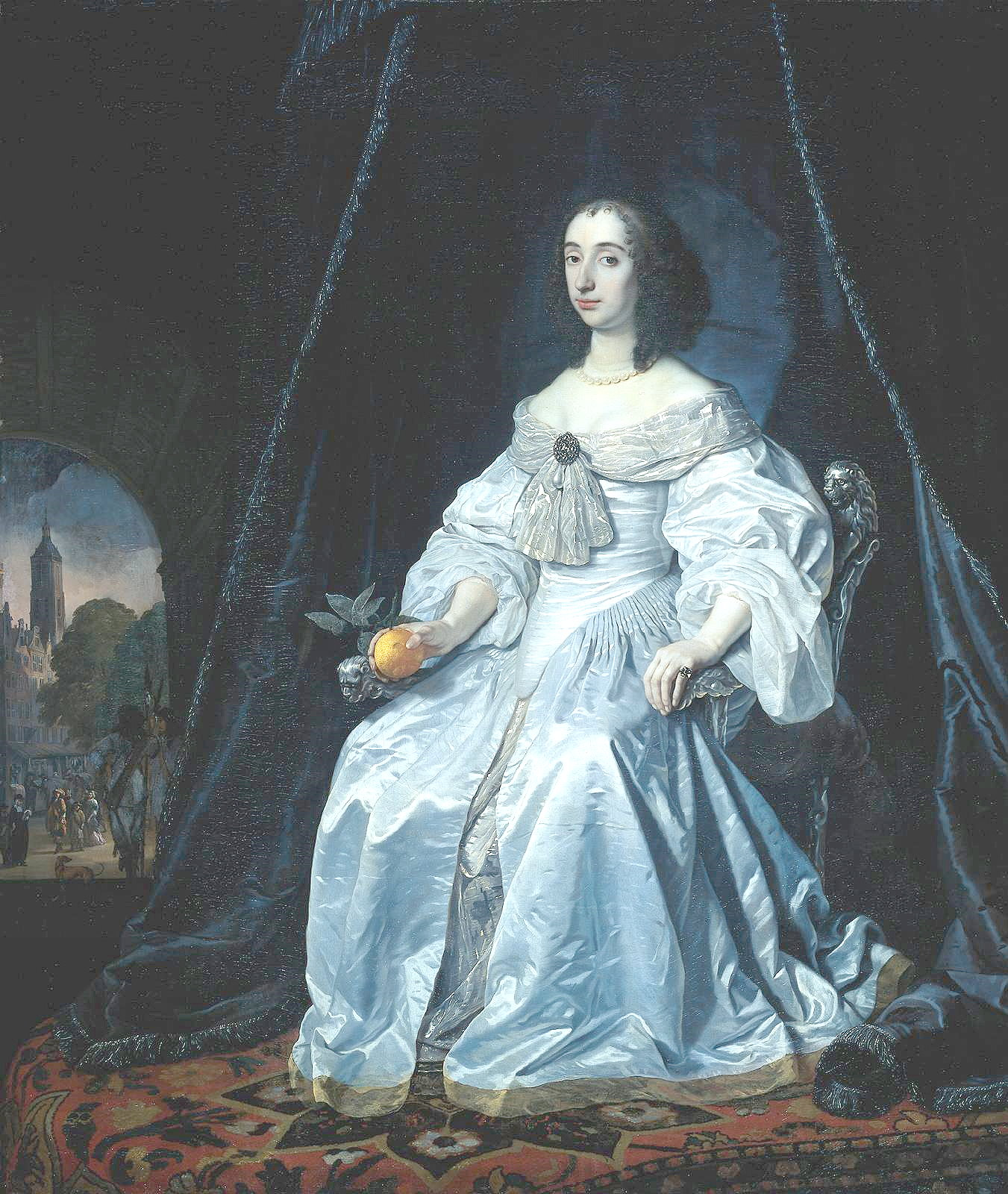
Бартоломеус ван дер Гелст. «Принцеса Мері Оранська», 1652, Державний музей (Амстердам)

## Британія
Серед світських жанрів в англійському мистецтві головне місце посів портрет. Ситуація ускладнювалась відсутністю значно обдарованих національних художників-портретистів, хоча її намагались виправити. На ниві портретного мистецтва працювали англійці Ніколас Хіллард (бл. 1547—1619), Герартс Маркус молодший (1562—1636), Вільям Добсон (1610—1646), низка анонімних майстрів. Але парадні портрети довіряють створювати високо обдарованим іноземним майстрам, запрошеним на працю в Лондон. Роками в англійській столиці працюють німець із Швейцарії Ганс Гольбейн молодший (1497—1543), нідерландці Антоніс ван Дейк (1599—1641) та Пітер Лелі (1618—1680), німець із Любека Годфрі Неллер (1648—1723).
Саме вони обслуговуватимуть верхівку англійської аристократії і зафіксують появу в англійському суспільстві аристократичних ідеалів у вигляді «джентльмен» для чоловіків та «леді» для жінок. Джентльмен та леді — обов'язково багаті, це шляхетні особи з дозвіллям, яке витрачають на суспільні потреби, благодійність, мистецтво та меценатство. Візуальні образи джентльменів та леді і роблять десятками Пітер Лелі, Годфрі Неллер і, особливо, Антоніс ван Дейк. В XVIII столітті до створення парадних портретів європейського рівня підтяглися і англійські художники — Джошуа Рейнольдс, Томас Гейнсборо. Майстри парадного портрета Британії старанно не помічають старих і хворих, людської глупоти і обмеженості. А колоніальні захоплення в Америці, Африці, Індії сприймають як нормальний хід речей, як і британську работоргівлю і вичавлення з країни бідноти і дрібних злочинців в Америку та Австралію. Лише освічені знали, що в руках коменданта Джорджа Хисфілда на портреті Рейнольдса — символічні ключі від Гібралтару після його колоніального захоплення британцями.
Лише іноді до когорти обраних в парадних портретах потрапляли нешляхетні герої і з інших причин. Один із них — капітан Корем благодійник. Він починав працювати на морі 12-річним підлітком і був пов'язаним з англійським флотом майже все життя. На схилі життя, вже досягши матеріального успіху, поклопотався про створення благодійного прихистку для позашлюбних і покинутих дітей. Його вразила кількість покинутих і жебручих дітей в тогочасному Лондоні, а також відсутність позитивних перспектив в житті для них. Старий Томас Корем і розпочав клопоти по створенню благодійного Будинку для позашлюбних дітей (англійський варіант назви — The Foundling Hospital). Про жахливий стан покинутих і жебручих дітей в Лондоні знали всі, також і королівська адміністрація. Але пропозицій змінити ганебний стан — не було. Коли з ініціативою створення благодійного прихистку вийшли на уряд і короля, ініціатива не мала підтримки. А старого моряка піднімали на сміх. Сам король вважав, що створення подібного закладу сприятиме розбещеності в столиці і подарує дорослим право не піклуватись про власних дітей, розраховуючи на безоплатну поміч старого капітана . Король і уряд не помічали другого аспекту проблеми — що подіяти з уже існуючими покинутими і жебручими дітьми, що гинули. Капітан не припиняв агітації, звернувшись до жіночої половини привілейованого стану. Це спрацювало. І хоча король Георг ІІ не відразу підтримав ініціативу капітана і врешті решт дав на створення закладу дозвіл, ініціативу Томаса Корема таки підтримало суспільство і п'ять баронес, сім княгинь та вісім графинь.
У 1742–1745 в районі Блумсбері був вибудований Будинок для позашлюбних дітей. Серед тих, хто відгукнувся на ініціативу капітана, був і композитор Гендель, що передав благодійному закладу орган. В закладі розвинули хоровий спів, який разом з музикою виховував на прекрасному не одно покоління лондонських байстрюків. Колишній капітан Корем позував для портрета, коли йому виповнилось сімдесят два роки. Сивий і незграбний, він сидить на узвишші і тримає в руці фантасмагоричну печатку від наказу короля Георга ІІ на дозвіл створення Будинку для позашлюбних дітей. Портрет призначався для благодійного закладу і мав нагадувати вельможним відвідувачам і нащадкам про засновника закладу. Хогарт був вимушений звернутися до урочистої стилістики бароко, аби створити переконливий образ фундатора, героїзувати того, підкреслити і добропорядне, і державницьке значення його ініціативи. Звідси колона і пишна драперія на тлі, червоний одяг головного героя, сувої і глобус тощо. Натяком на минулий фах фундатора був морський краєвид і вітрильники.
Композиція парадного портрета була запозичена Вільямом Хогартом з картини надвірного художника короля Франції Гіацинта Ріґо — «Портрет фінансиста Самуеля Бернара». Твір Гіацінта Ріґо був відомий Хогарту завдяки створеній з портрета гравюрі Древе 1729 року. Але Ріго подав багатія, що хизується досягнутим станом і прибутками. В портреті, створеним Вільямом Хогартом, подано особу, що нічим не хизується і вже спокійно існує в нелегкому світі, але отримала право і на подяку, і на пам'ять поколінь завдяки благодійності і реальному гуманізму.

### Галерея

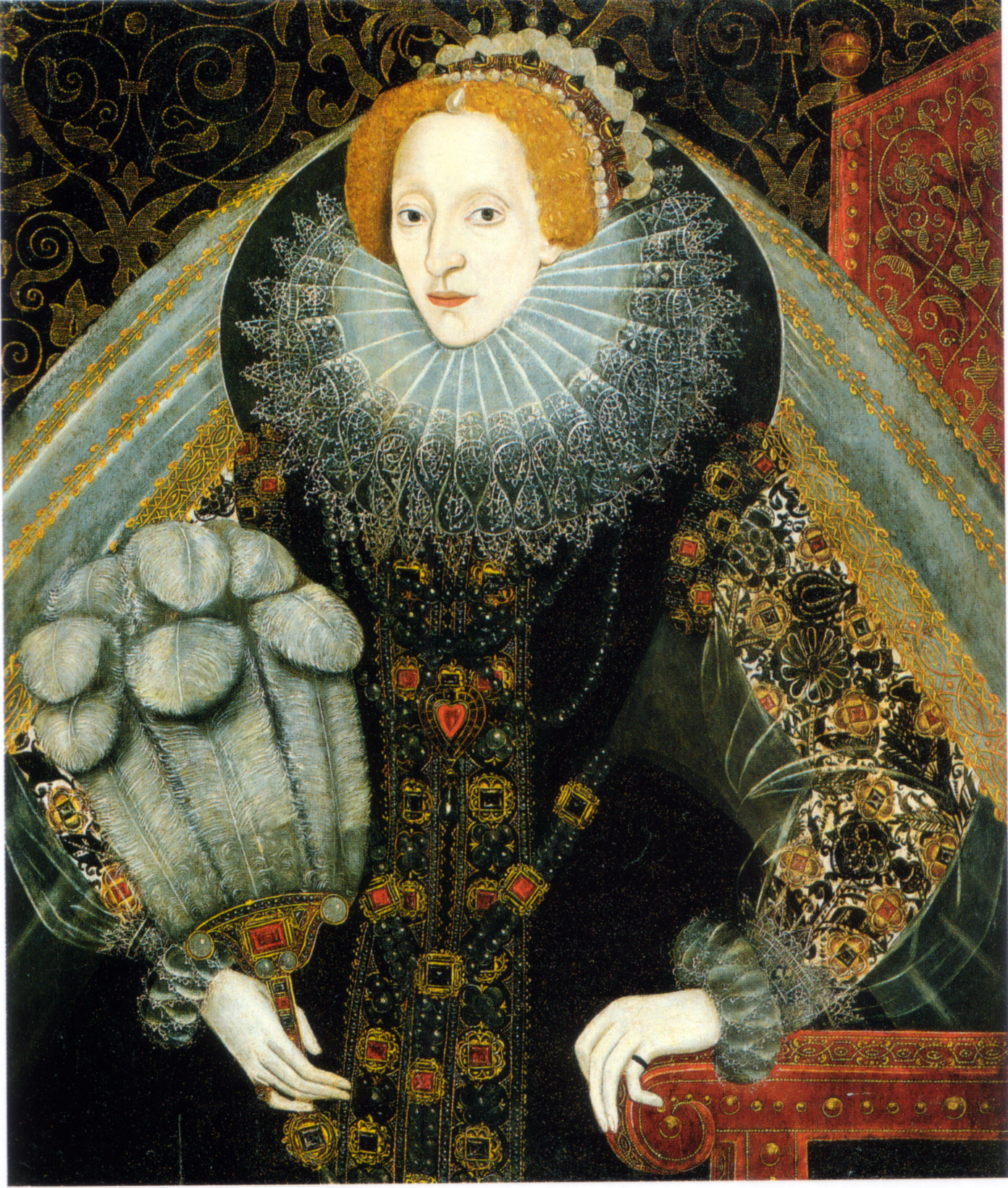
Єлизавета I (королева Англії), 1590, Національна портретна галерея, Лондон
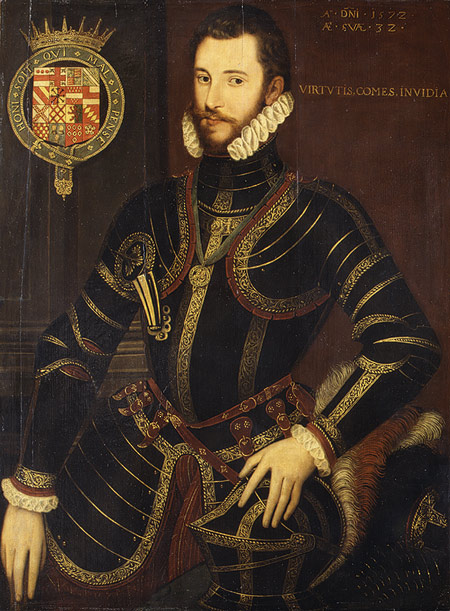
Анонім кінця XVI ст., "Портрет Волтера Девере, 1-го графа Ессекс ", 1572, Музей мистецтва Метрополітен
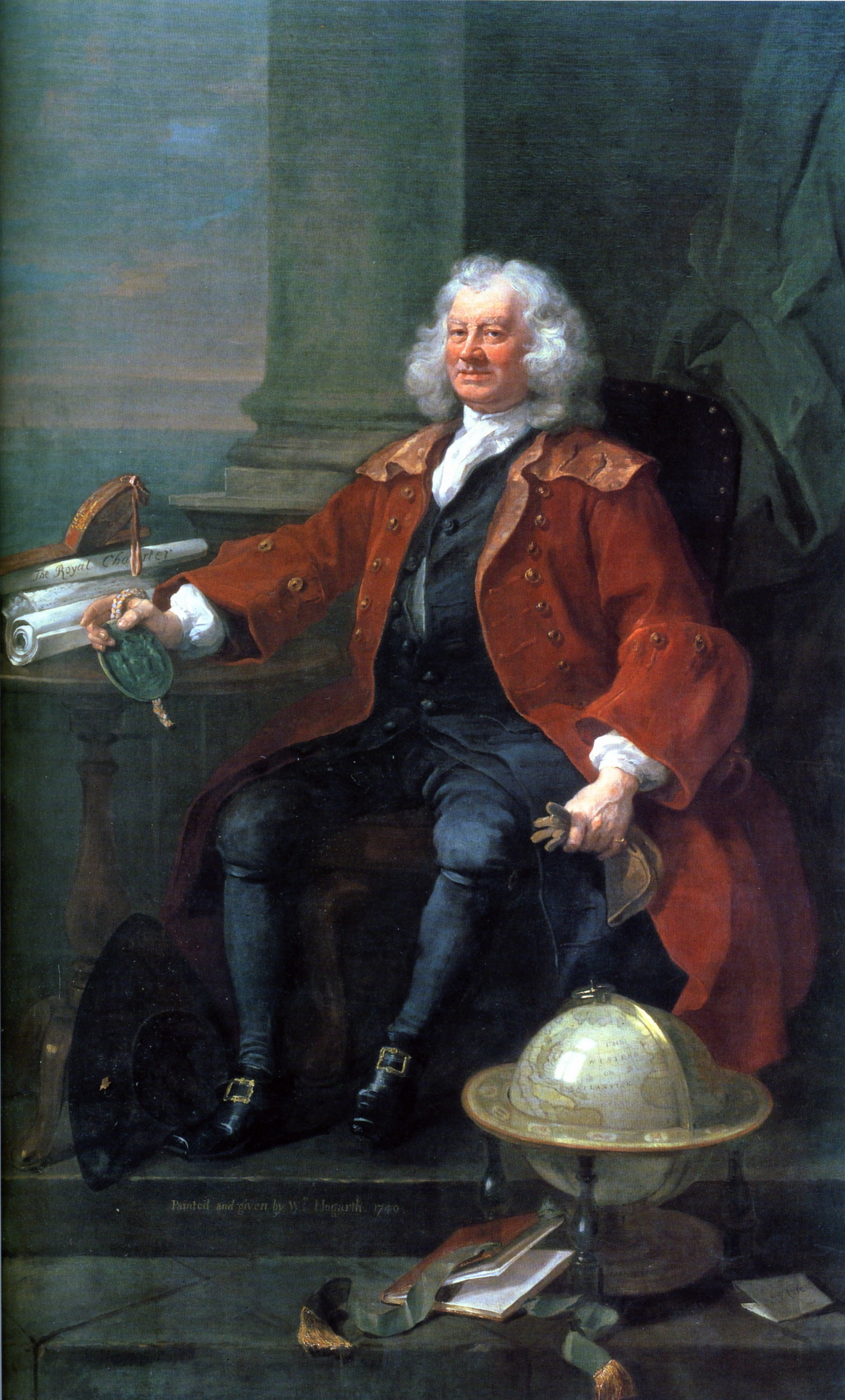
Вільям Хогарт. «Капітан Корем благодійник». 1740
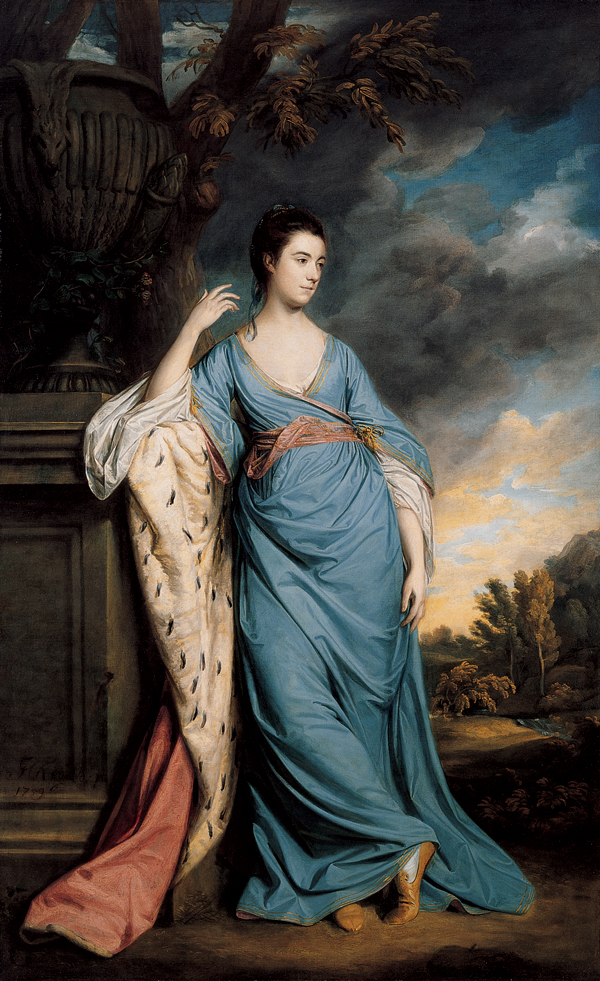
Джошуа Рейнольдс. «Елізабет Варрен» (?), 1759, Кімбел арт музей, Техас
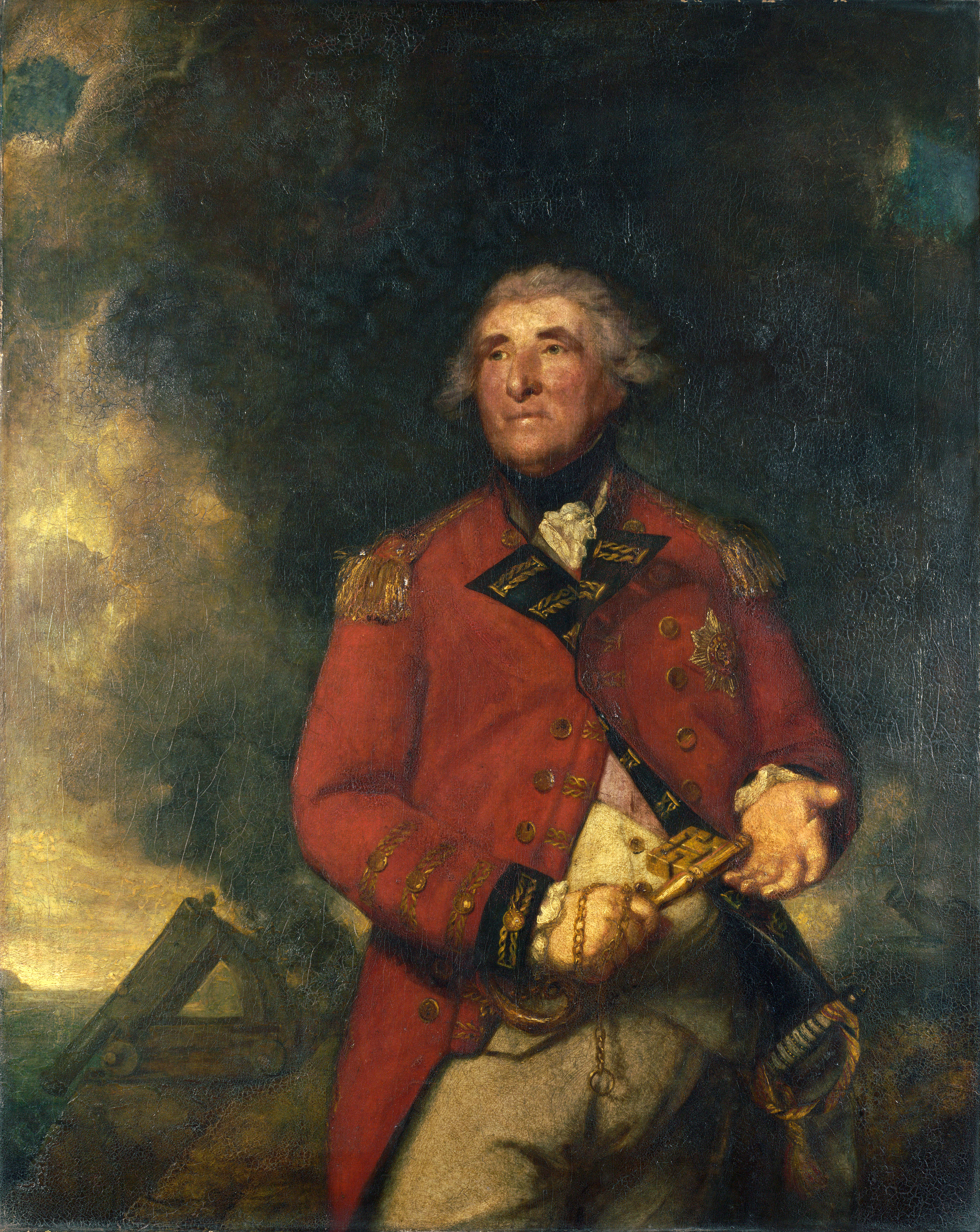
Джошуа Рейнольдс. «Джордж Еліот, 1-й барон Хисфілд», 1787, Національна галерея (Лондон)
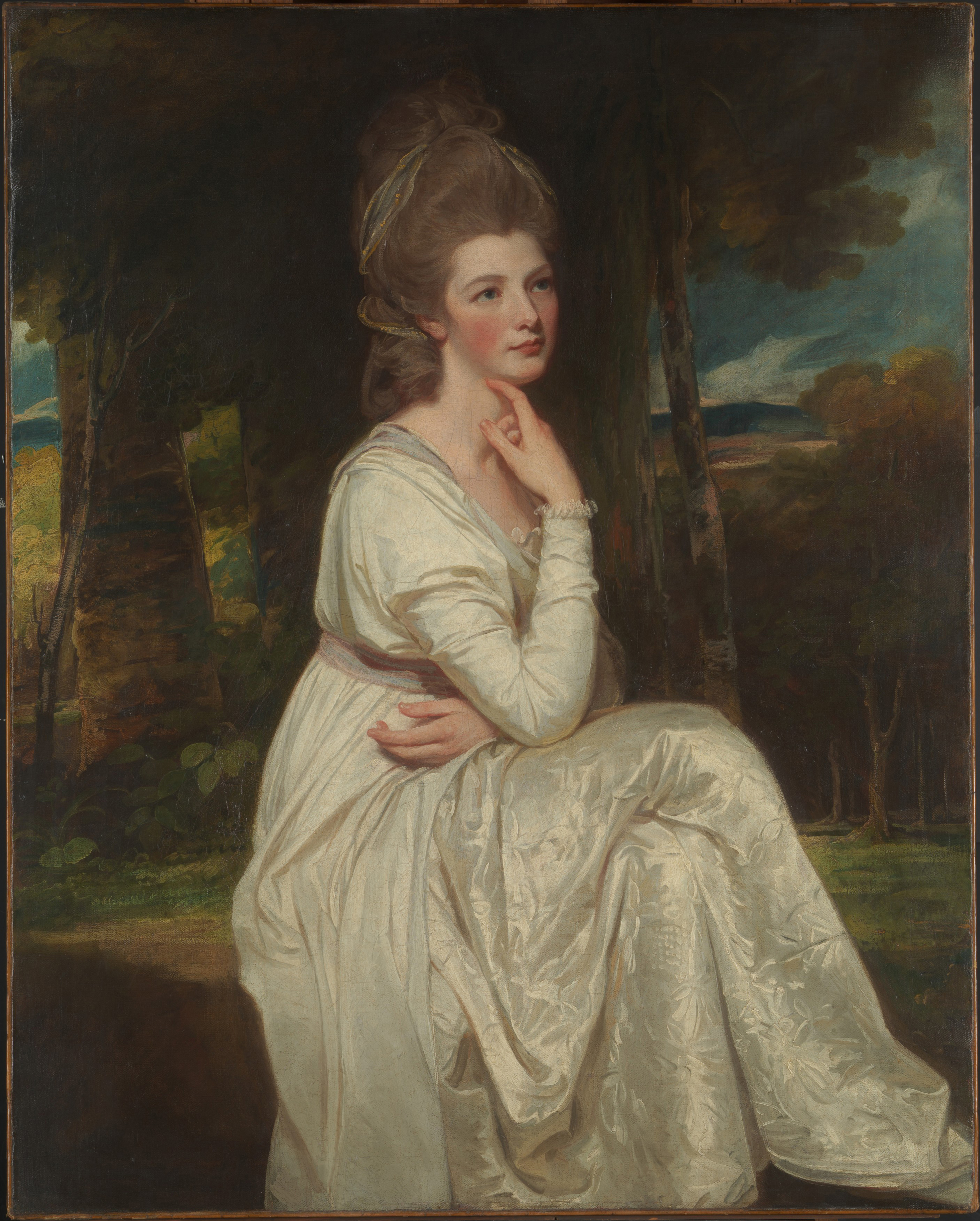
Джордж Ромні. Графиня Дербі (Ромні), Музей мистецтва Метрополітен, США
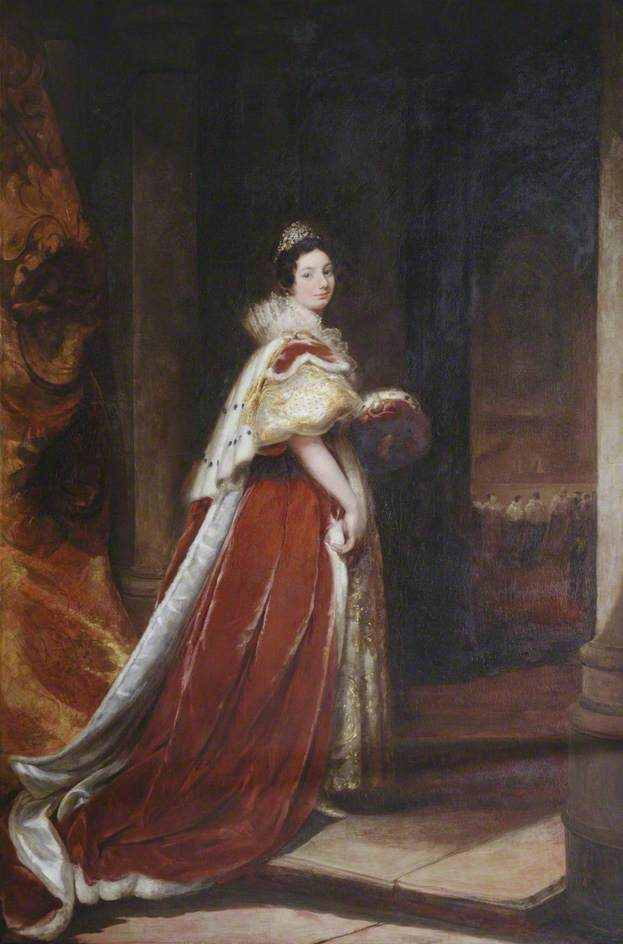
Кристина Робертсон. «Леді Луїза Ролл», 1830
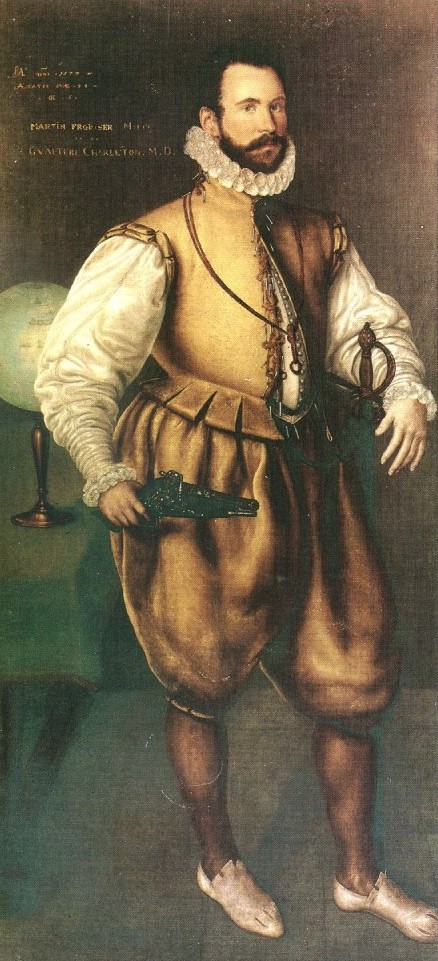
Корнеліс Кетель. «Сер Мартин Фробішер», 1577, Бодліанська бібліотека, Оксфордський університет
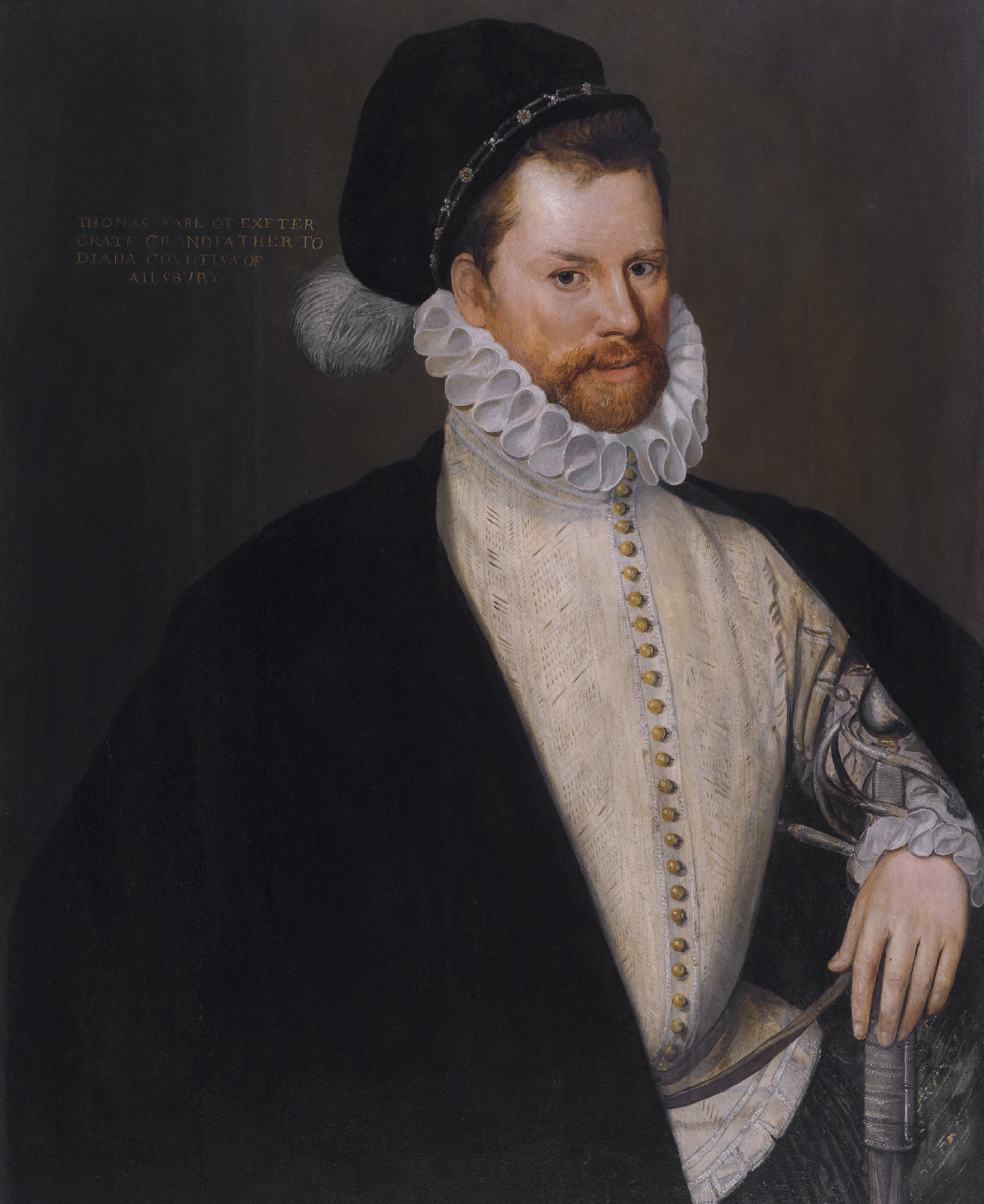
Корнеліс Кетель. «Томас Сесіл, 1-й граф Ексетер», кінець XVI ст.
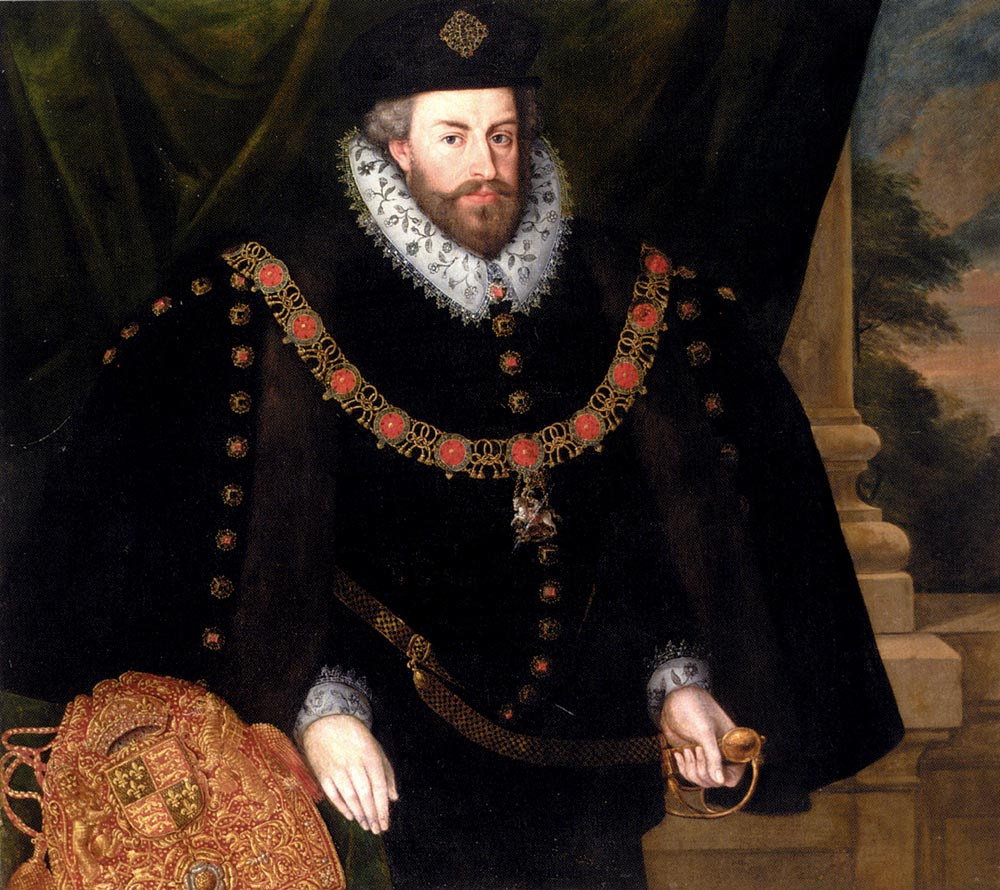
Герартс Маркус молодший. «Крістофер Хадсон», лорд-канцлер, до 1590, приватна збірка
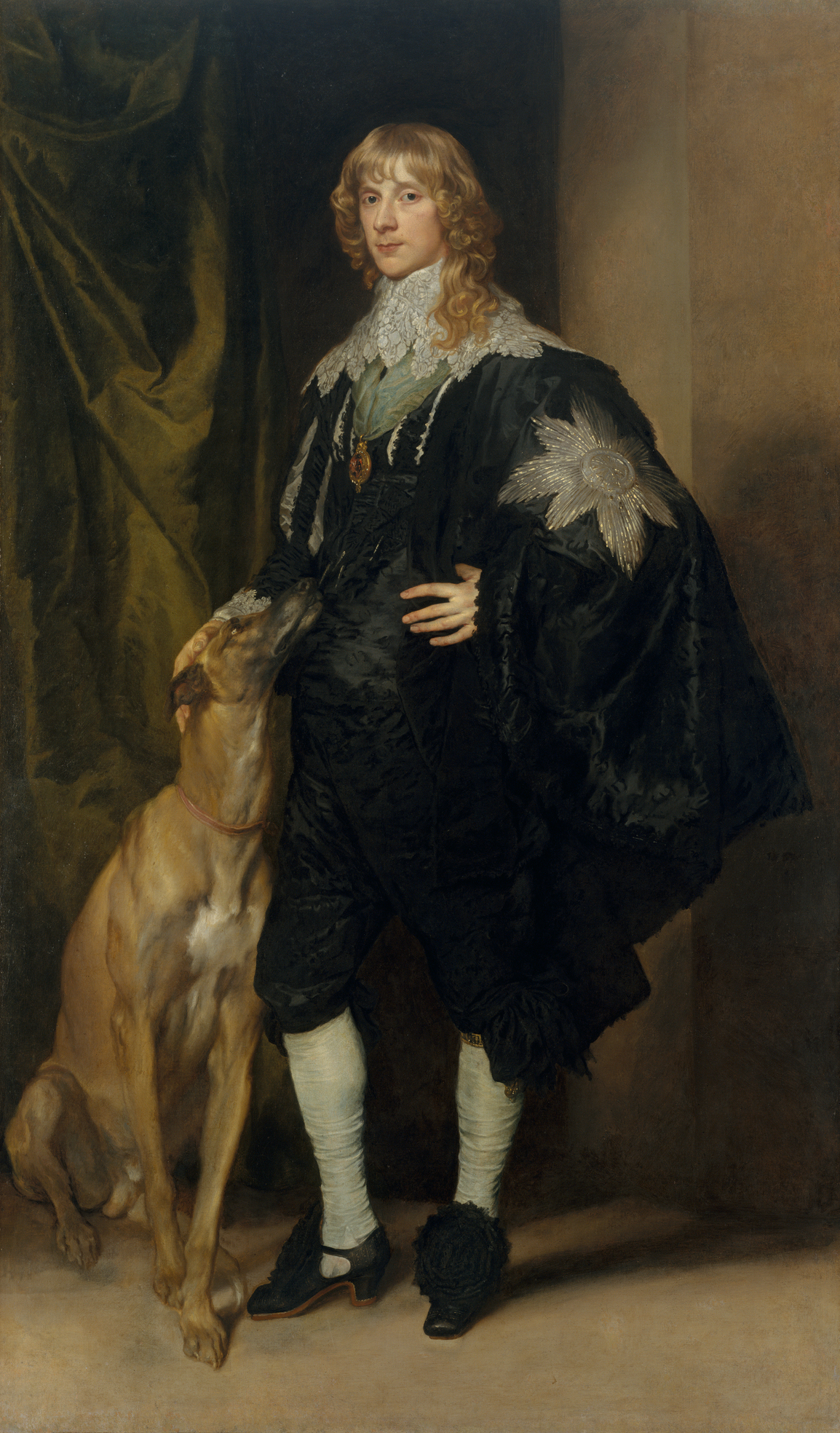
Антоніс ван Дейк. «Портрет Джеймса Стюарта», бл. 1637
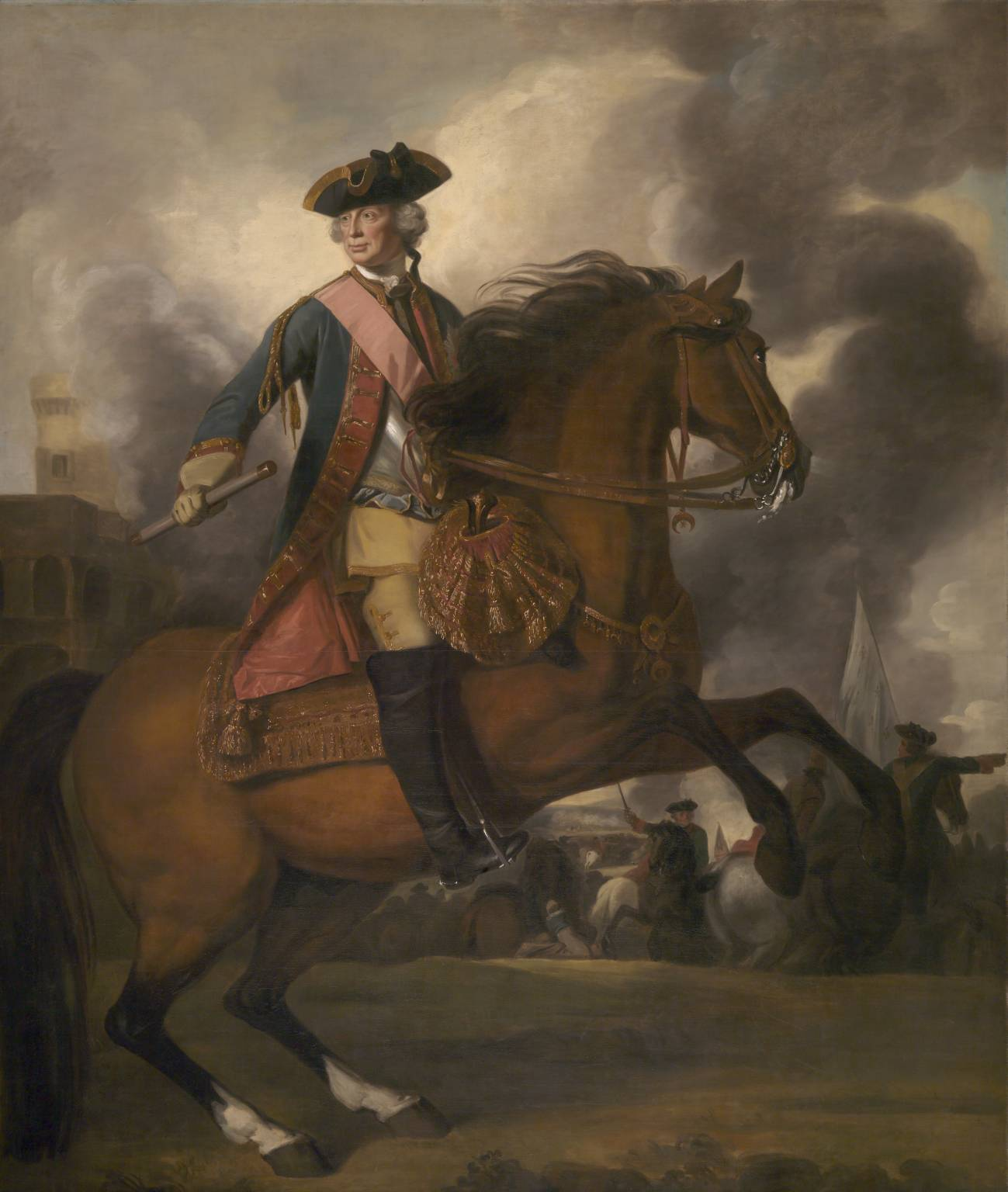
Джошуа Рейнольдс. «Кінний портрет Джона Лігоньє»
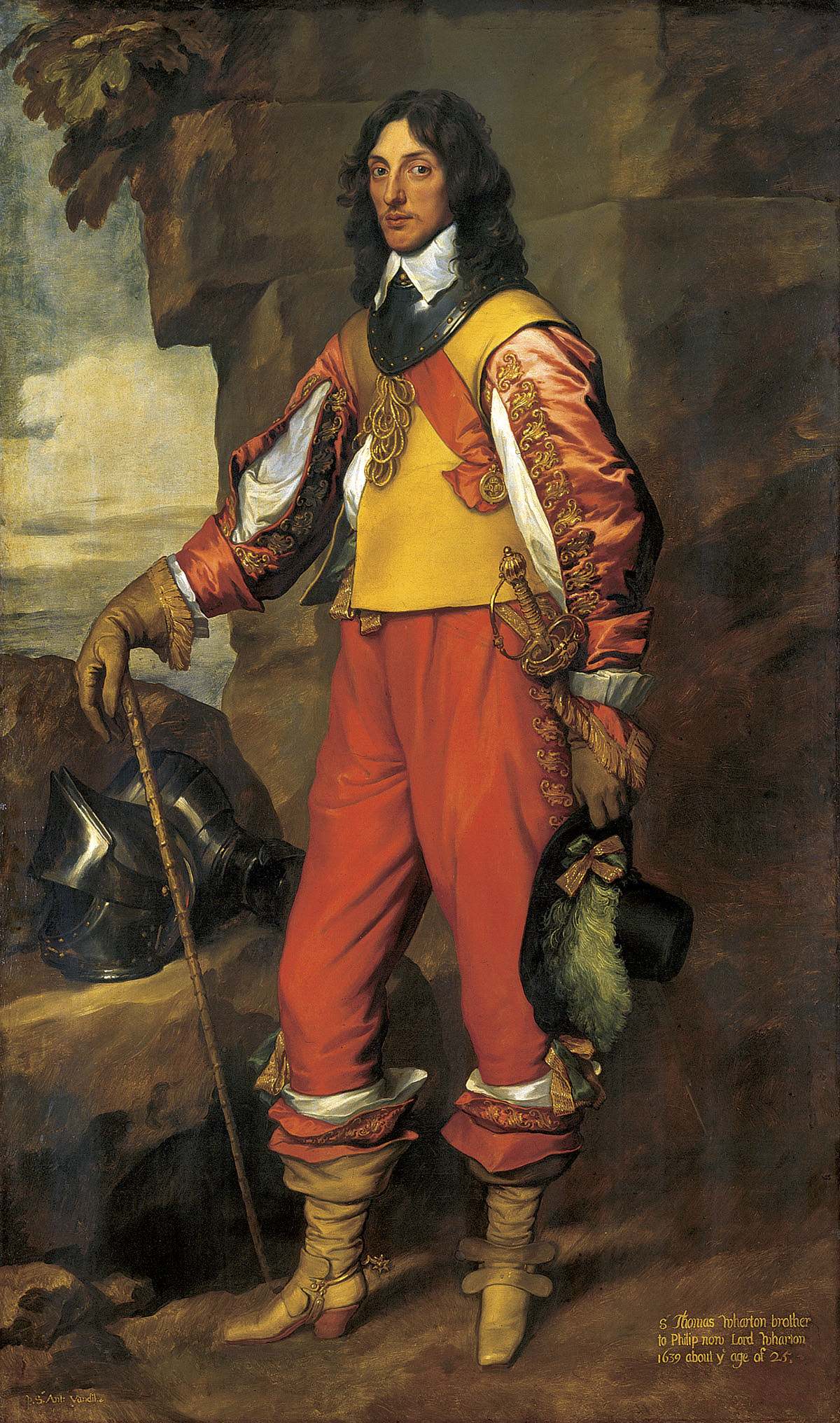
Антоніс ван Дейк. «Сер Томас Вортон», 1639
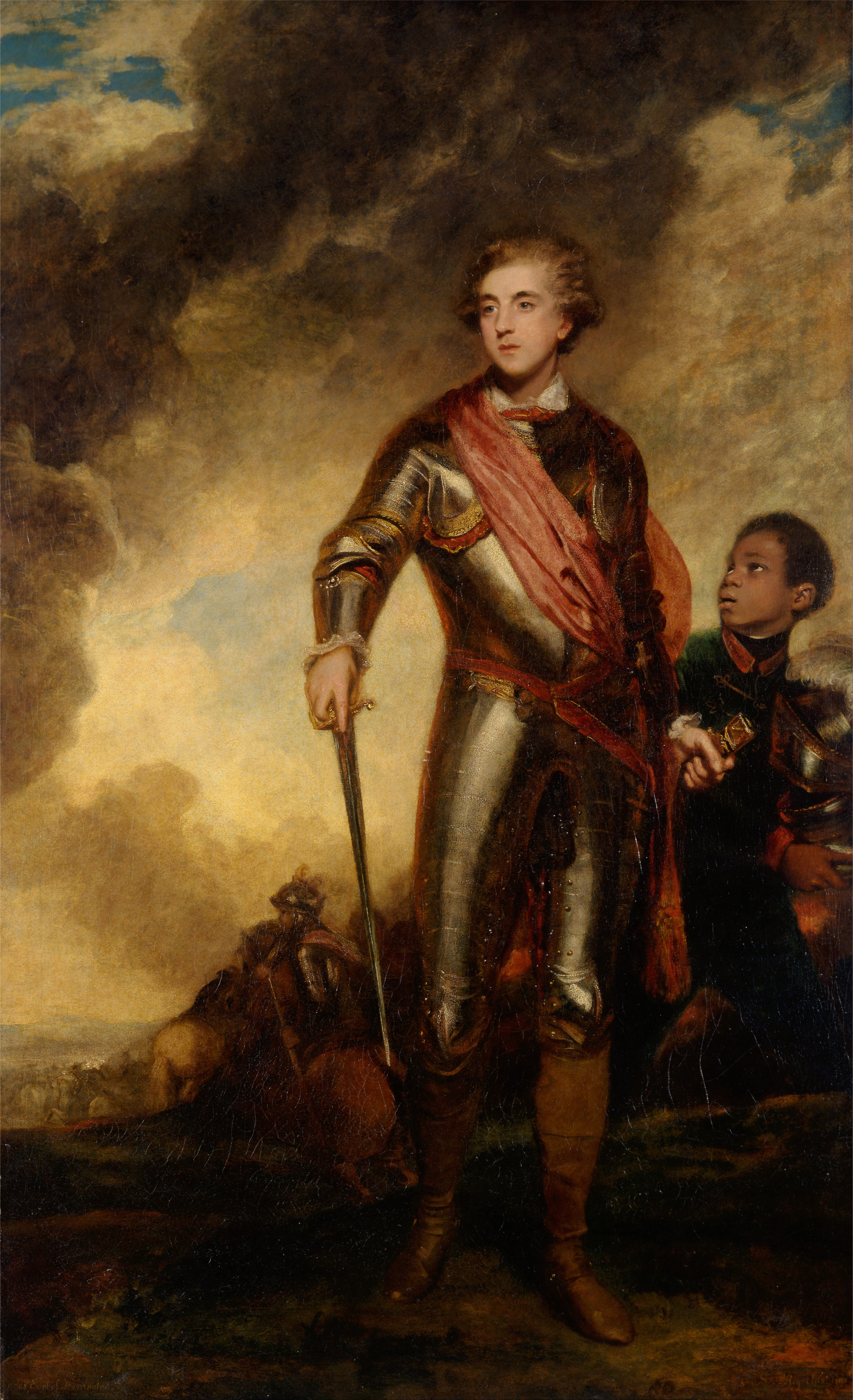
Джошуа Рейнольдс. «Чарльз Стенхоп, 3-й граф Гаррінгтон». 1782, Єльський університет, центр британського мистецтва, США
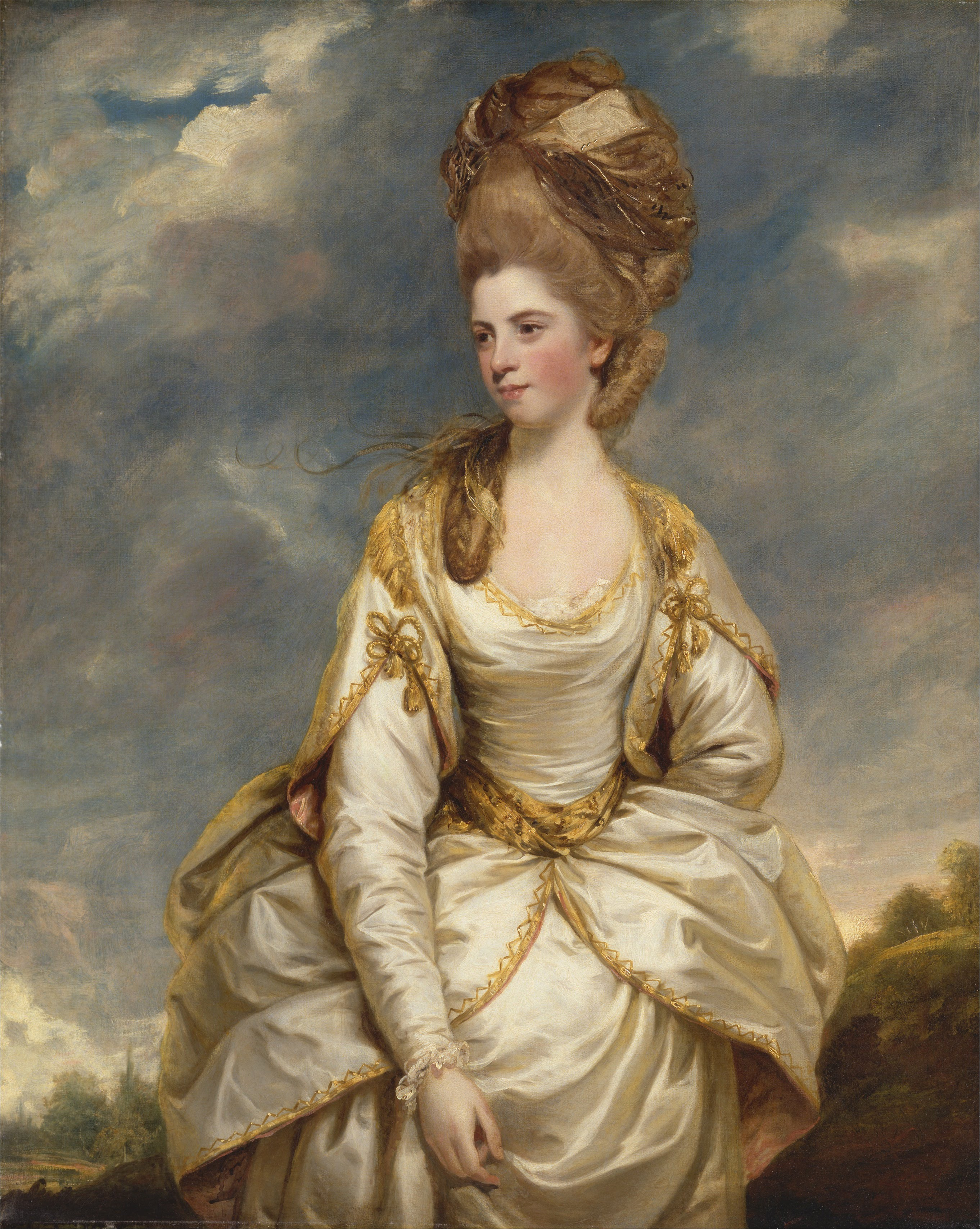
Джошуа Рейнольдс. «Сара Кемпбел», 1778, Єльський університет, центр британського мистецтва, США
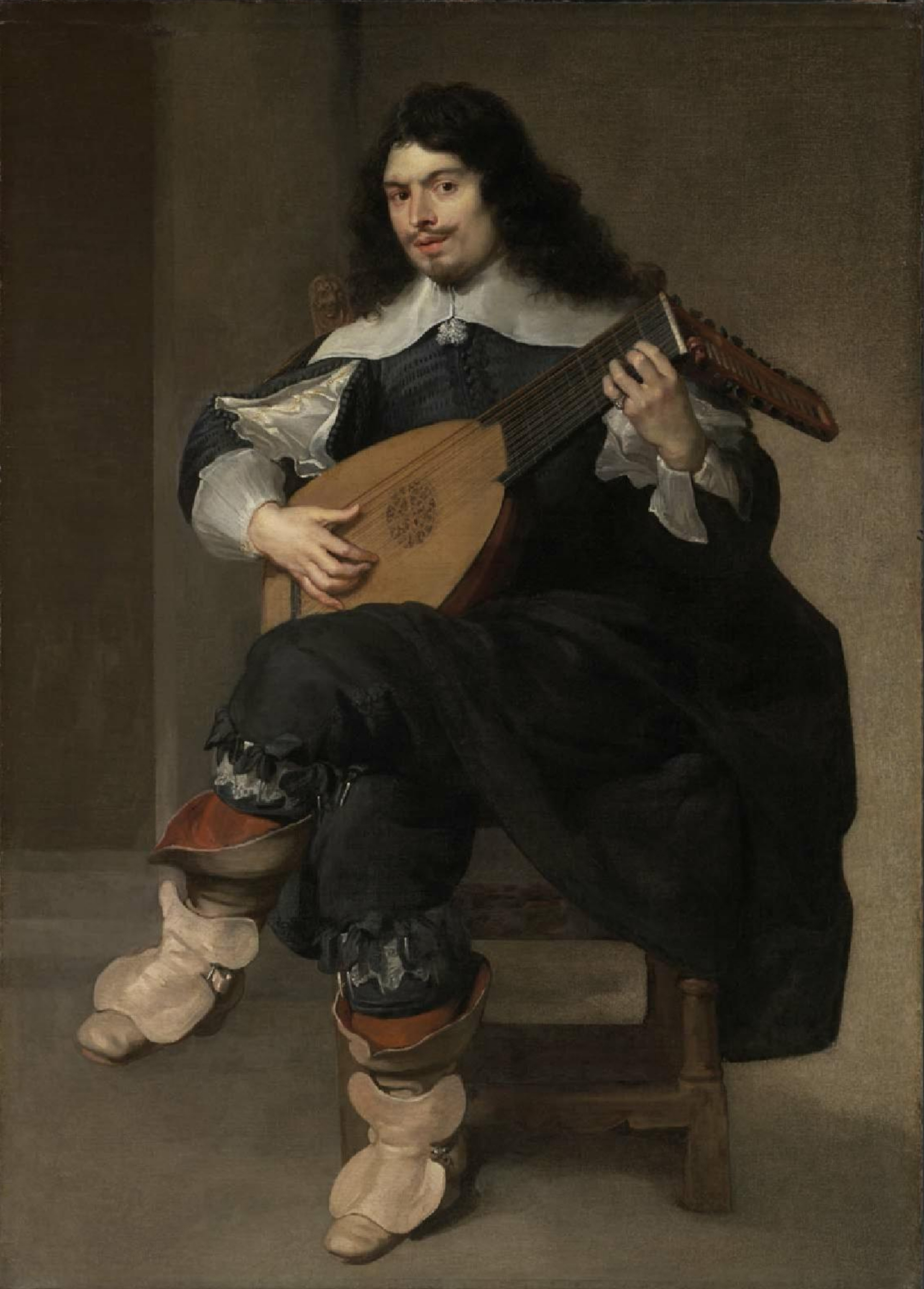
Жан де Рейн. «Невідомий з лютнею», бл. 1640, Музей витончених мистецтв (Бостон)
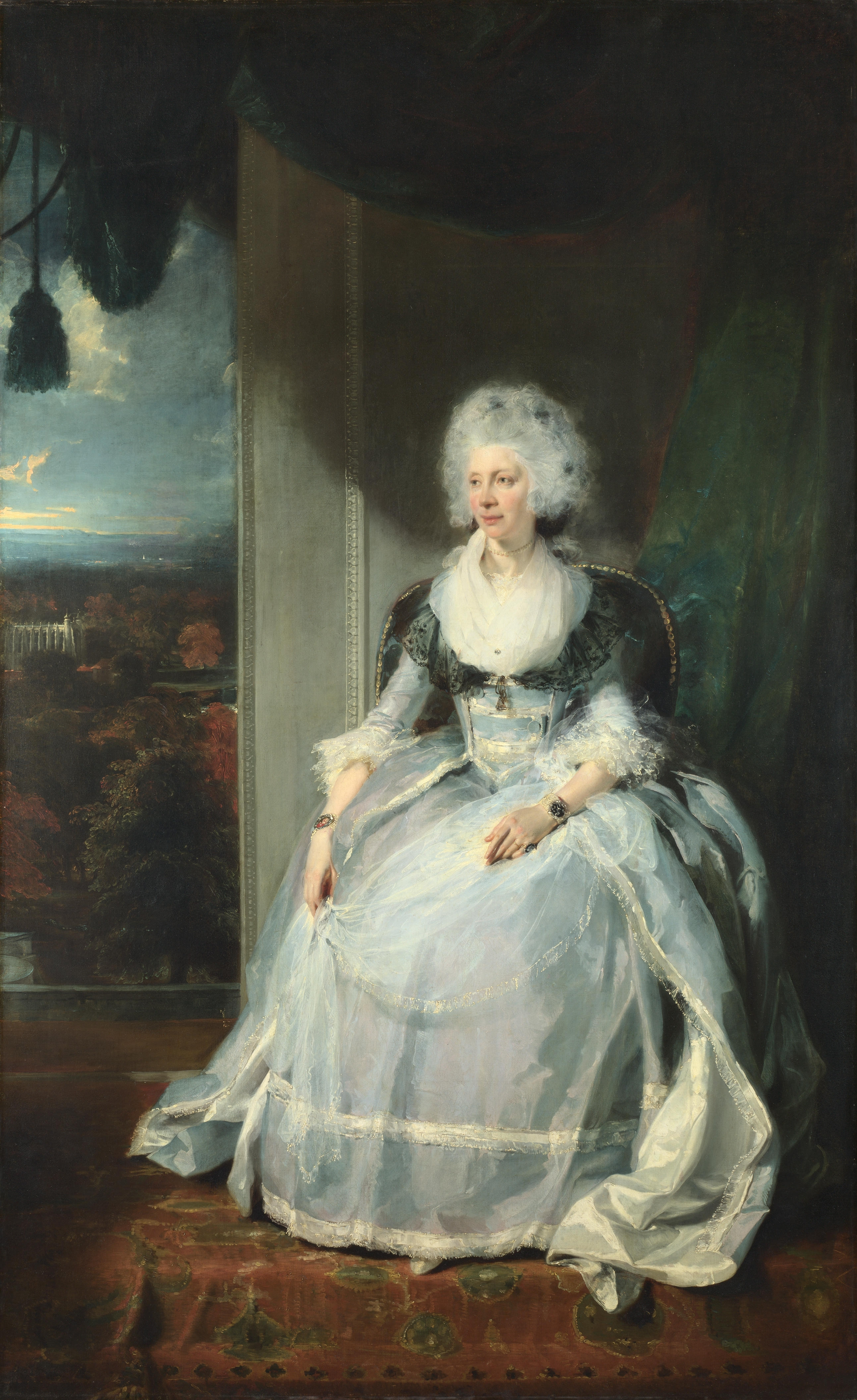
Томас Лоуренс. «Портрет королеви Шарлоти», Національна галерея (Лондон)
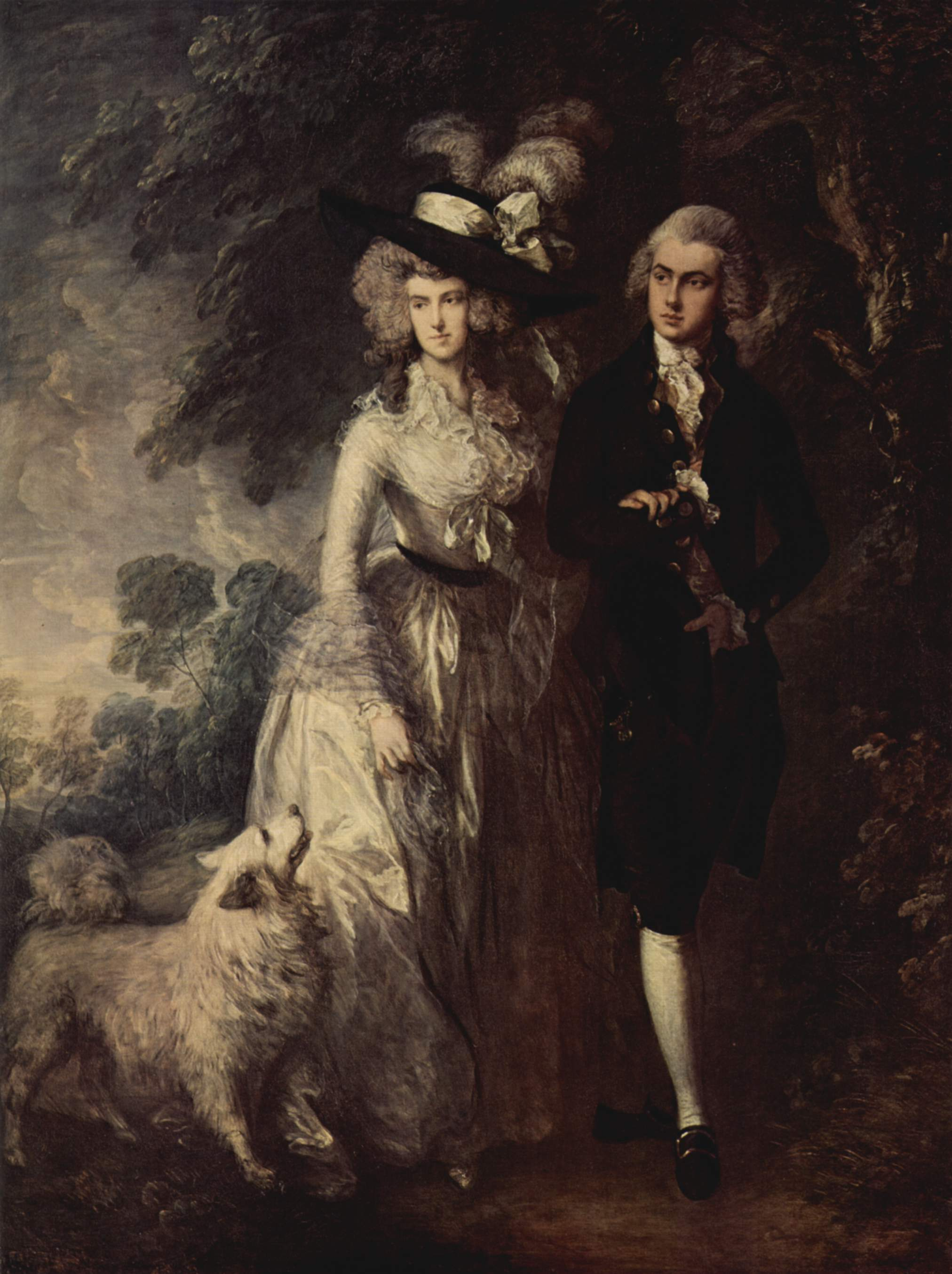
Томас Гейнсборо. «Портрет містера та міссіз Вільям Галлет», 1785, Національна галерея (Лондон)
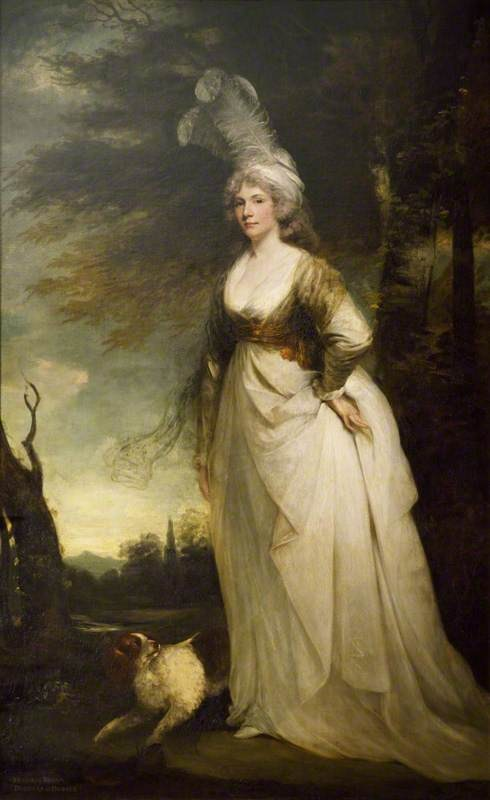
Джон Хопнер, «Арабелла Діана Коуп, княгиня Дорсет», кінець XVIII ст.

## Річ Посполита

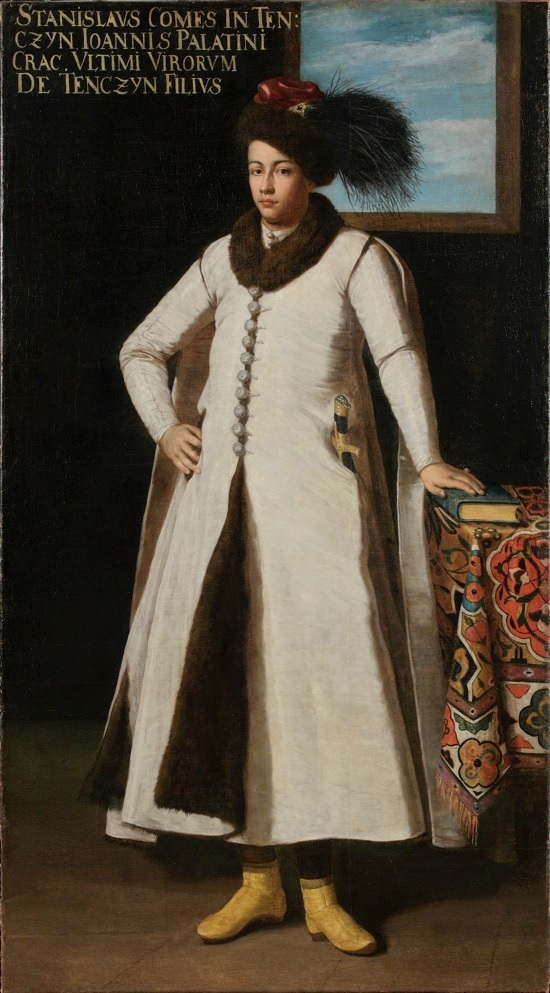
Томмазо Долабелла. «Портрет Станіслава Течинського», бл. 1634, Вавель, Краків
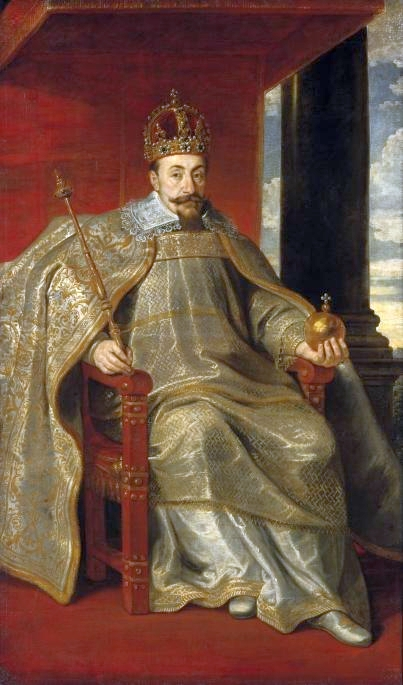
Питер Клас Сутман. «Король Казимир III Ваза», 1626
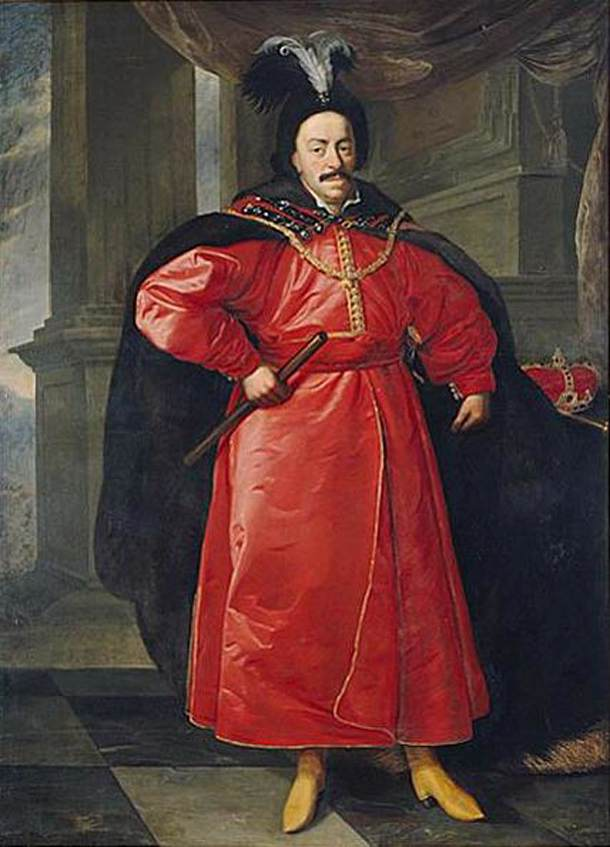
«Король Казимир II», 1649
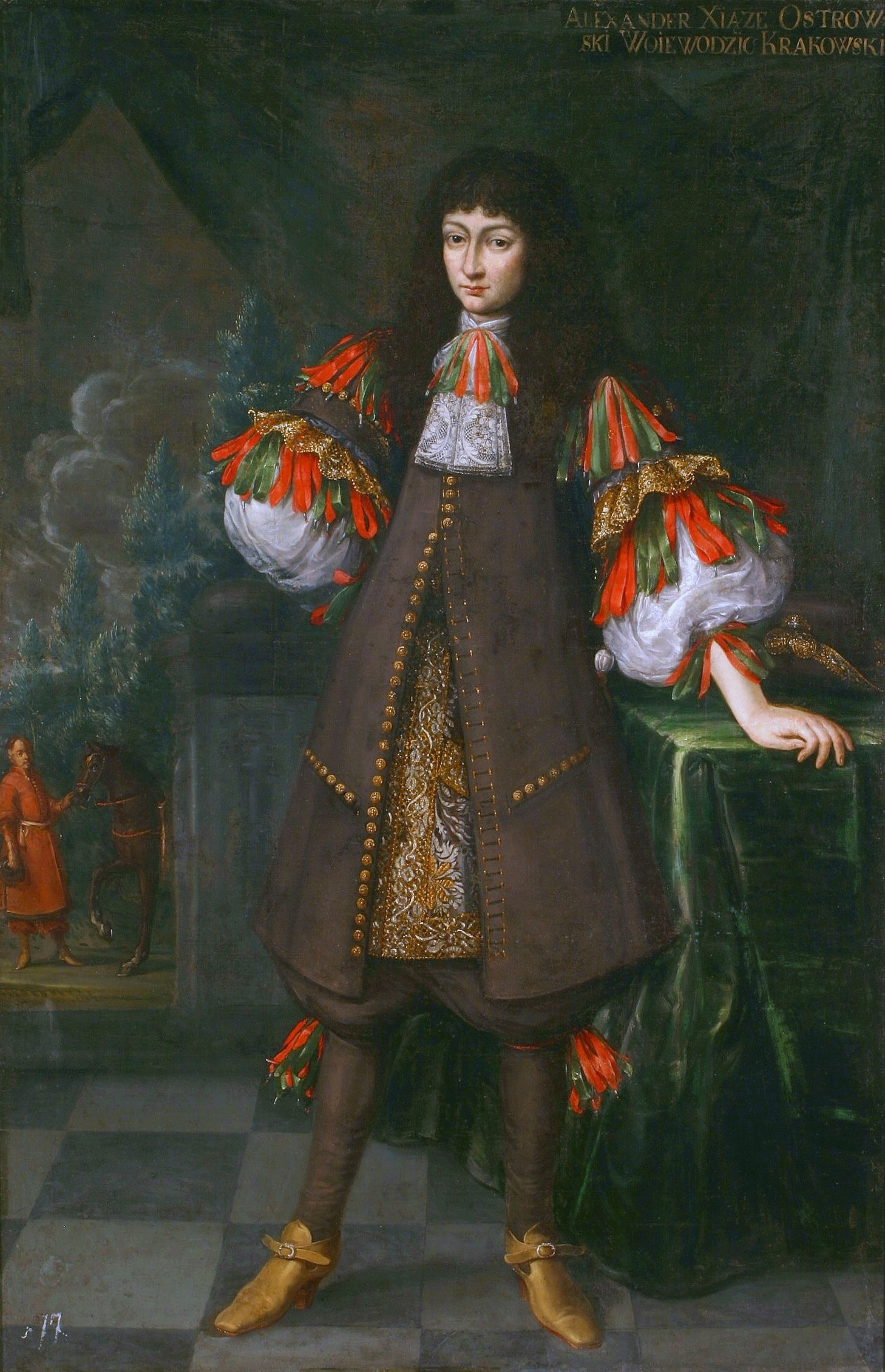
Андреас Стех. «Портрет Олександра Заславського-Острозького», бл. 1670, Національний художній музей Республіки Білорусь
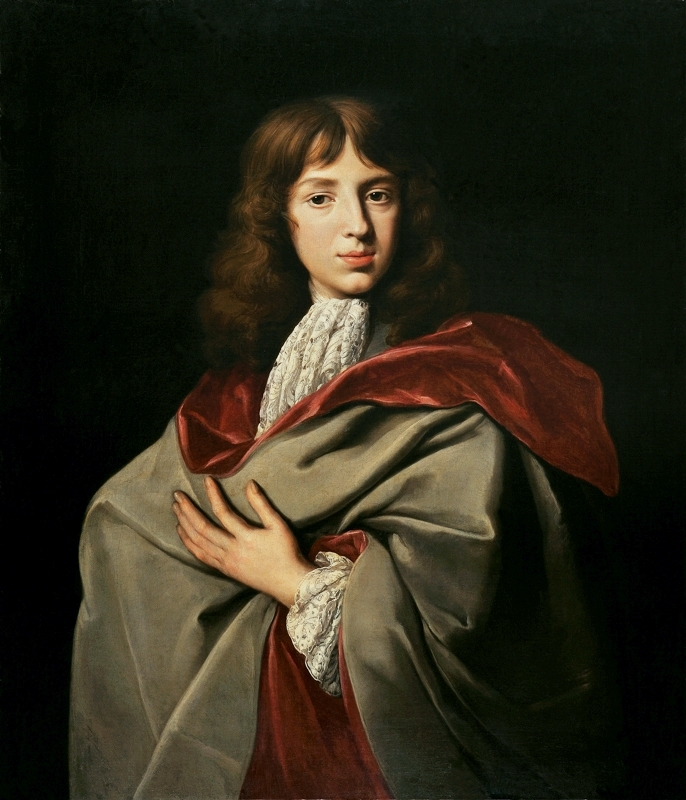
Андреас Стех. «Габріль Фрідріх Шуман», 1685, Народний музей, Гданськ
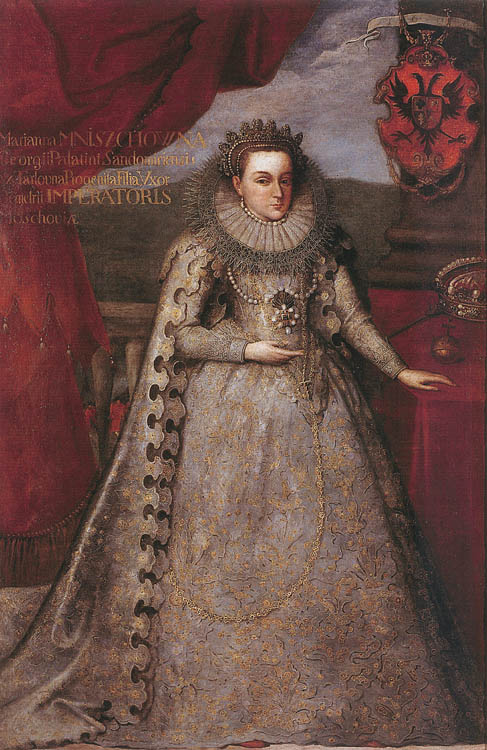
Богуш Шимон. «Марина Мнішек», 1606 (?), Вавель
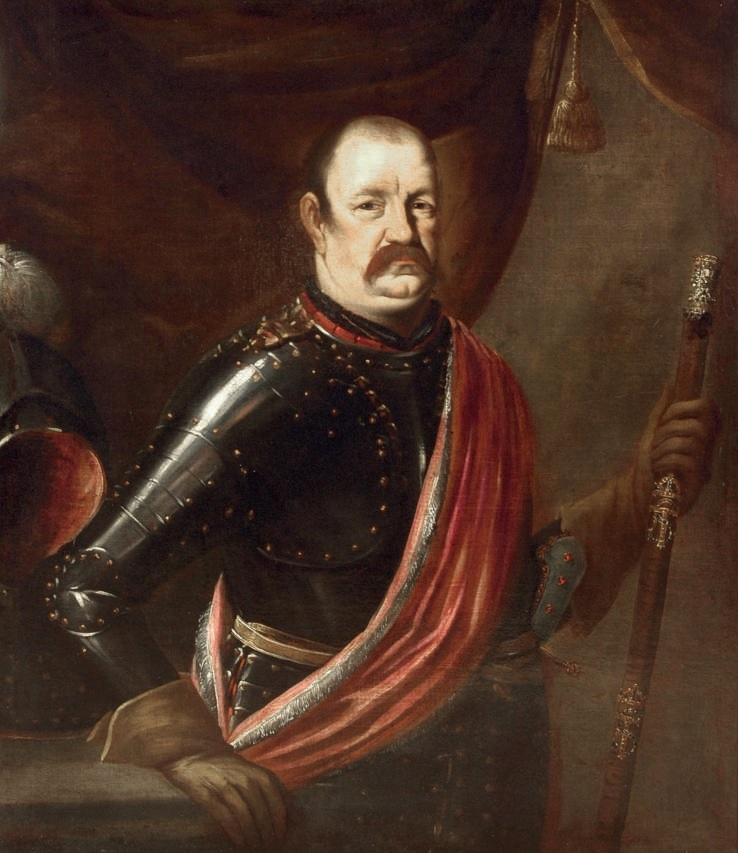
«Єжи Себастьян Любомирський», бл. 1667
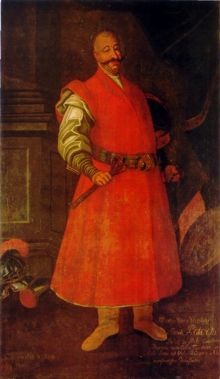
Яков Калинович (?). «Портрет М. Потоцького», 1771, Львівська галерея мистецтв
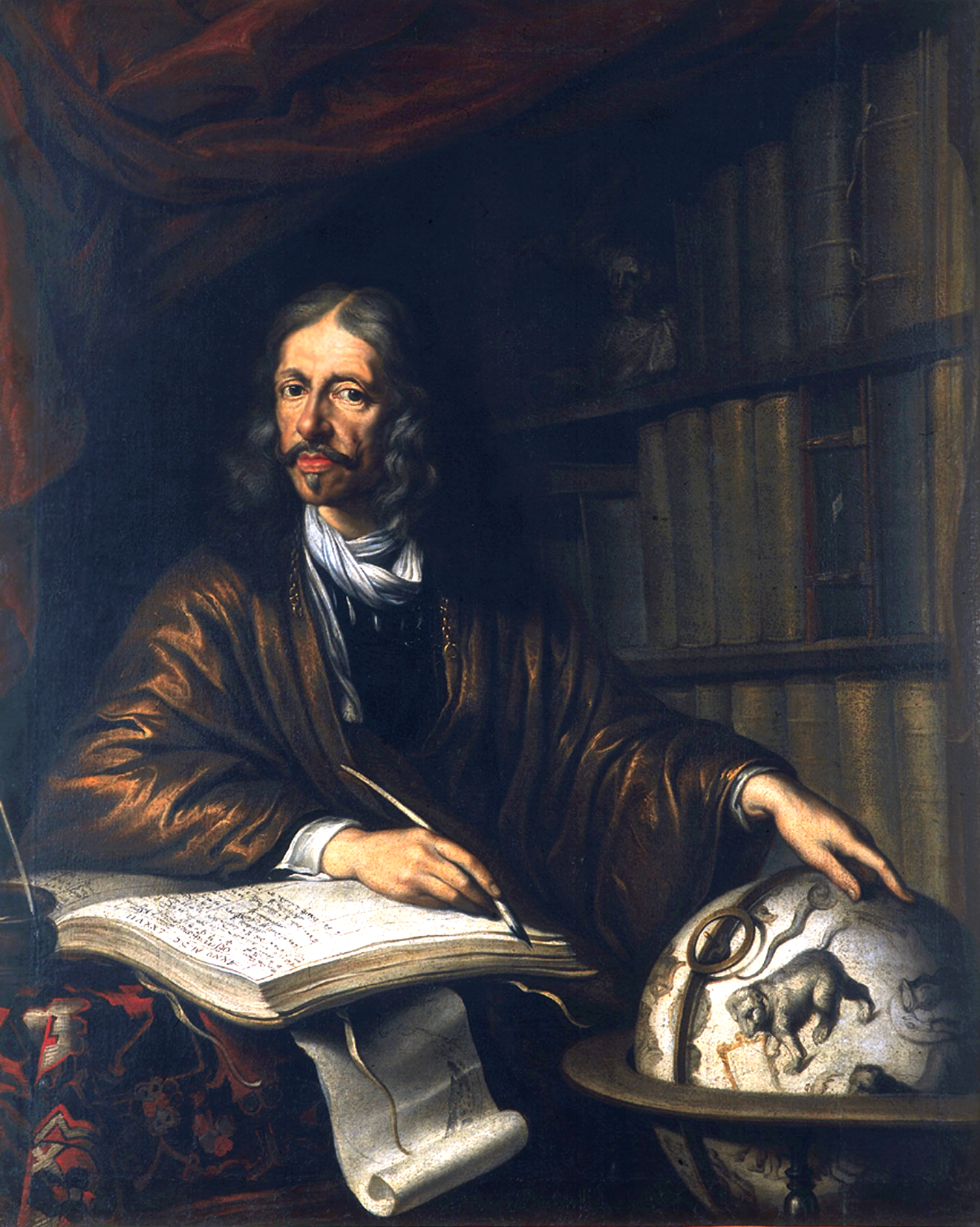
Даніель Шульц молодший. Ян Гевелій у кабінеті
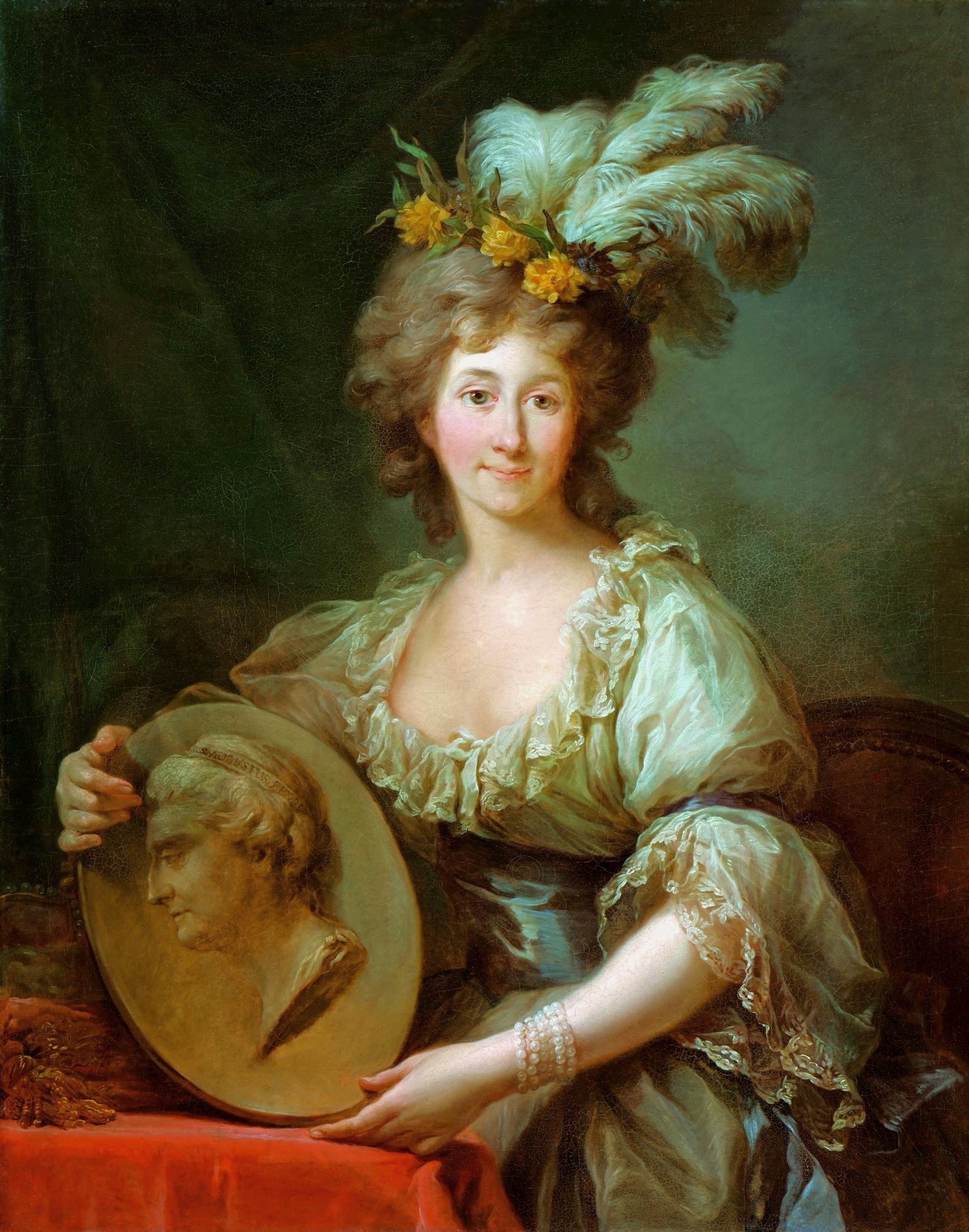
Марчелло Бачареллі. «Принцеса Курляндська Анна Доротея Бірон»
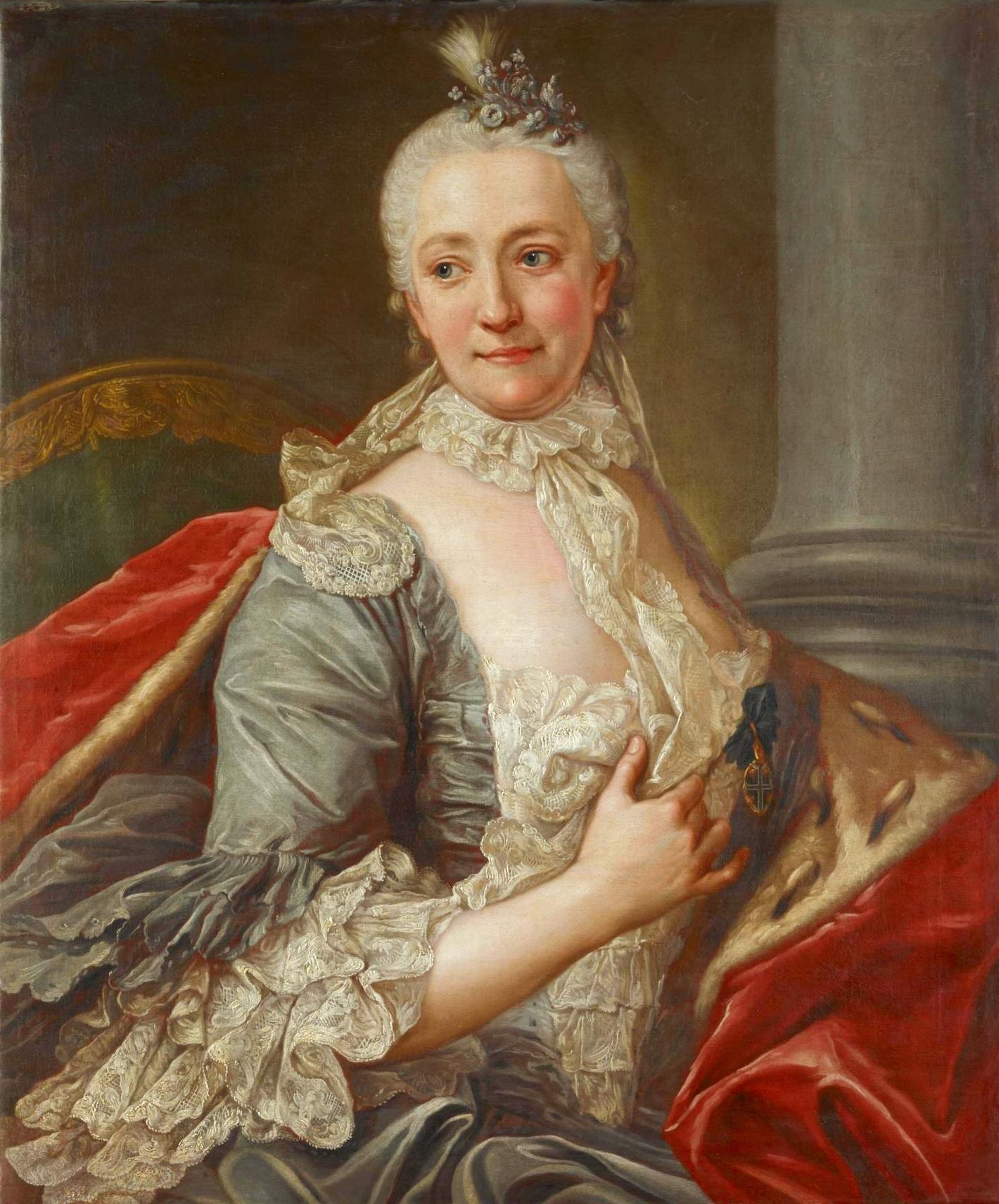
Барбара Санґушкова, 1757

## Україна

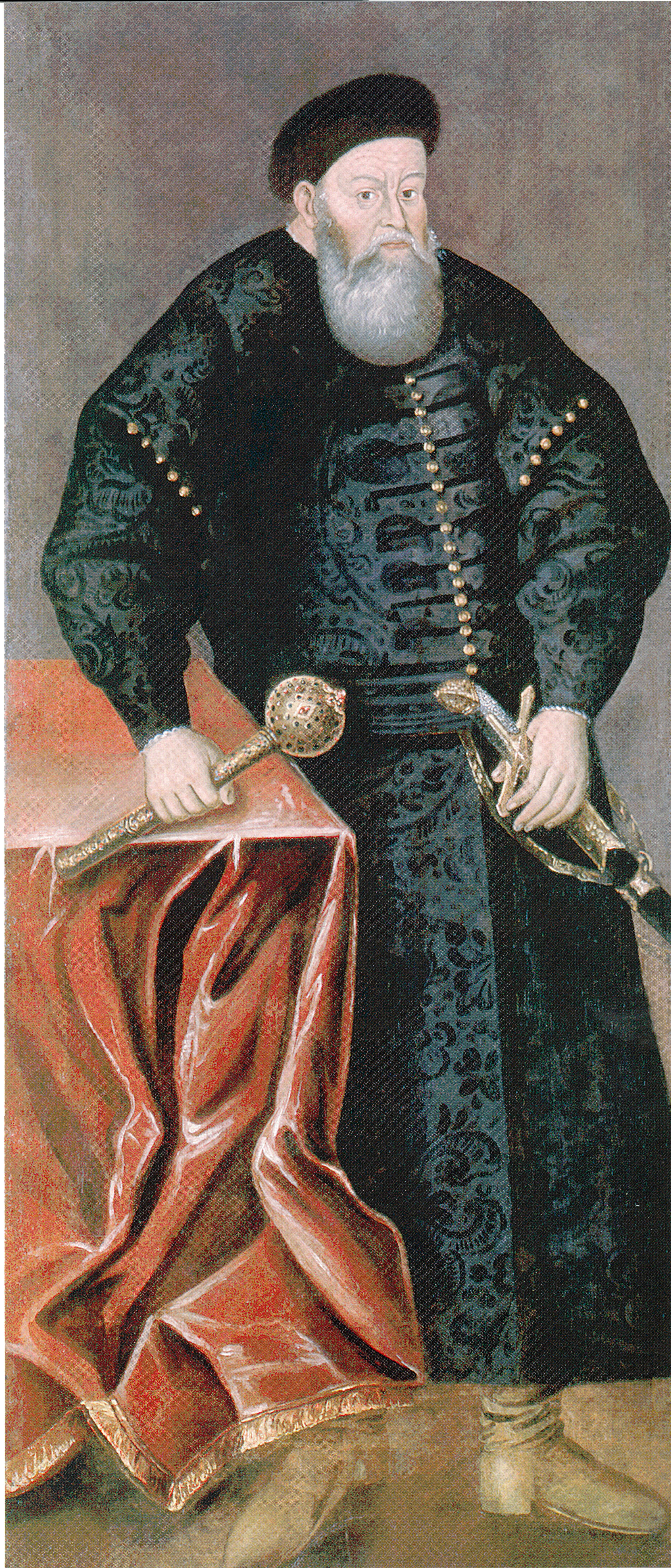
Анонім сер. XVII ст. «Український магнат Костянтин Острозький»
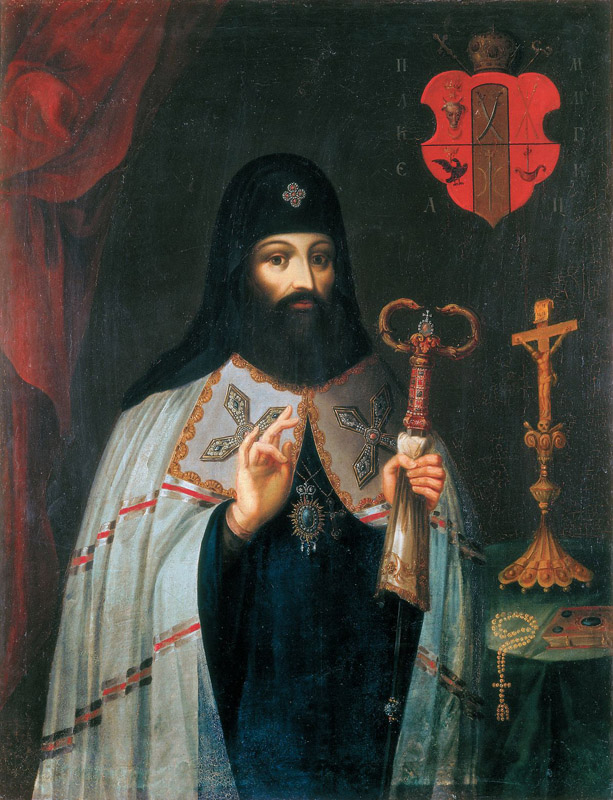
Худ. невідомий, XVII ст. «Митрополит Петро Могила»
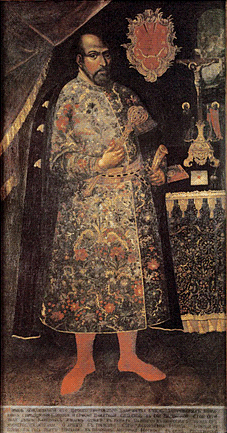
Анонім. «Михайло Миклашевський»
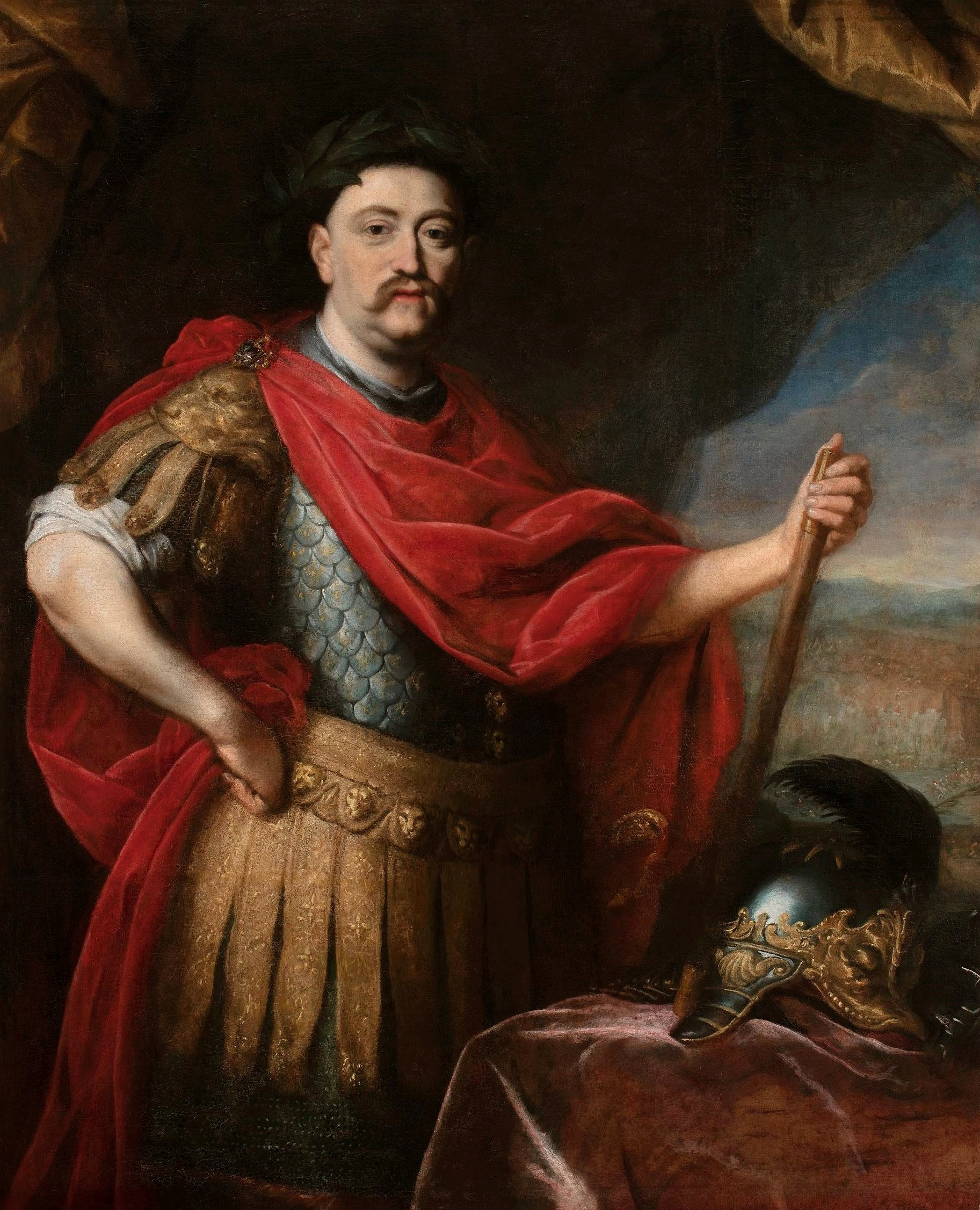
Ян III Собеський у лавровому вінку (художник — Шимонович-Семигиновський Юрій Елевтерій)
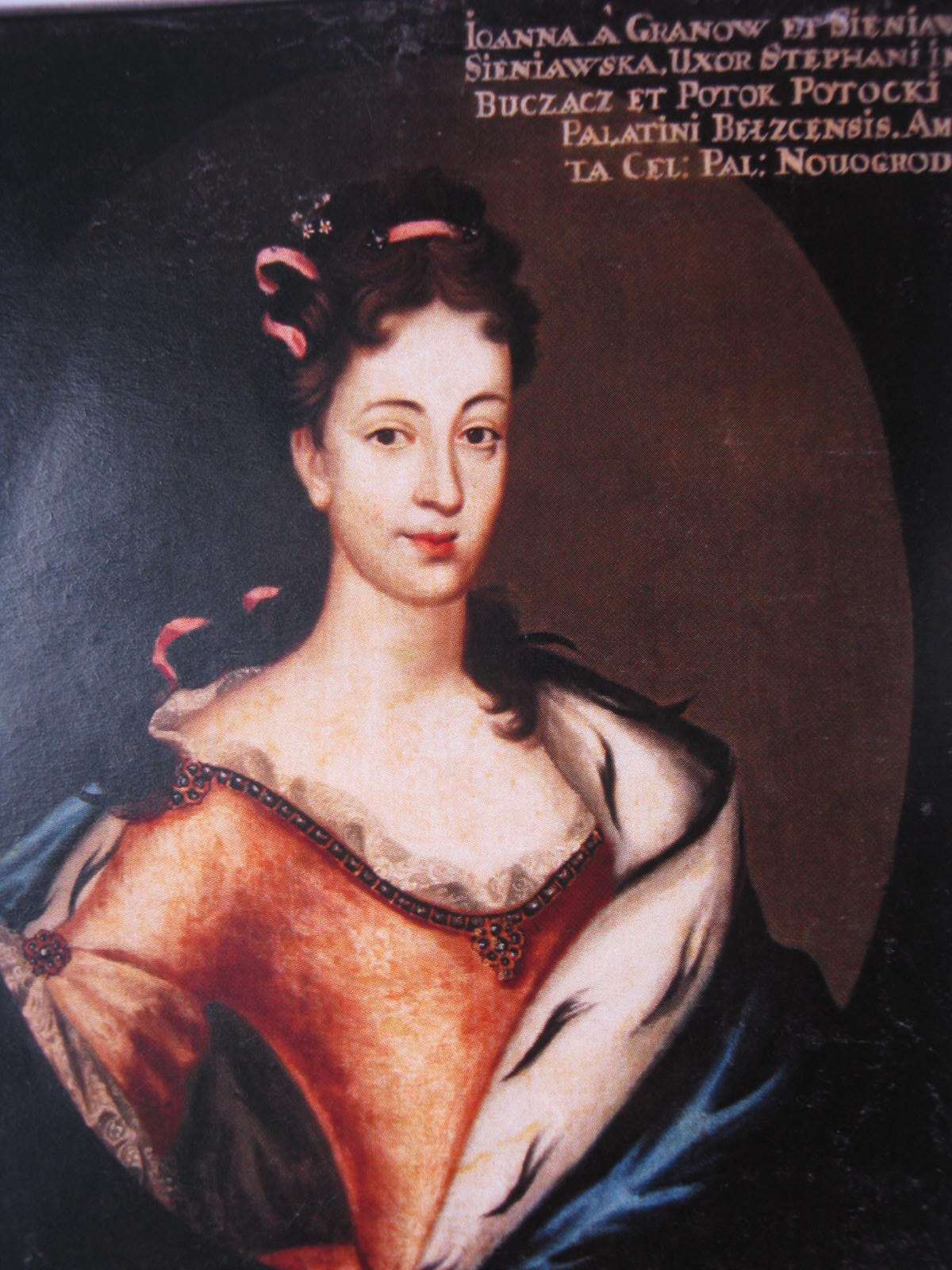
Анонім. Йоанна Потоцька з Сєнявских (мати М.В.Потоцького - старости «Каньовського»)
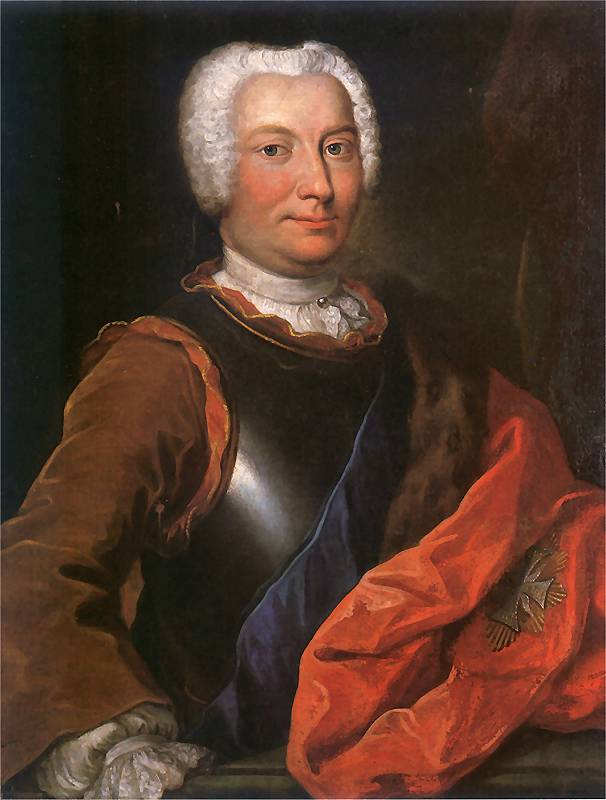
Худ. Симон Чехович, портрет Яна Чапського, казначея, до 1742, Львівська галерея мистецтв
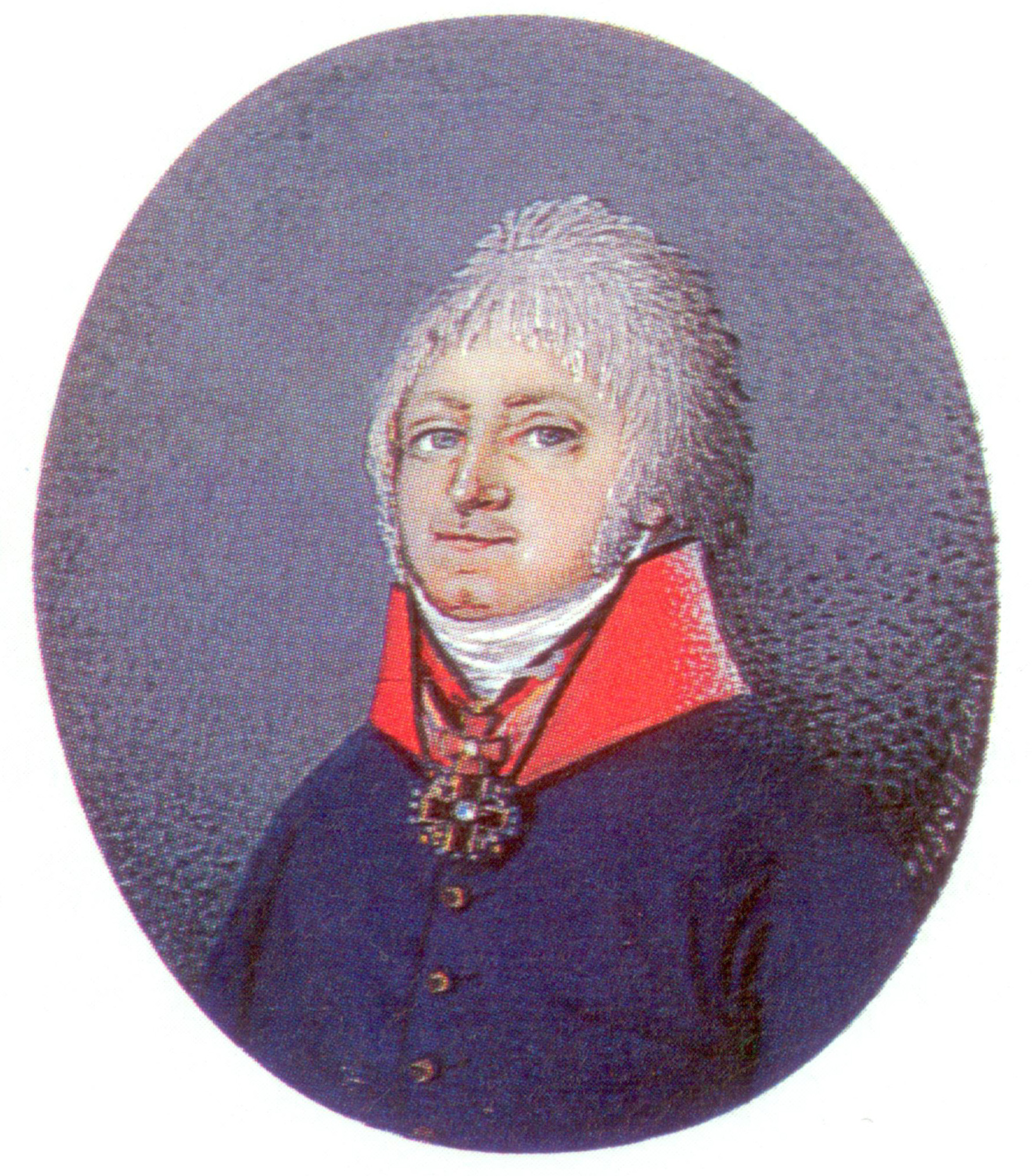
Анонім. «Полковник Семен Сулима», Національний художній музей України
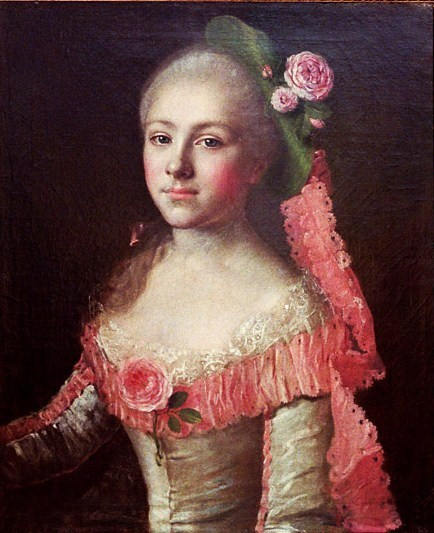
Анонім, портрет С. Дараган, XVIII ст.

## Росія
Перші ознаки парадного портрету в Московії з'явились наприкінці XVII ст. в парсуні: велична поза, коштовний одяг і зброя, скіпетр в портретах царя, важкі завіси. Але мала обдарованість митців і провінційне виконання портретів помітно зменшували їх мистецькі якості.
Перші парадні портрети європейського зразка привіз зі закордонної подорожі Петро І. Відомо, що його неодноразово портретувати в Голландії та в Англії під час Великого посольства. Парадний портрет царя в обладунку на тлі з вітрильниками роботи Годфрі Неллера 1698 року став подарунком англійському королю Вільгельму ІІІ. Нідерландець Карл Мор портретував Петра І у 1717 під час лікування царя в Спа. До цих творів додалися парадні портрети, виконані іноземними та російськими майстрами в Петербурзі, француз із Марселя Луї Каравак та росіянин Іван Нікітін подали Петра І на тлі морського бою.
Парадні портрети стають окрасою і палаців перших осіб після Петра — це Катерина І та князь Олександр Меншиков. Катерину І пишуть здебільшого олійними фарбами. З князя Меншикова почалось створення скульптурних парадних портретів в стилістиці європейського бароко. Італієць із Флоренції за походженням — Карло Бартоломео Растреллі виробив 1717 року перше парадне погруддя генерал-губернатора Петербурга. До найкращих досягнень світового рівня належали також портретні скульптури роботи К. Б. Растреллі, серед яких погруддя невідомого (Третьяковська галерея), імператриця Анна Іванівна з арапчатком (Російський музей), погруддя Петра І, закінчене роботою вже після смерті царя (Державний Ермітаж, Санкт-Петербург).
Парадні портрети створюють Генріх Букгольц, Йоган Філіп Бер, Олексій Антропов, Стефано Тореллі, Річард Бромптон. Всі найкращі риси парадного портрета притаманні творам Левицького Дмитра Григоровича, здатного уважно відтворити образ як психопата-благодійника Прокофія Акинфійовича Демидова чи привітної випускниці Смольного інституту шляхетних дівиць, так і високообдарованого трударя-архітектора Олександра Кокорінова. Створення парадних портретів завмирає в роки праці Володимира Боровиковського та Карла Брюллова. На новому етапі композиції парадного портрета в мистецтві Російської імперії відродить Валентин Сєров.

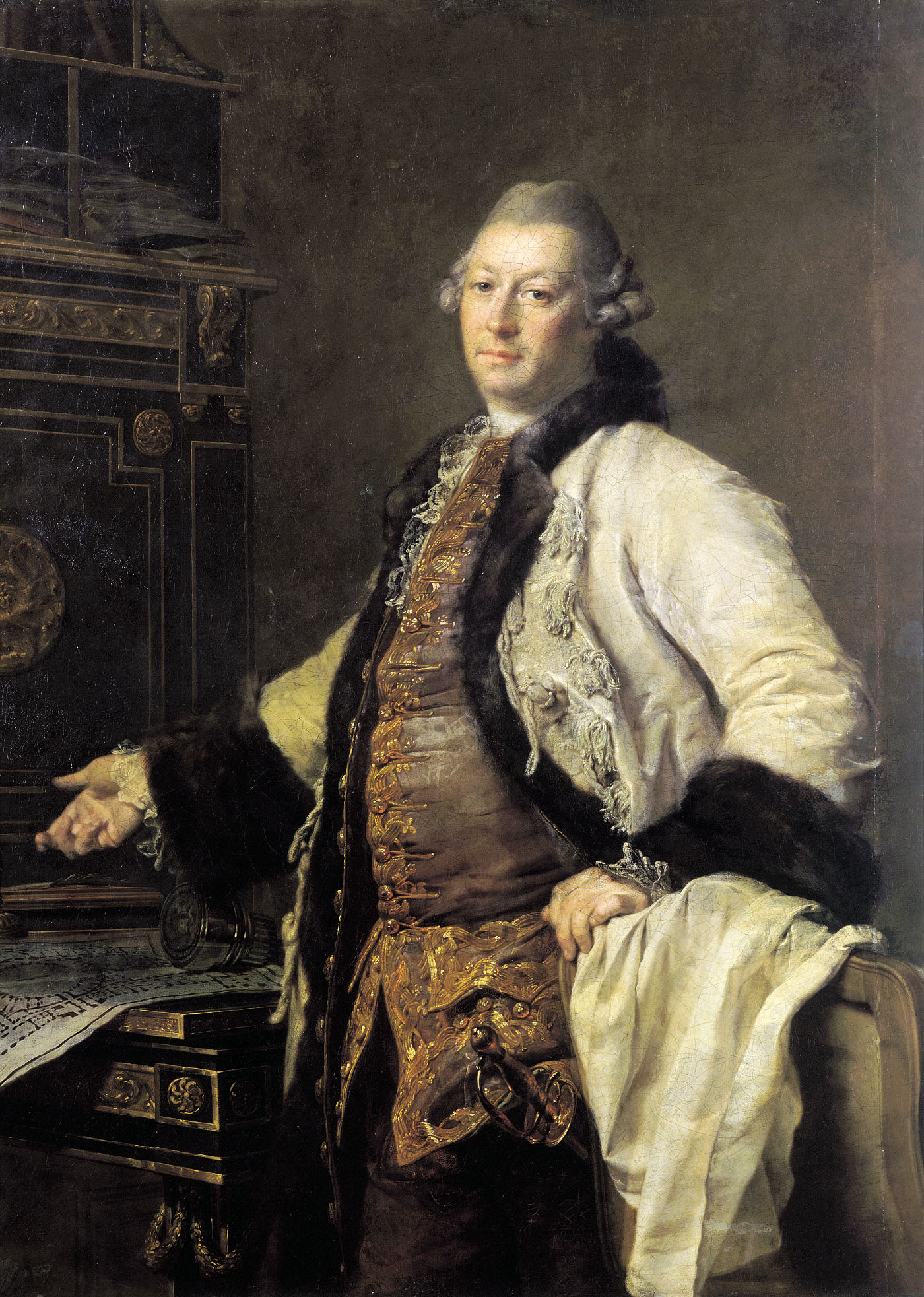
Д. Г. Левицький. Портрет архітектора Олександра Кокорінова, 1769, Російський музей, Санкт-Петербург
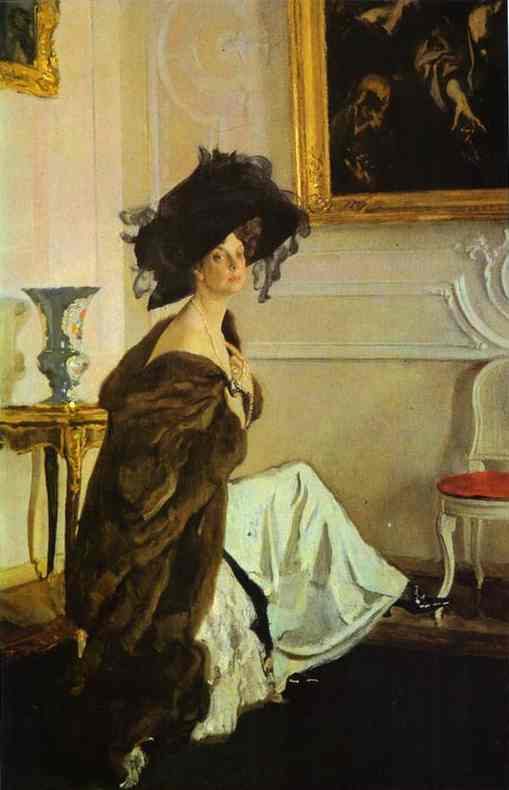
В. О. Сєров, «Княгиня Ольга Орлова», 1911, Державний Російський музей, Санкт-Петербург
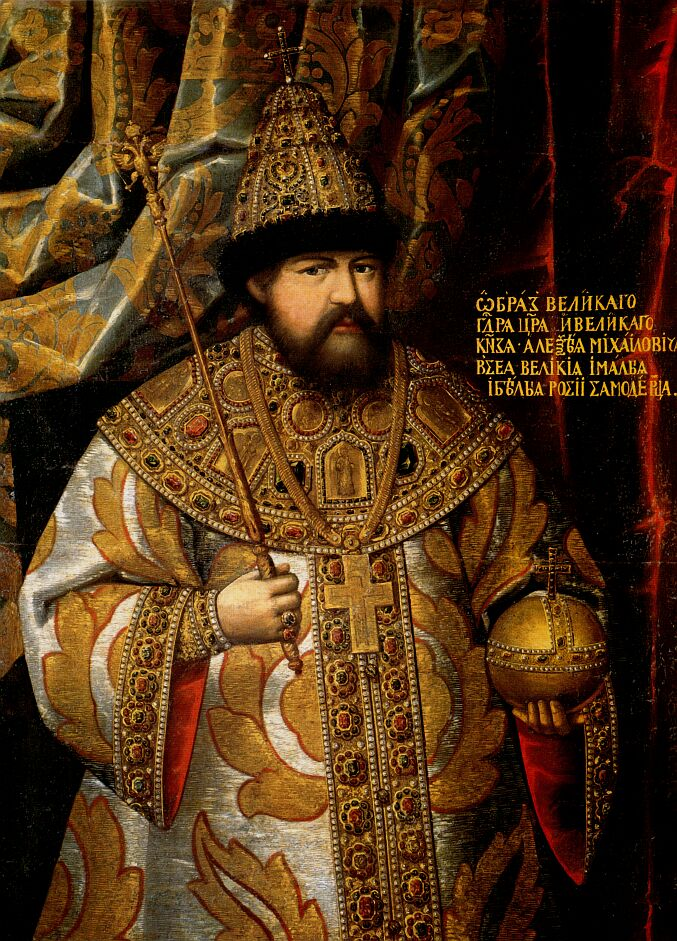
Богдан Салтанов. «Цар Московії Олексій Михайлович», 1682, Державний історичний музей, Москва
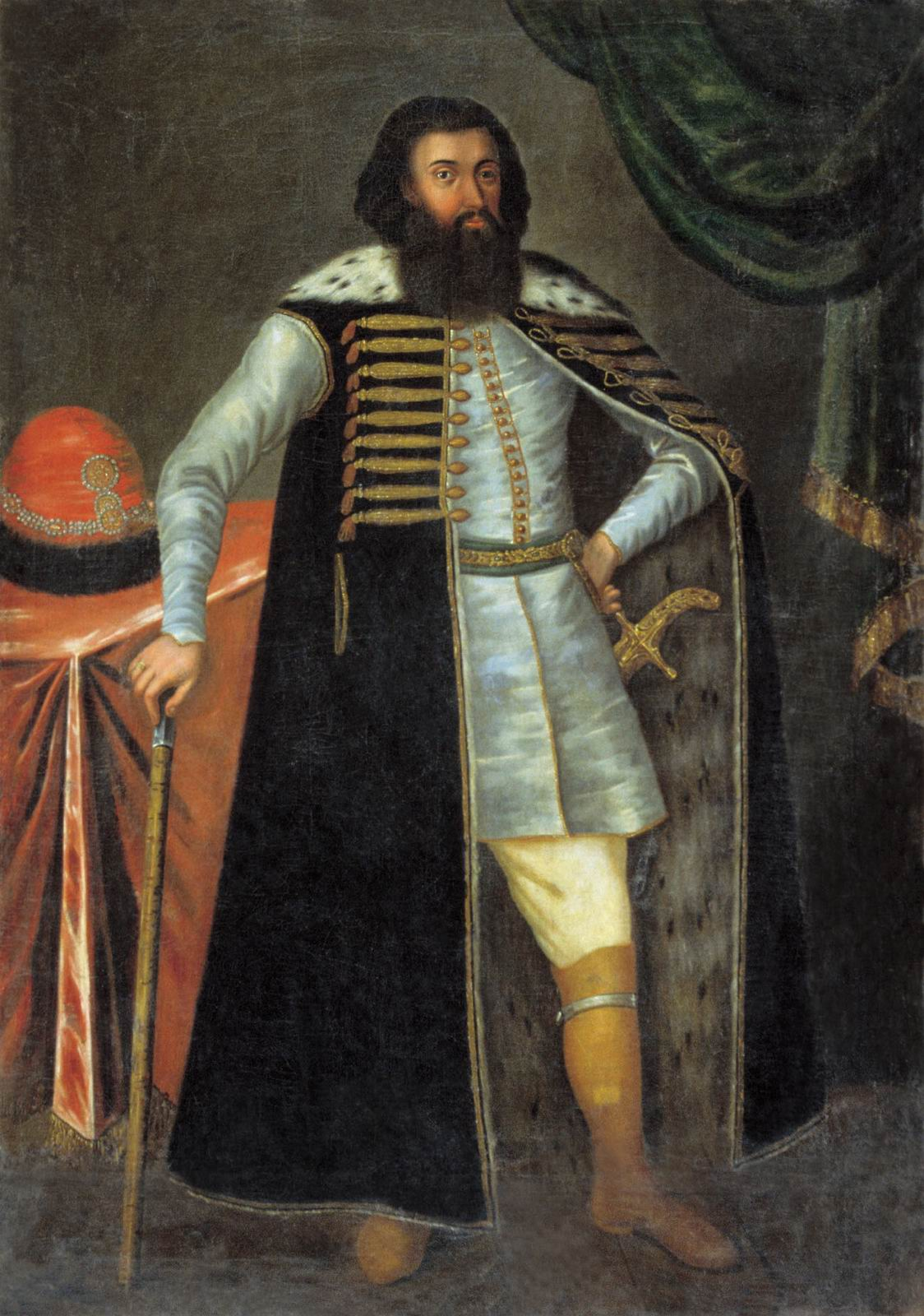
Анонім. «Князь Репнін І.Б.», Російський музей
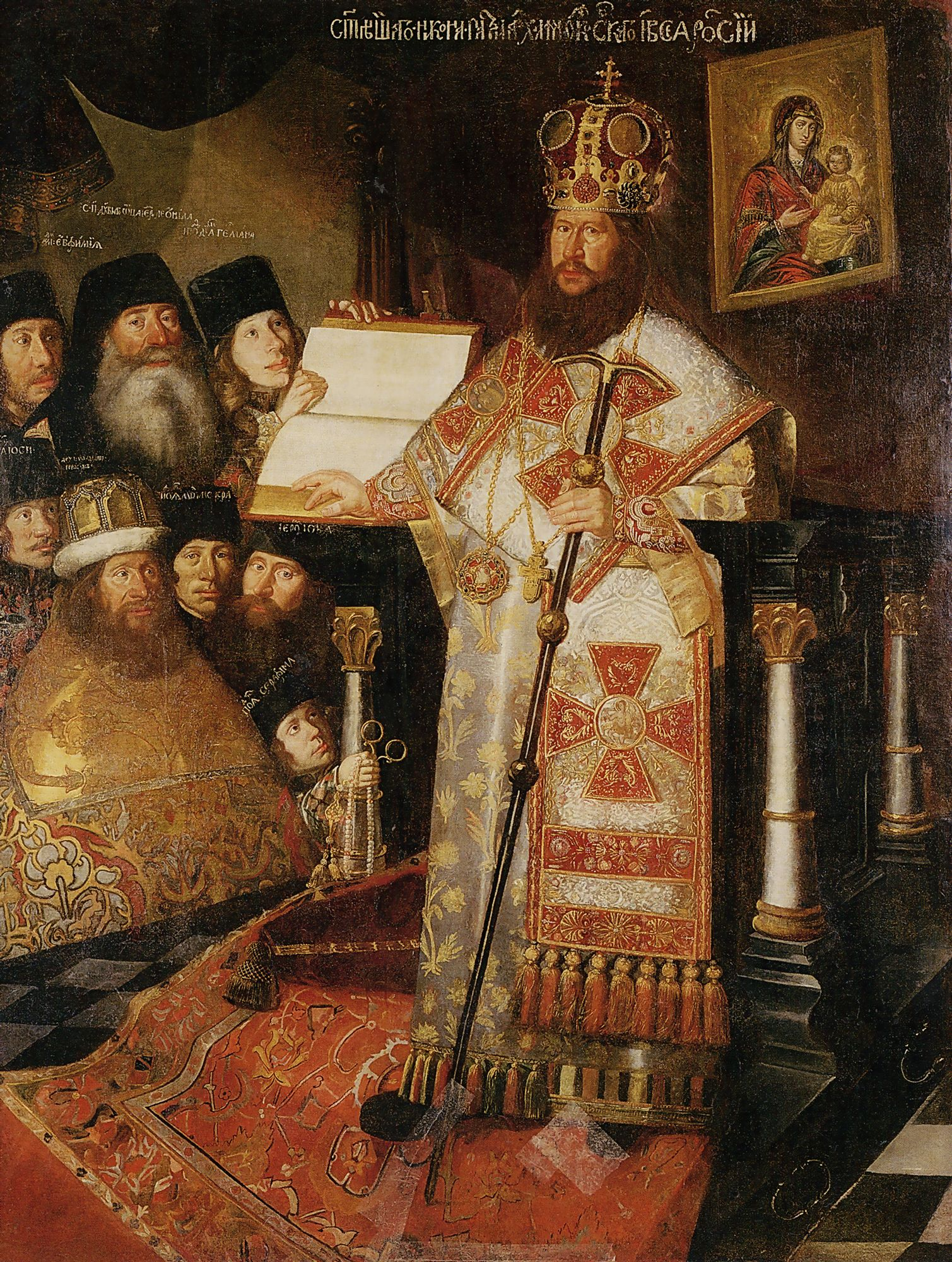
Анонім. «Патріарх Никон з братією Новоєрусалимського монастиря», до 1665
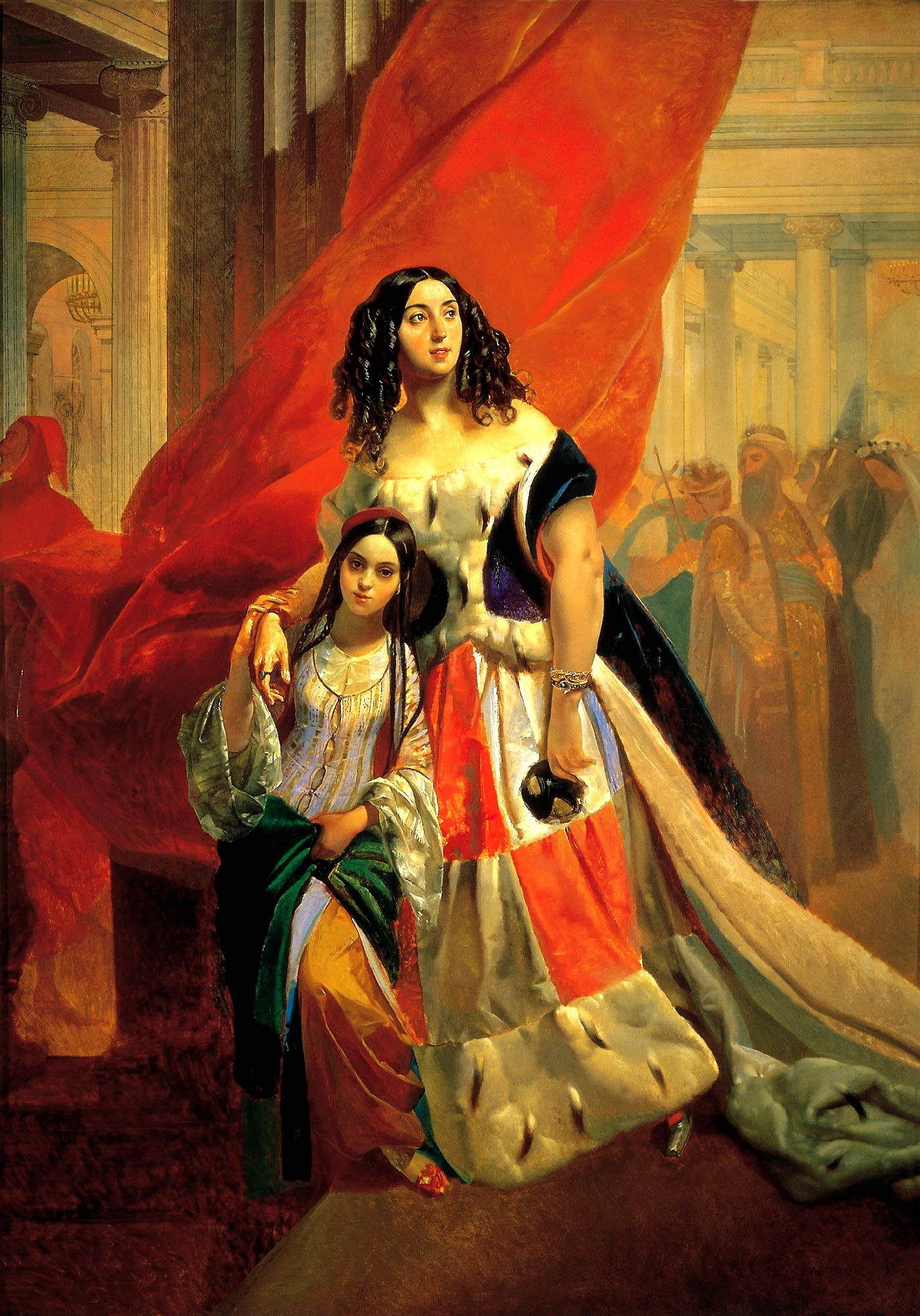
Брюллов Карл Павлович. «Графиня Юлія Самойлова, що покидає бал», 1842, Російський музей
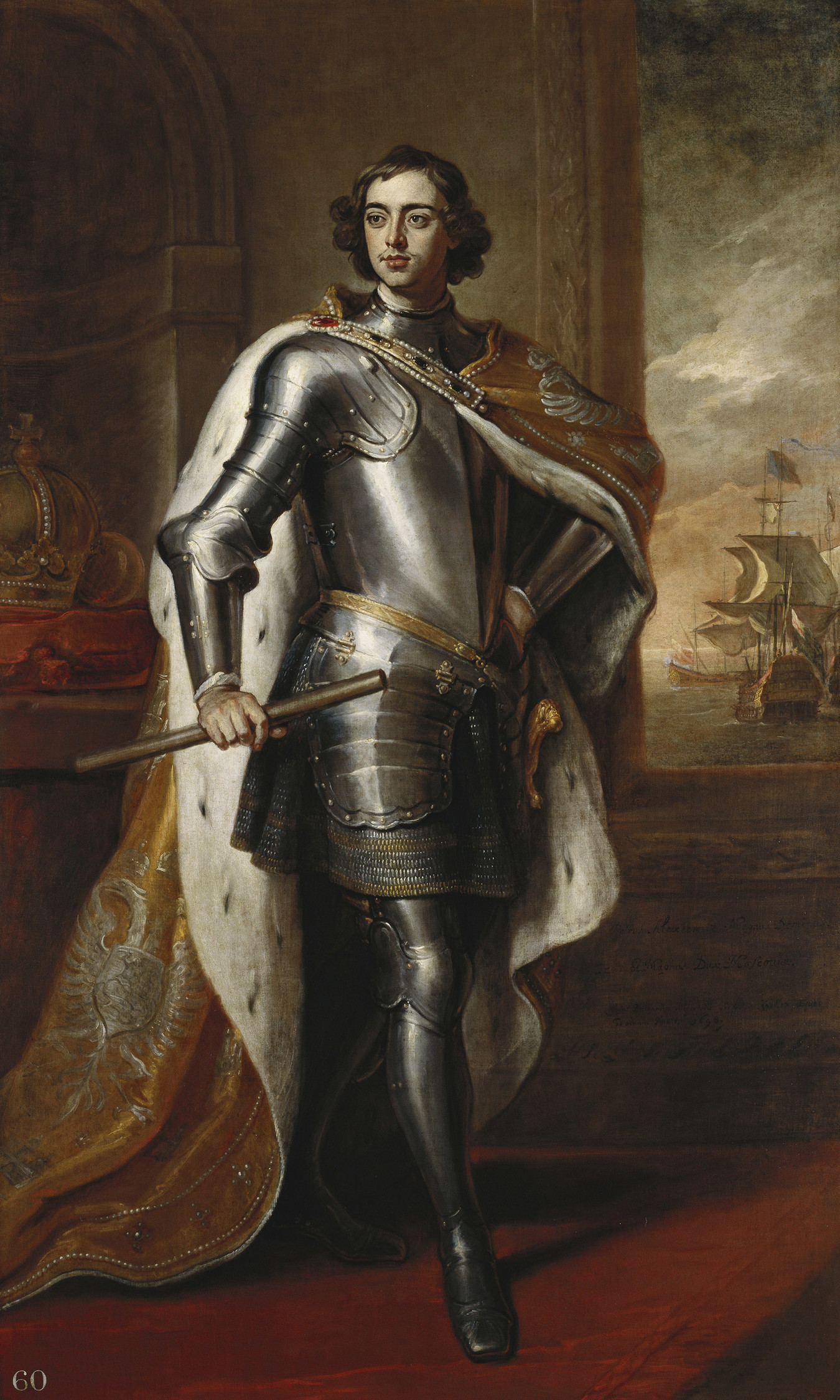
Годфрі Неллер. «Цар Петро І», 1698
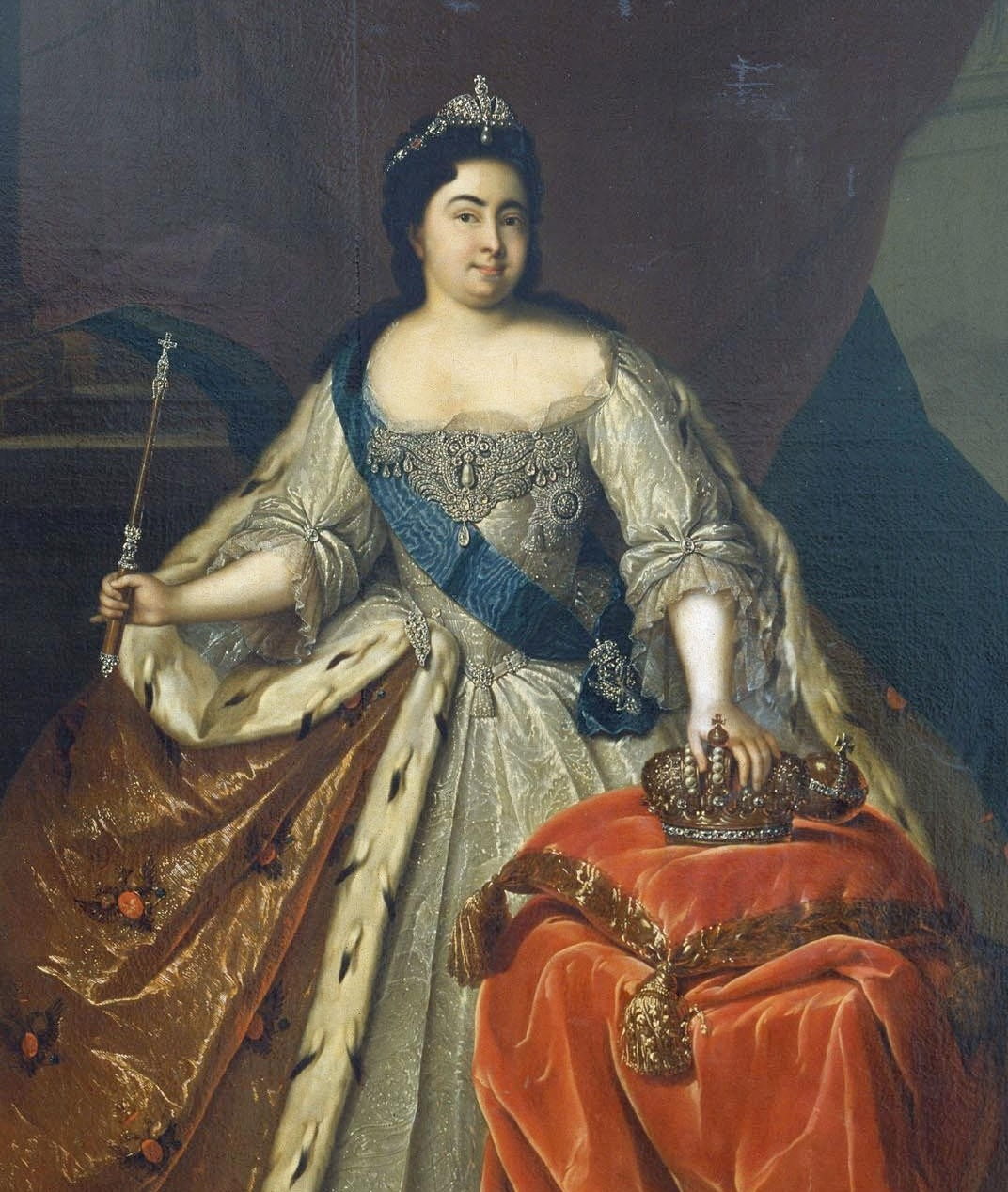
«Імператриця Катерина І», 1725
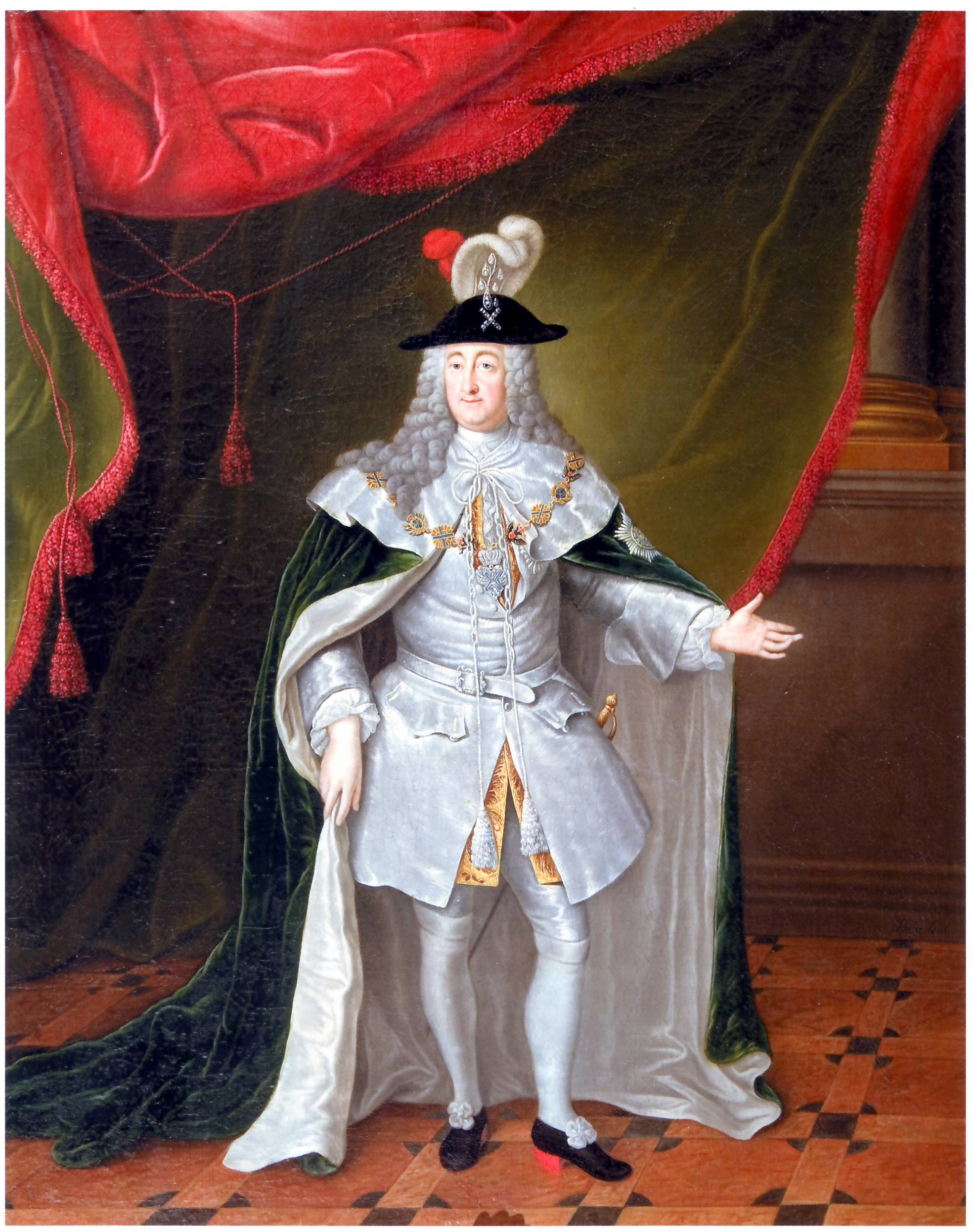
Йоган Філіп Бер. «Портрет віце-канцлера Росії Андрія Остермана», 1730-ті
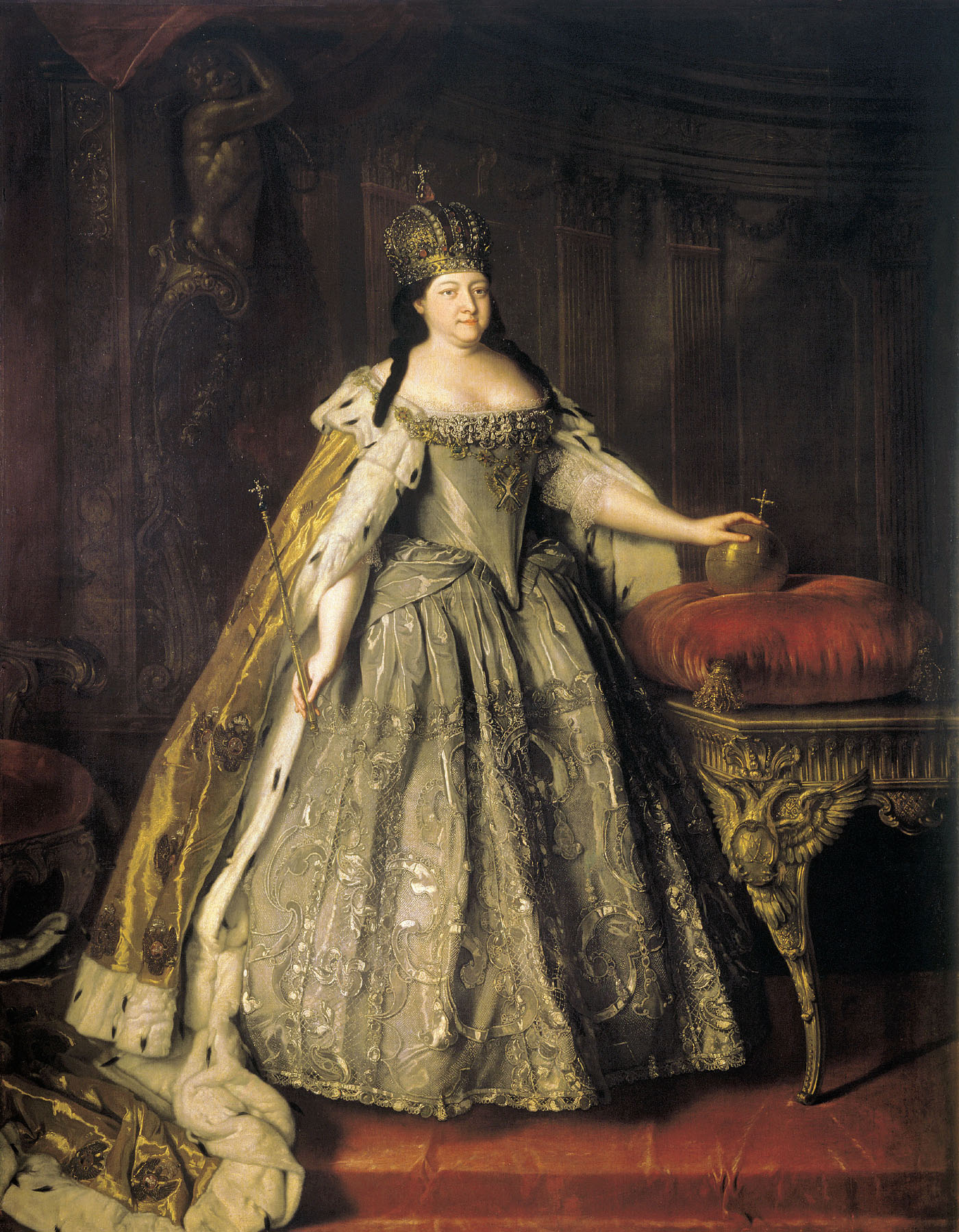
Луї Каравак. «Російська імператриця Анна Іванівна», 1730
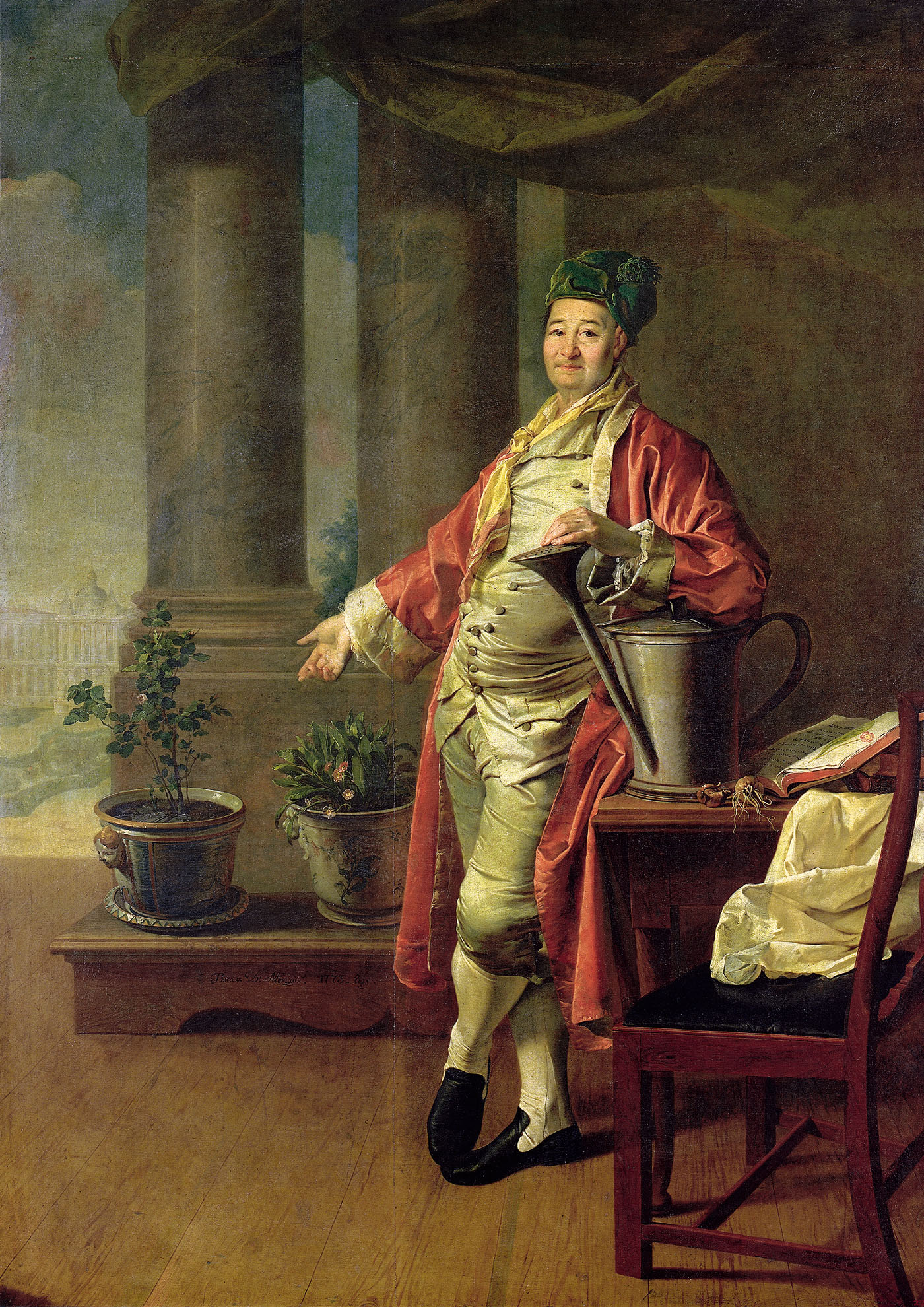
Д. Г. Левицький. Портрет Прокофія Акинфійовича Демидова. 1773, Третьяковська галерея, Москва
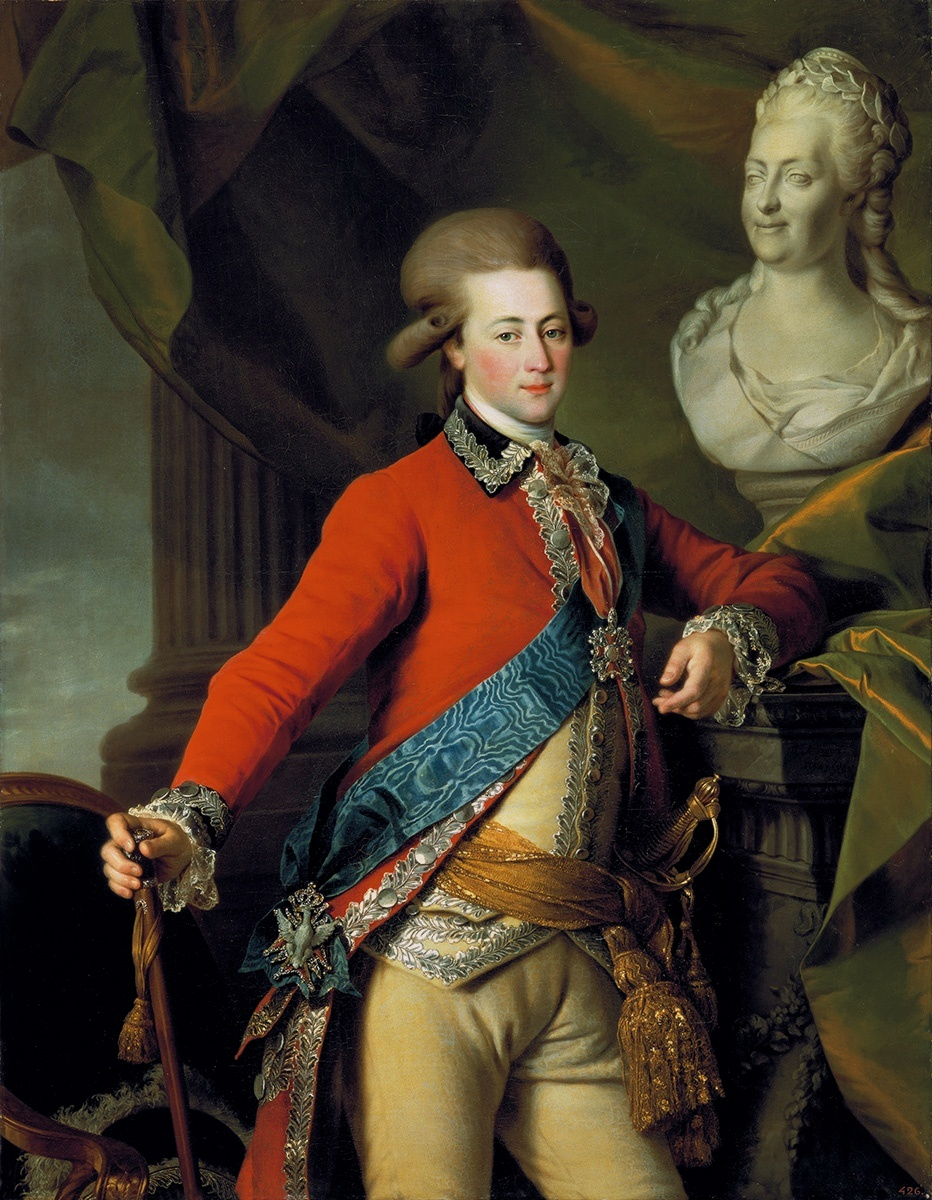
Д. Г. Левицький. «Портрет Олександра Дмитровича Ланського». 1782, Російський музей, Санкт-Петербург
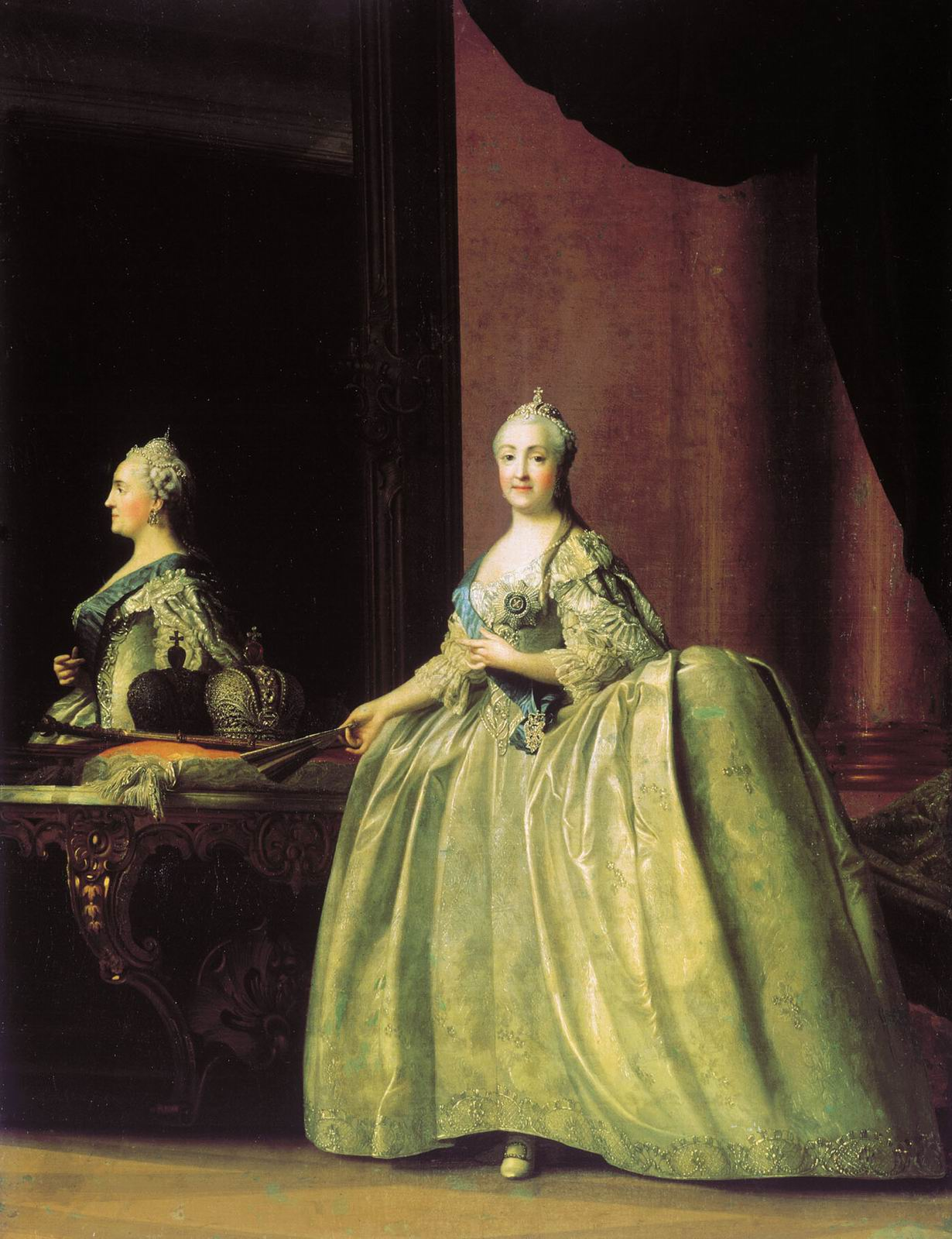
Вігіліус Еріксен. «Імператриця Катерина ІІ біля дзеркала»
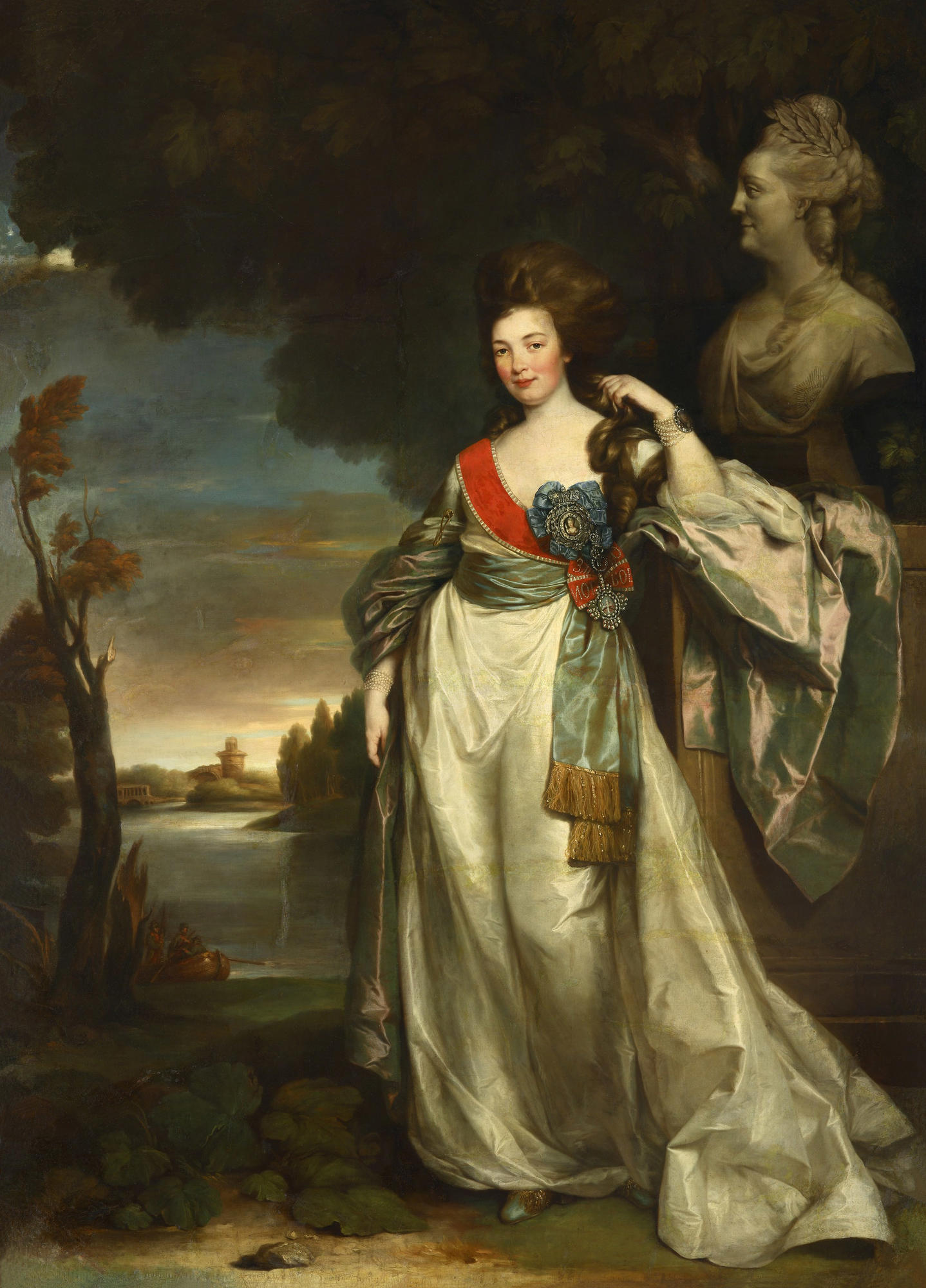
Річард Бромптон. «Олександра Браницька», Воронцовський палац, Алупка, Крим
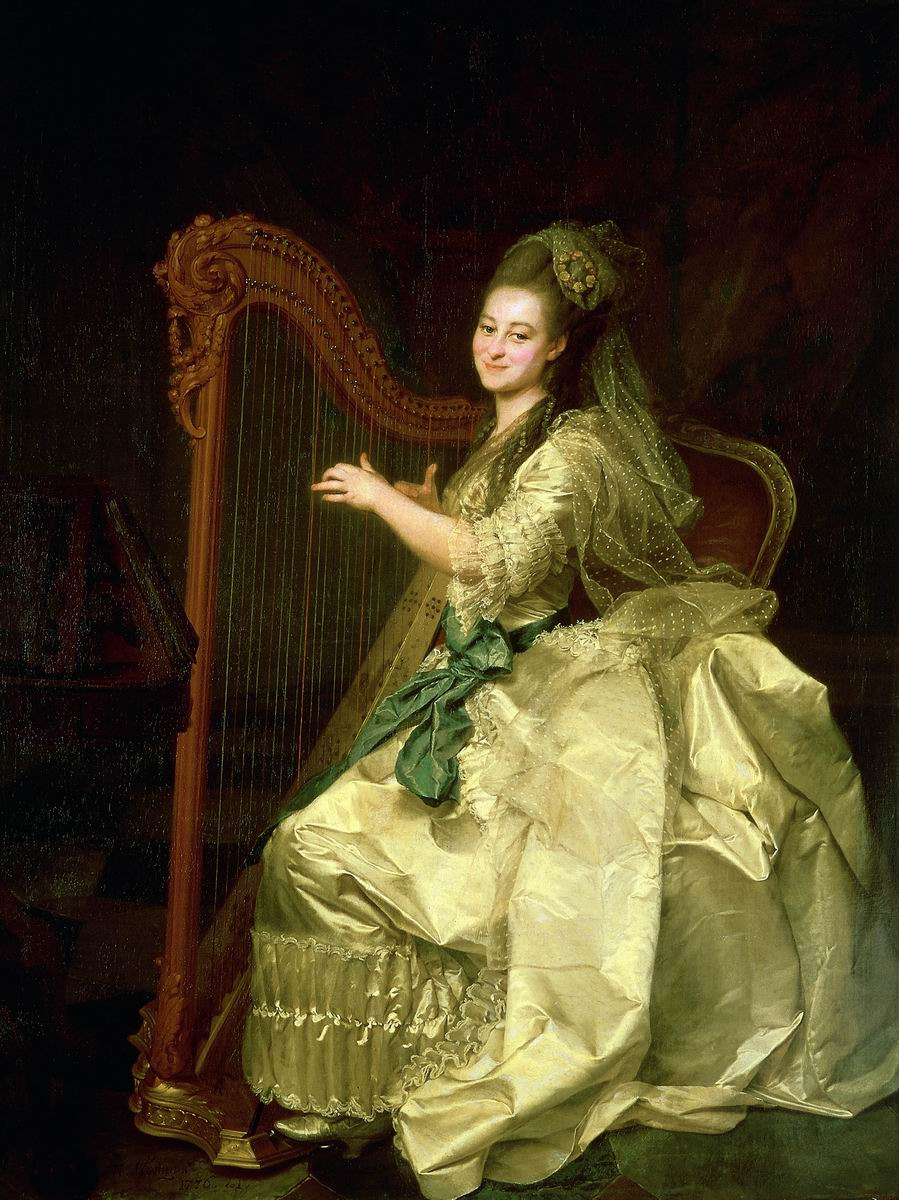
Д. Г. Левицький. Алимова, випускниця Смольного інституту, 1775
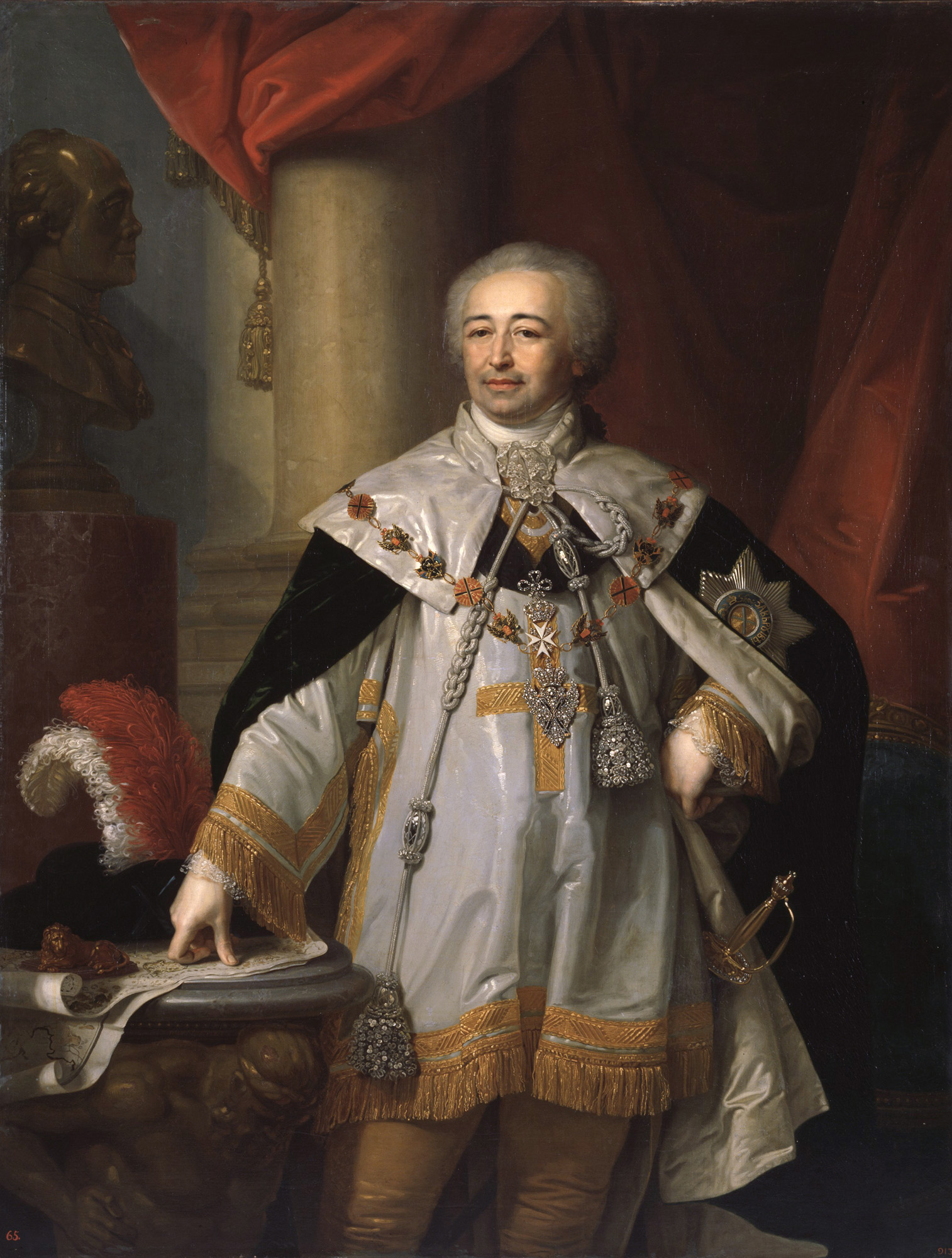
В. Л. Боровиковський, «Олександр Борисович Куракін як мальтийський лицар», 1801, Російський музей, Санкт-Петербург
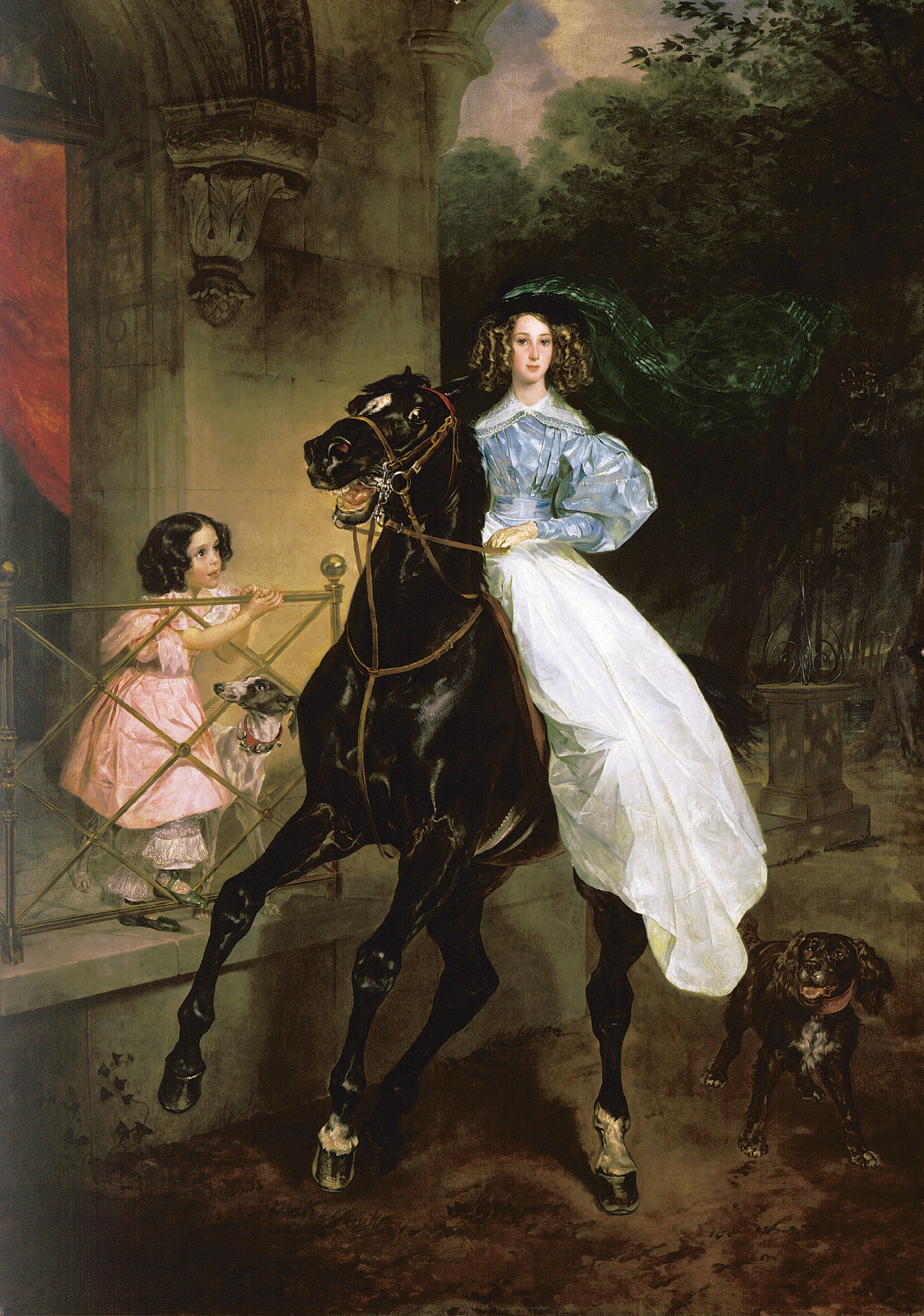
Карл Брюллов. Вершниця, 1832
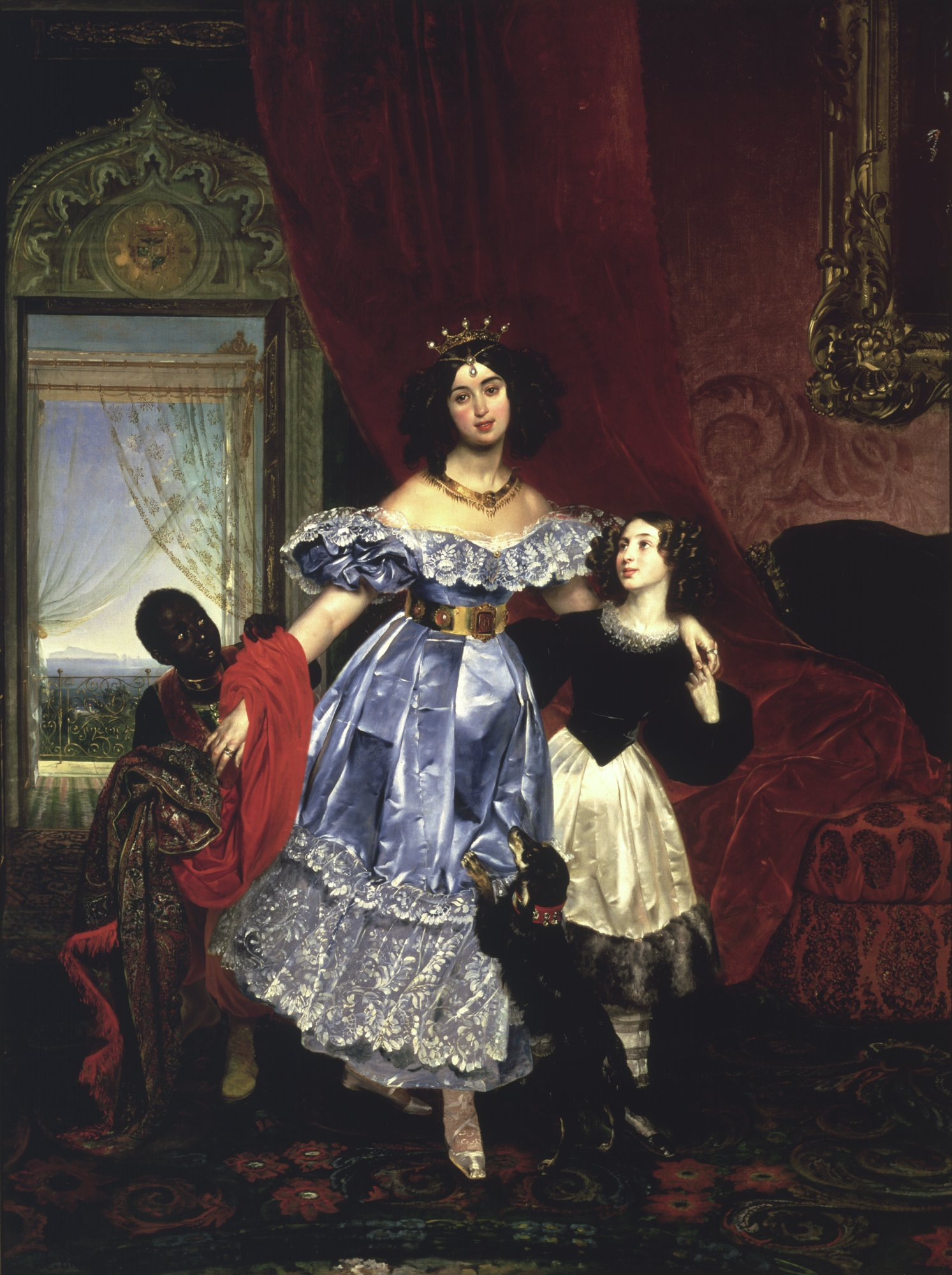
К. П. Брюллов. «Портрет графині Юлії Самойлової з вихованкою Джованіною Пачіні та арапчатком», 1832-1834, Музей Хіллвуд, Вашингтон, США

## Ампірний портрет нової наполеонівської еліти
Парадним портретам доби ампір притаманні поверхневість, ідеалізація і акцент на зовнішньому блиску моделей, що (як правило) займали високі посади або значне місце у суспільній ієрархії. Переважає холодна емалева поверхня картин з різким освітленням і дуже точним відтворенням строю військових, орденів, золотого шитва, коштовної зброї або вбрання жінки-аристократки. Кінний портрет Наполеона на перевалі Сен Бернар — став формулою ампіру, де Наполеон — вічно молодий, позбавлений усіх недоліків, урівняний з імператорами Стародавнього Риму.
Але жива людина погано вкладається в штучні принципи, штучні кордони. Особливо це видно в жіночих портретах доби ампіру. Ідеалом стає худорлява і холодна жінка-скульптура (худ. Жак-Луї Давід, «Портрет мадам Рекам'є»). Жінка дозволяє собі позувати, лежачі на софі, що створена на зразок давньогрецьких меблів. Цей портрет теж став зразком стилю.
Вдалими ставали портрети, якщо особистість була талановитою і значущою без оглядин на панівні моди і ідеали. Однією з них була Жермена де Сталь (1766—1817). Розумна і смілива, вона ламала стереотипи і в літературі, і в особистому житті. Деякі з її творів ставали дуже популярними. А деякі думки не втратили свіжості і донині. «Невже тепер можна правити (країною) так, як 300 років тому?… Їм (новим керманичам) необхідні свавілля, релігійний фанатизм, придворна аристократія, що не має жодних переваг окрім давнього роду, народ — мовчазний і безправний, армія, яку зробили звичайним механізмом, утиски газет, відсутність громадянських свобод — а на заміну їм стукачі і продажні журналісти, що оспівують цей морок!» Це написала світська левиця де Сталь — у 1816.

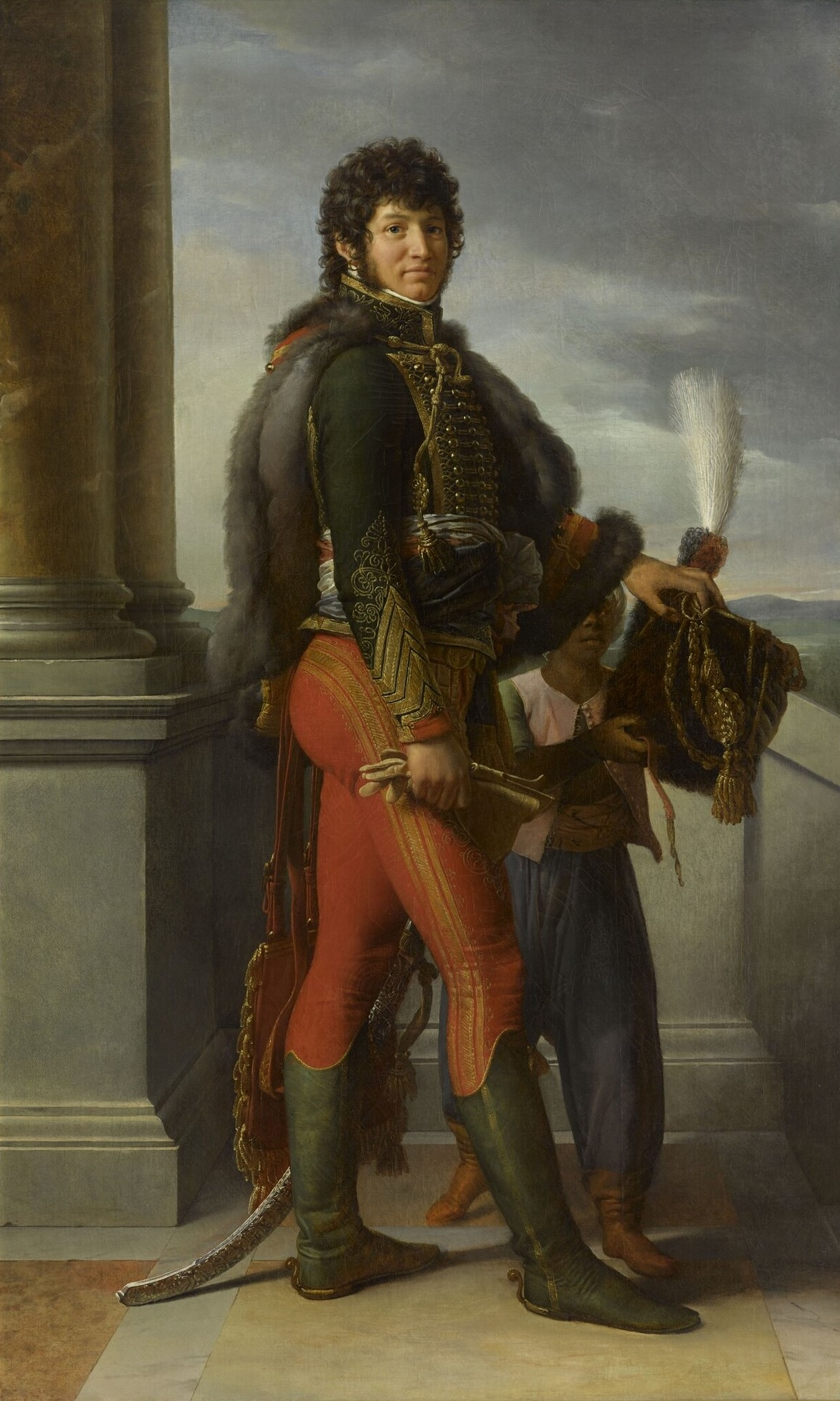
Франсуа Жерар. «Портрет Йоахима Мюрата з арапчатком», 1801
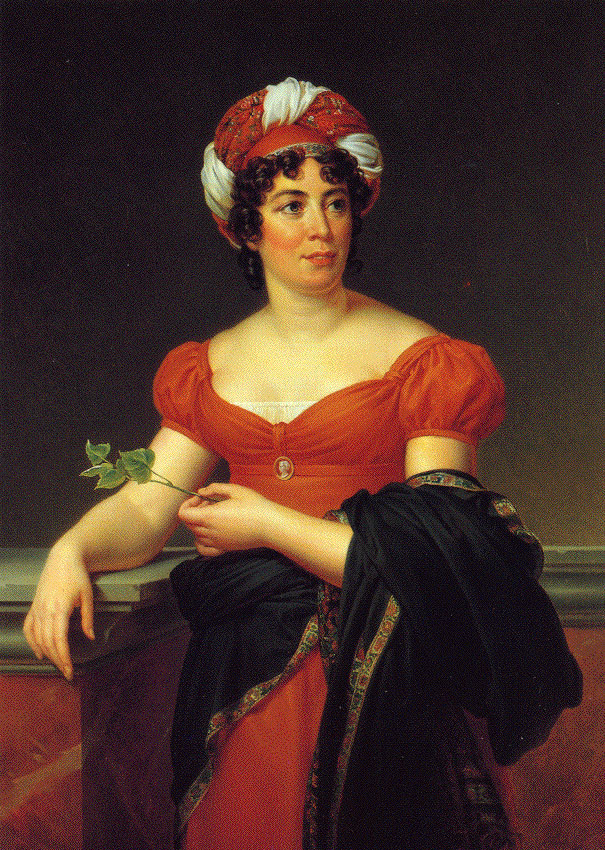
Мадам де Сталь, 1810, університет Техаса
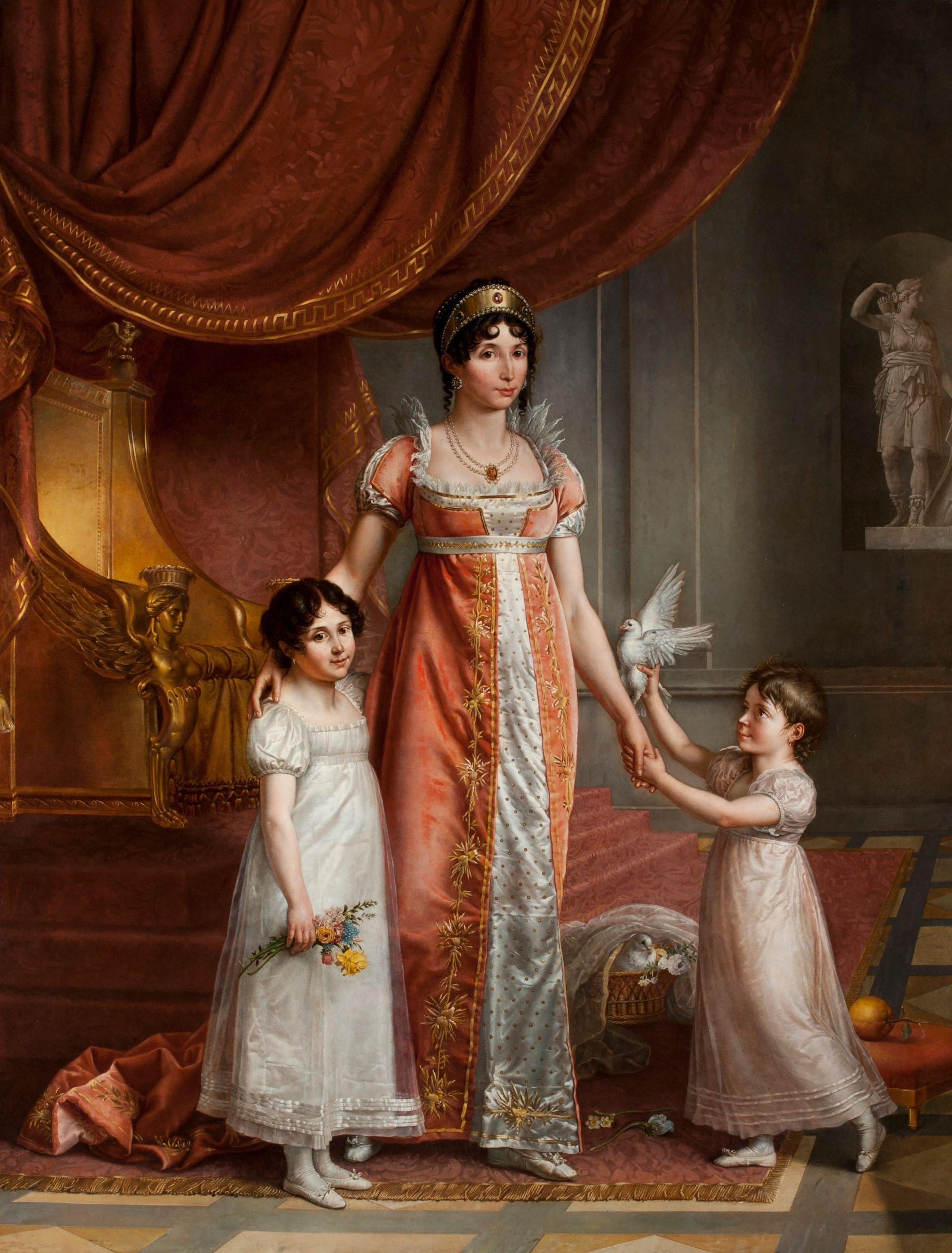
Жан-Баттіст Віка. «Королева Жулі Бонапарт з дітьми». Музей Каподімонте, Неаполь
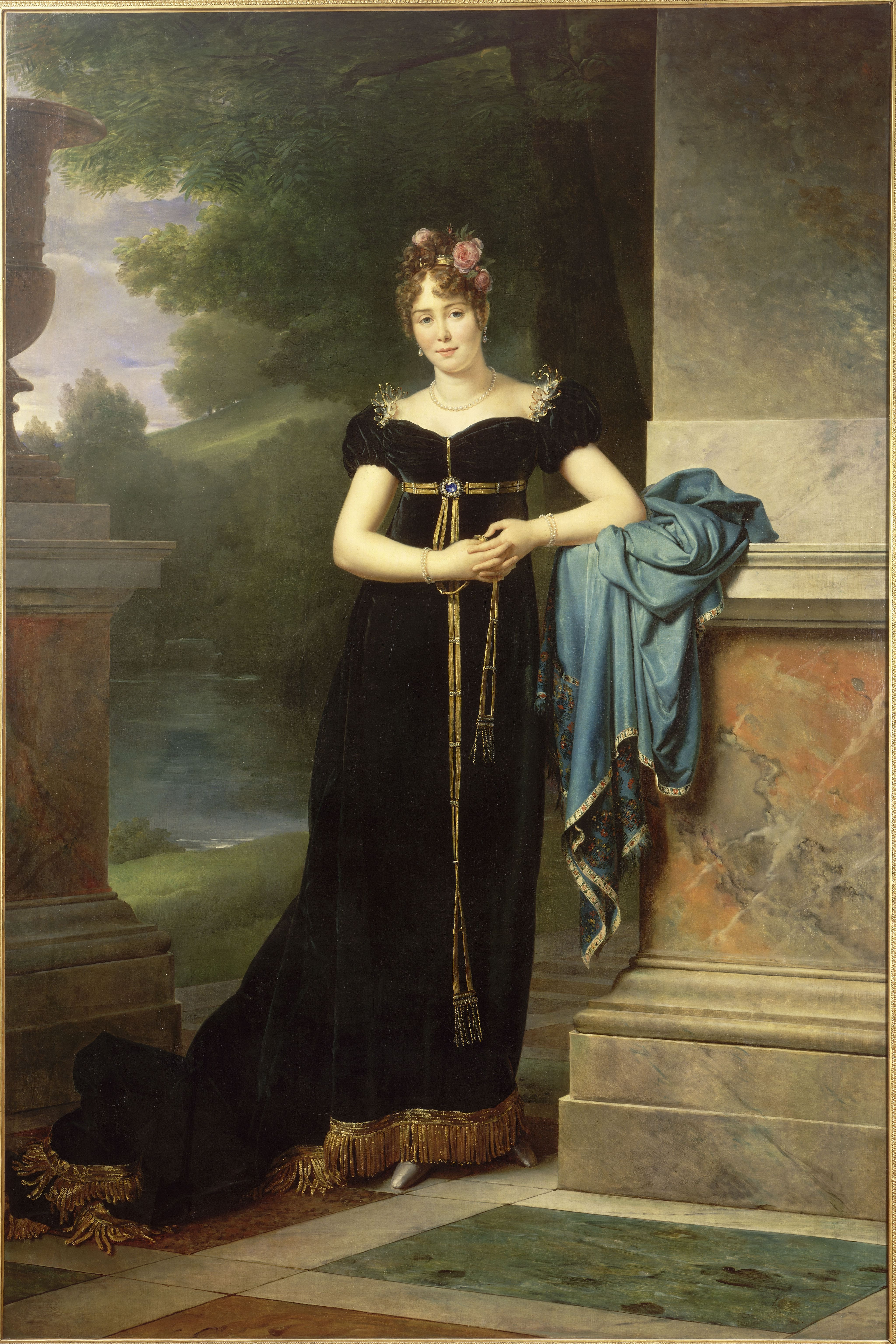
Ф. Жерар, «Марія Валевська», 1812. Версаль. Сукня в стилі ампір

## Парадні портрети

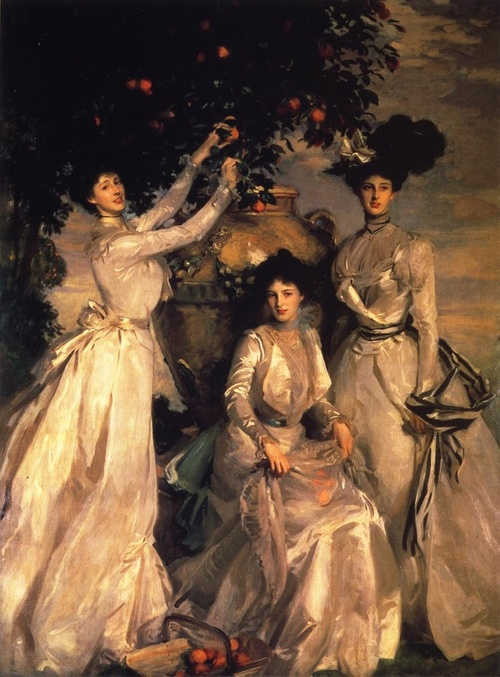
Джон Сінгер Сарджент, «Сестри Ачесон», 1902
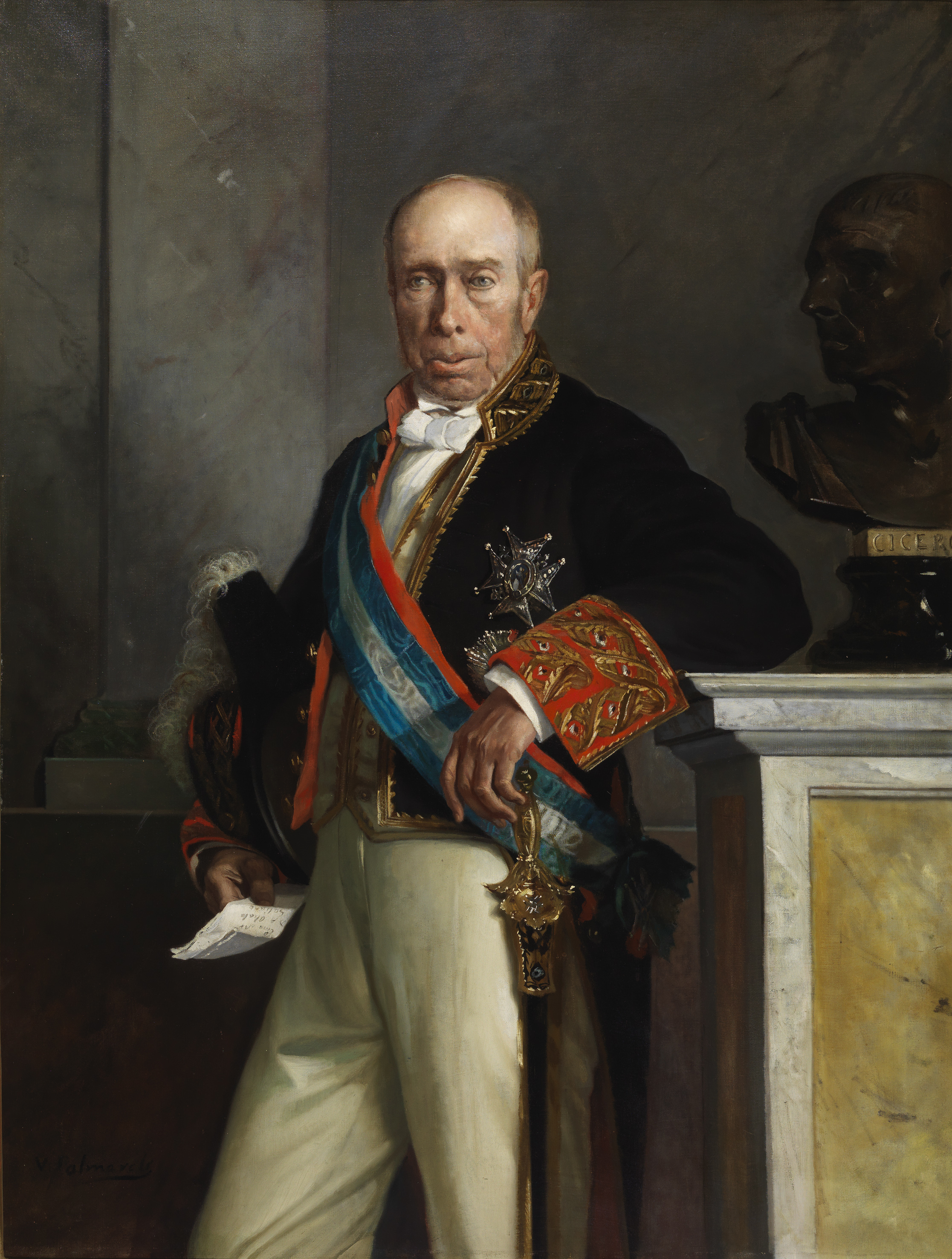
Вісенте Пальмаролі. «Міністр Антоніо Алькала Гальяно», Іспанія
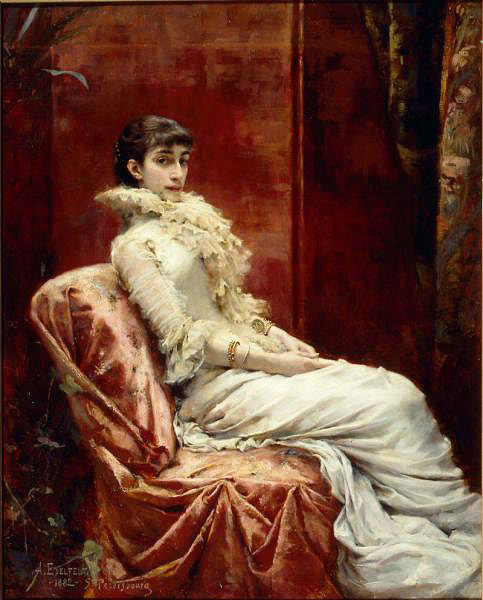
Альберт Едельфельт. «Варвара М'ятлєва, дочка генерала Іллі Гавриловича Бібікова», 1882
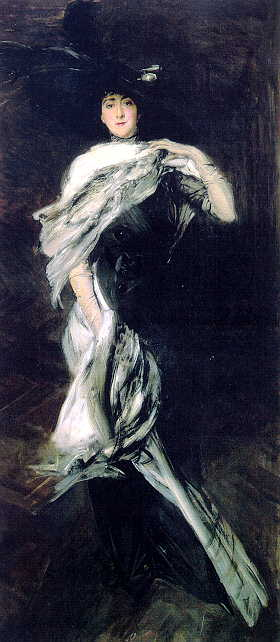
Джованні Болдіні. «Мільонерша Едіт Вандербілт», 1900
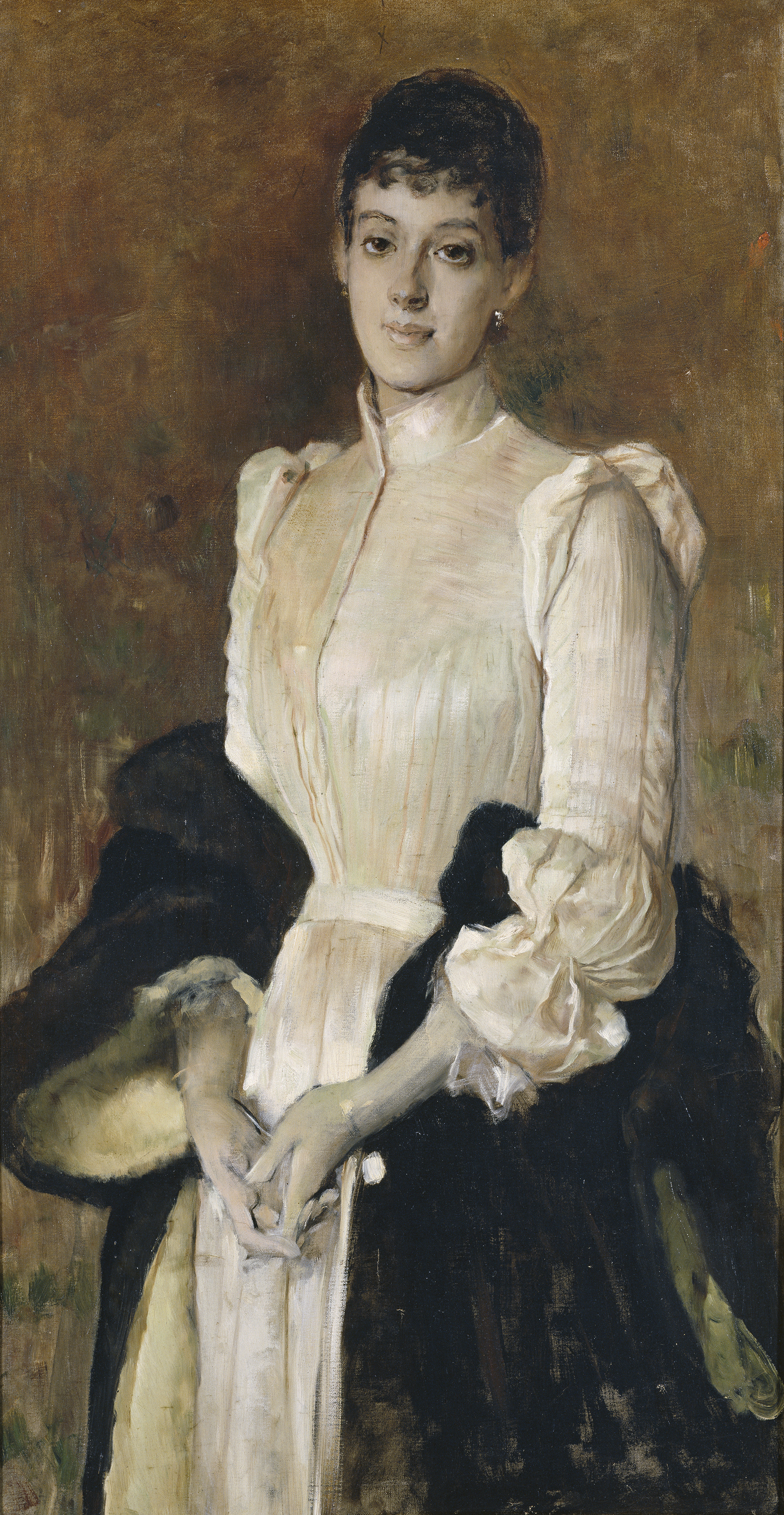
Вісенте Пальмаролі. «Портрет Консепсьйон Мірамон», 1889
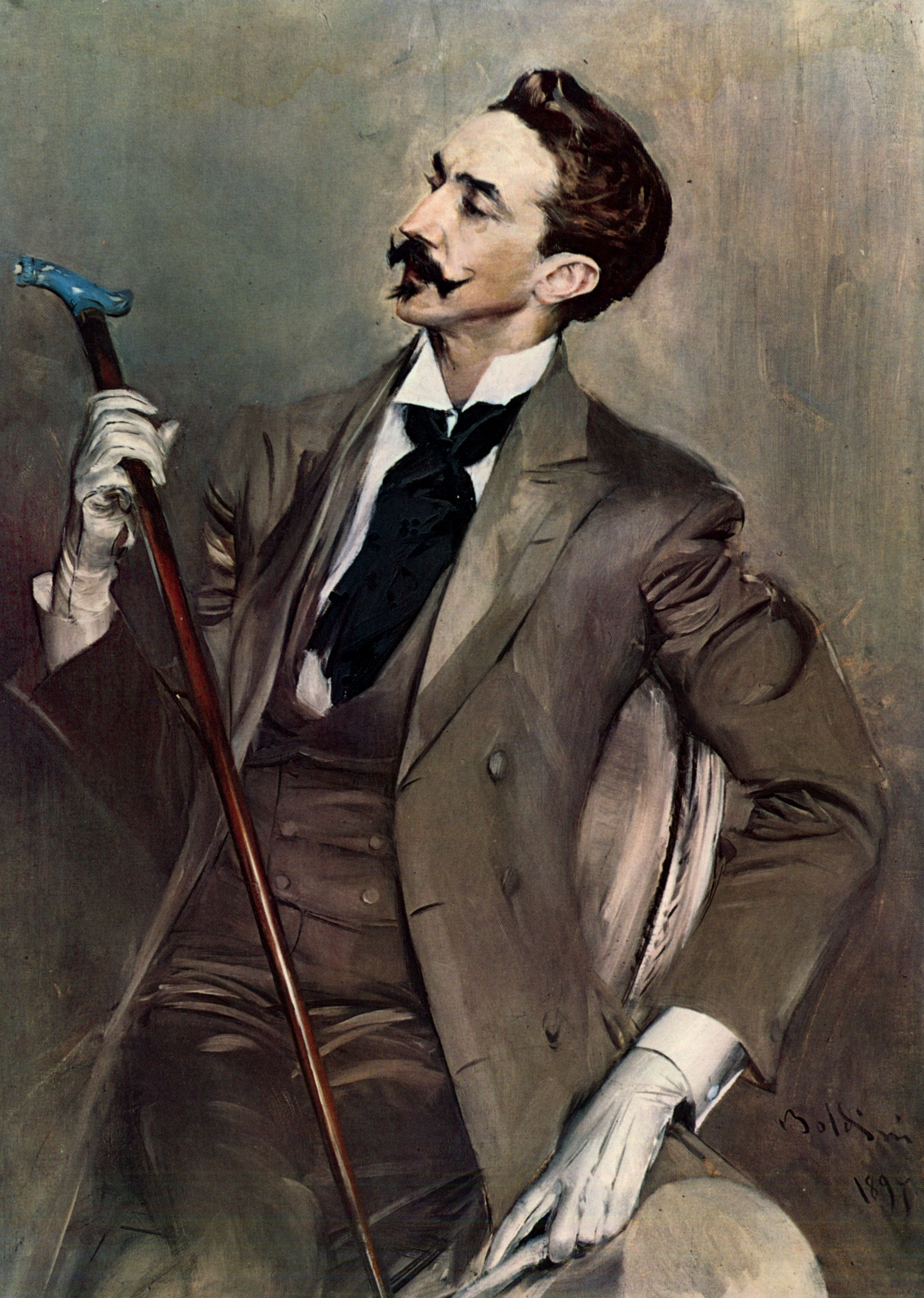
Джованні Болдіні. «Робер де Монтескьє», 1897
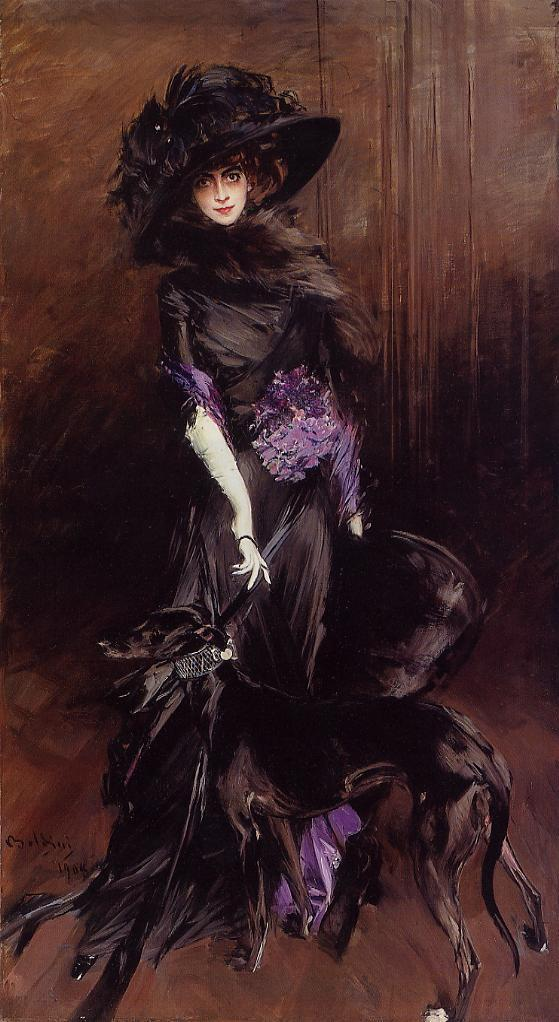
Джованні Болдіні. «Маркіза Луїза Касаті», кохана Габріеле д'Аннунцио, 1908
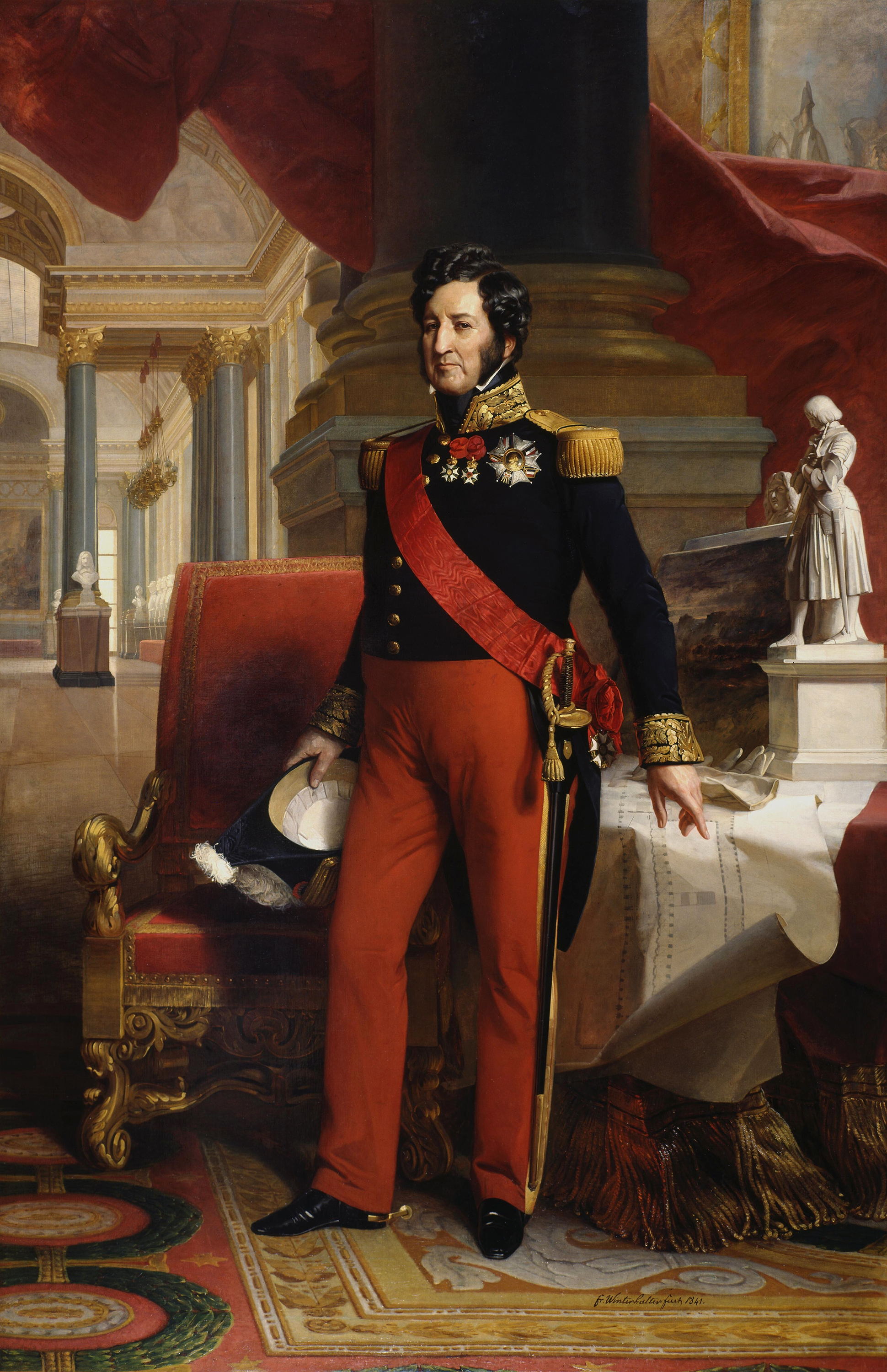
Франц Ксавер Вінтергальтер. «Портрет Луї Філіппа», 1841, Версаль
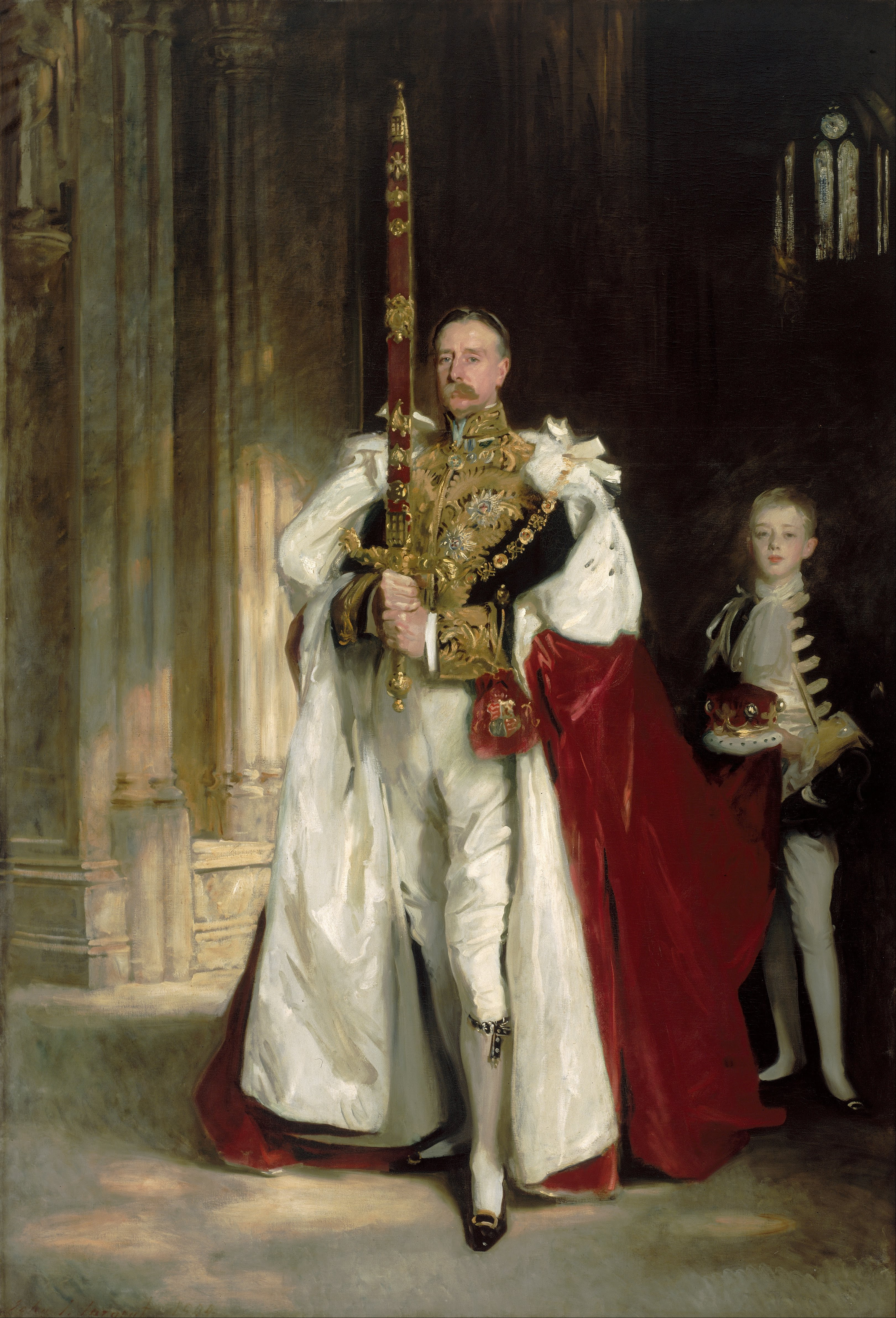
Джон Сінгер Сарджент. «Чарльз Стюарт, 6-й маркіз Лондондеррі», 1904, Бостонський музей образотворчих мистецтв, США
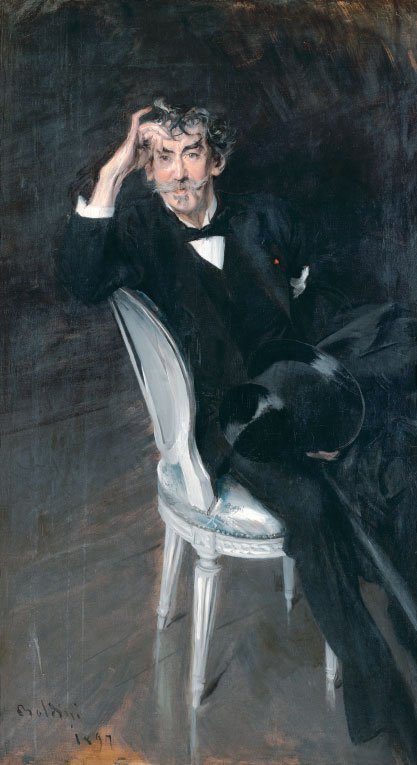
Джованні Болдіні. «Художник Джеймс  Вістлер», 1897

### Франція

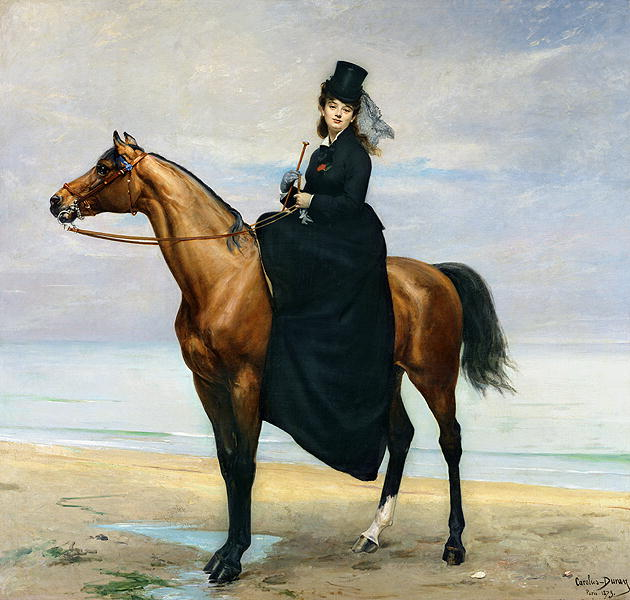
Каролюс-Дюран. «Кінний портрет мадмуадель Клозетт», 1873
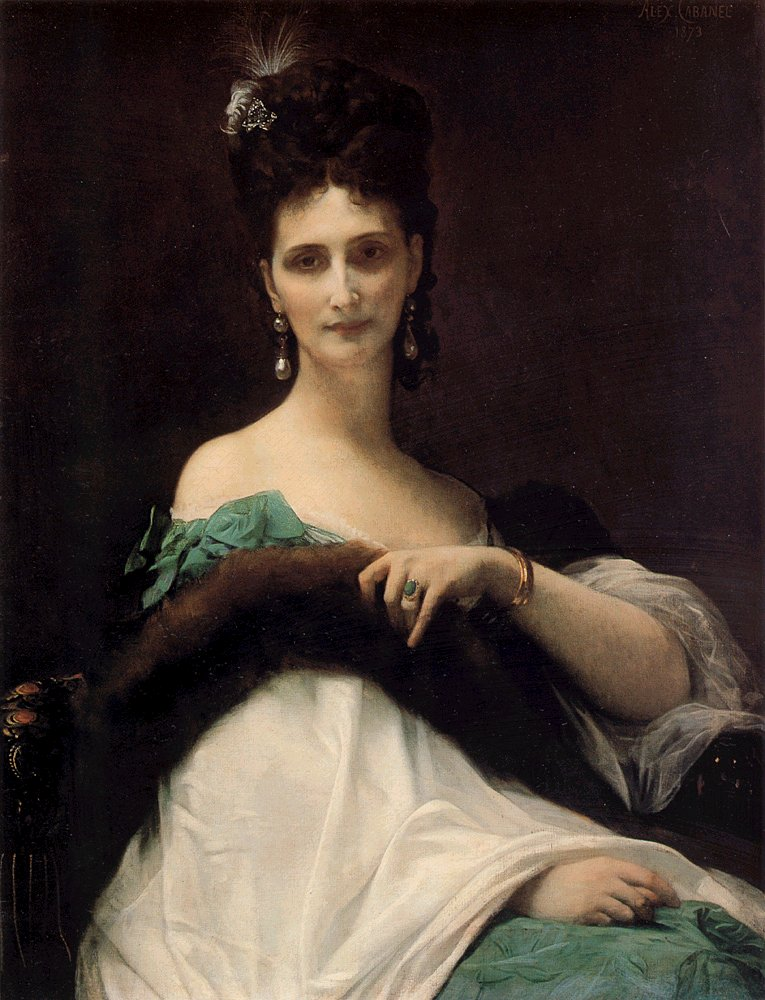
Олександр Кабанель. «Віконтесса де Келлер», 1873
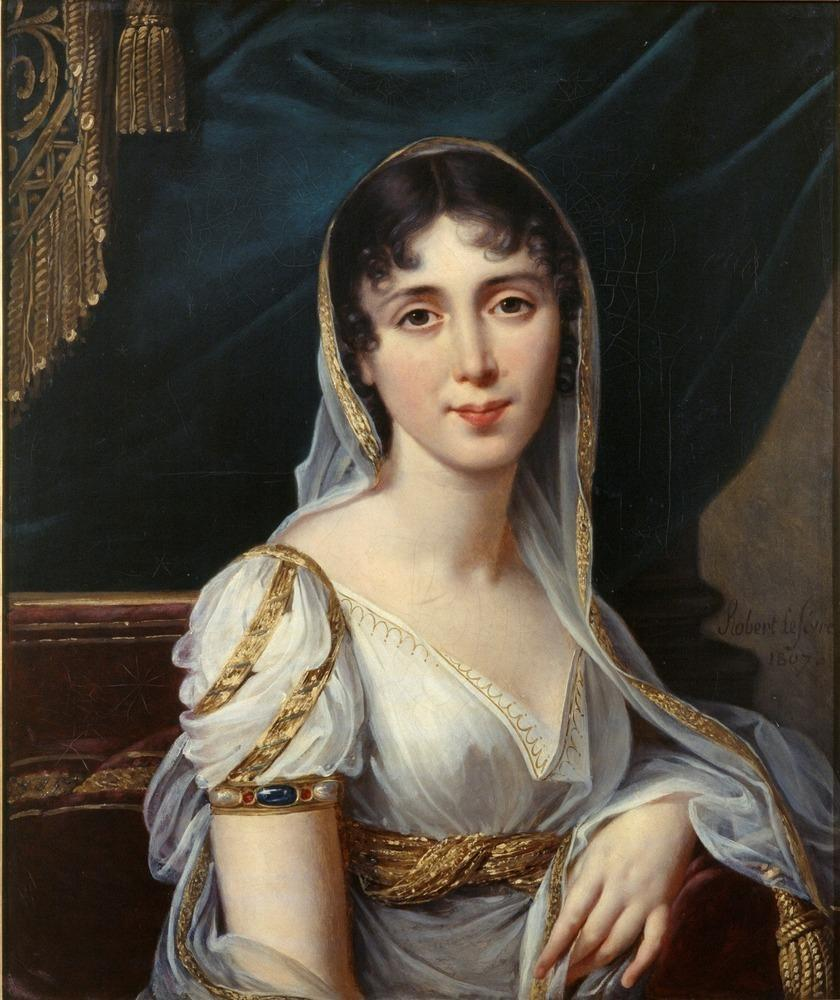
Робер Лефевр. «Портрет Дезіре Кларі»
Едуар Мане. «Портрет Єви Гонсалес біля мольберта», 1870, Національна галерея (Лондон)
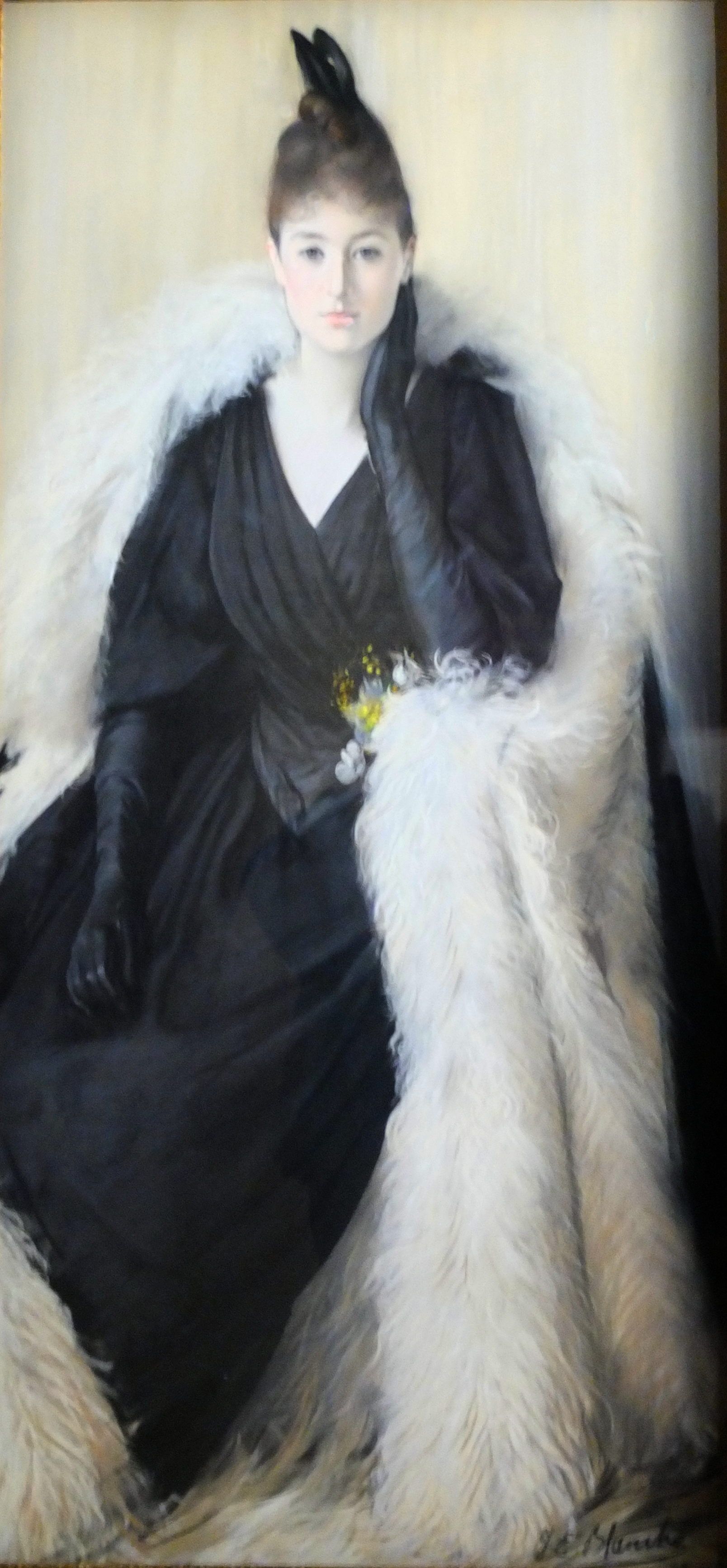
Жак-Еміль Бланш, «Портрет Жулі Барте», 1889

### Роботи Ренуара

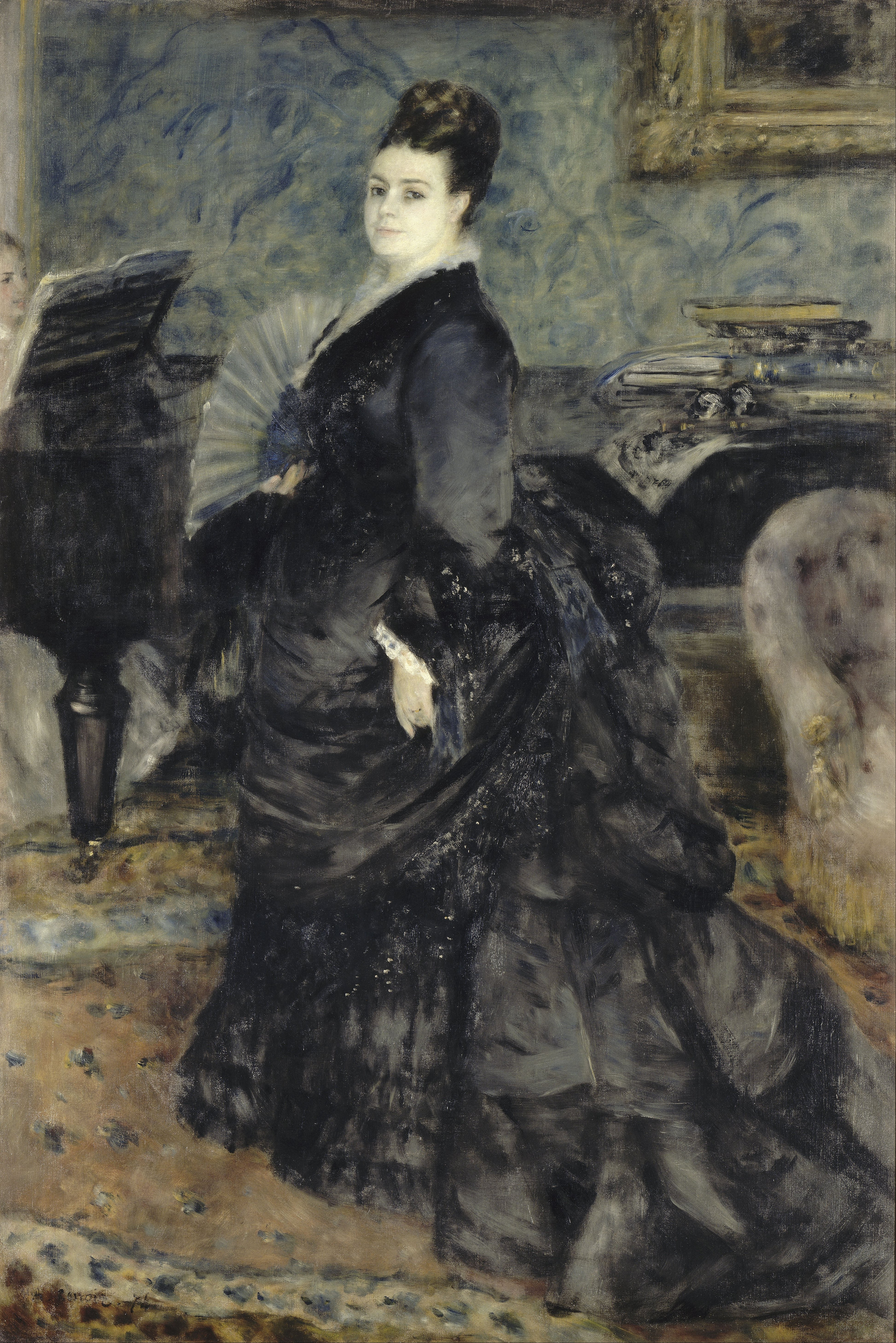
П'єр-Огюст Ренуар. «Мадам Жорж Гартман», (1874), Музей д'Орсе, Париж
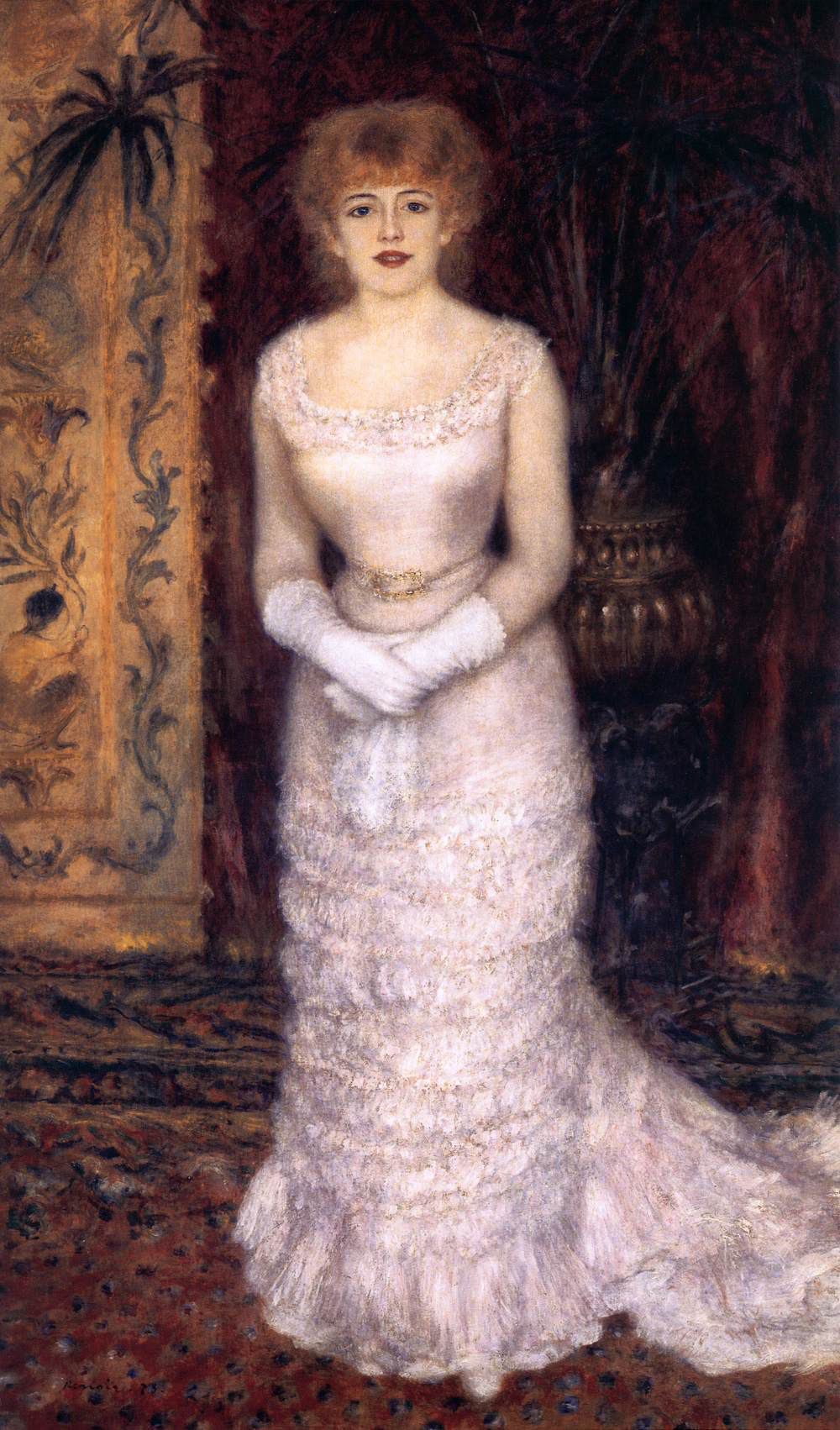
«Акторка Жанна Самарі» (у повний зріст), (1878), Ермітаж, Санкт-Петербург
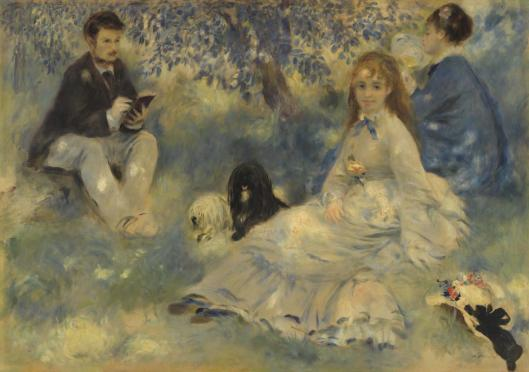
«Родина Енріо́», (1875), Фонд Барнса, Університет Лінкольн, Меріон, США
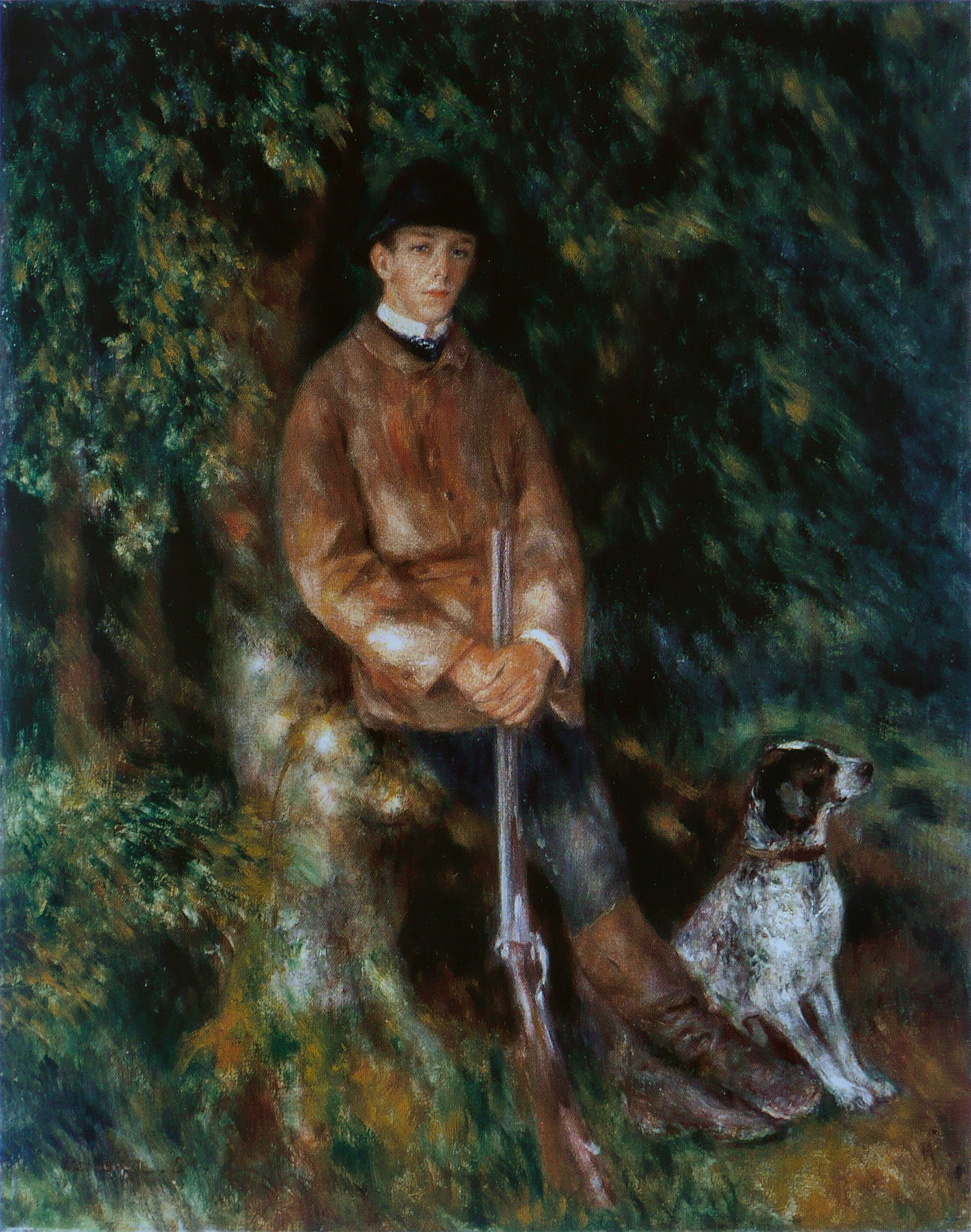
«Альфред Берар в мисливському вбранні з собакою», (1881), Музей мистецтв Філадельфії, США

### РоботиДжованні Болдіні

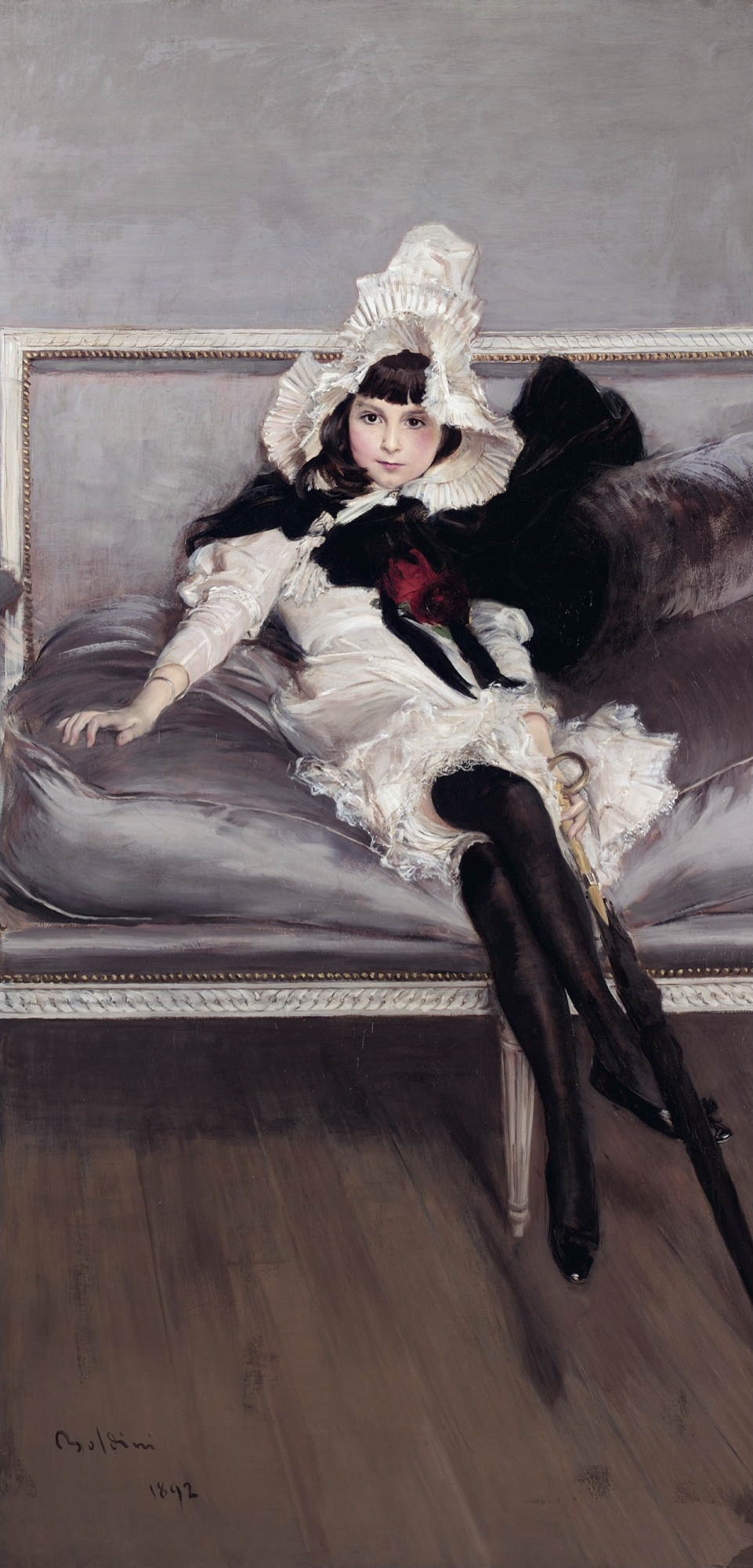
«Джовінетта Еррацуріц», 1892
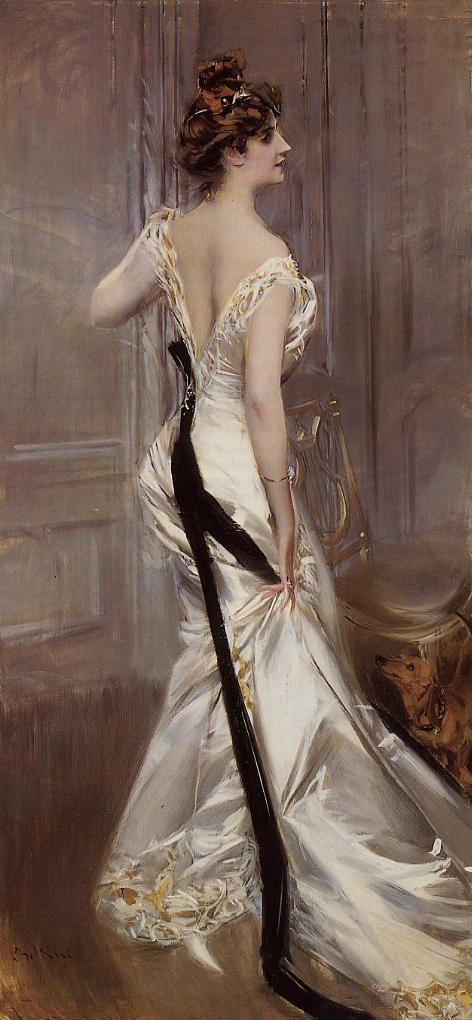
«Ава Астор», 1905
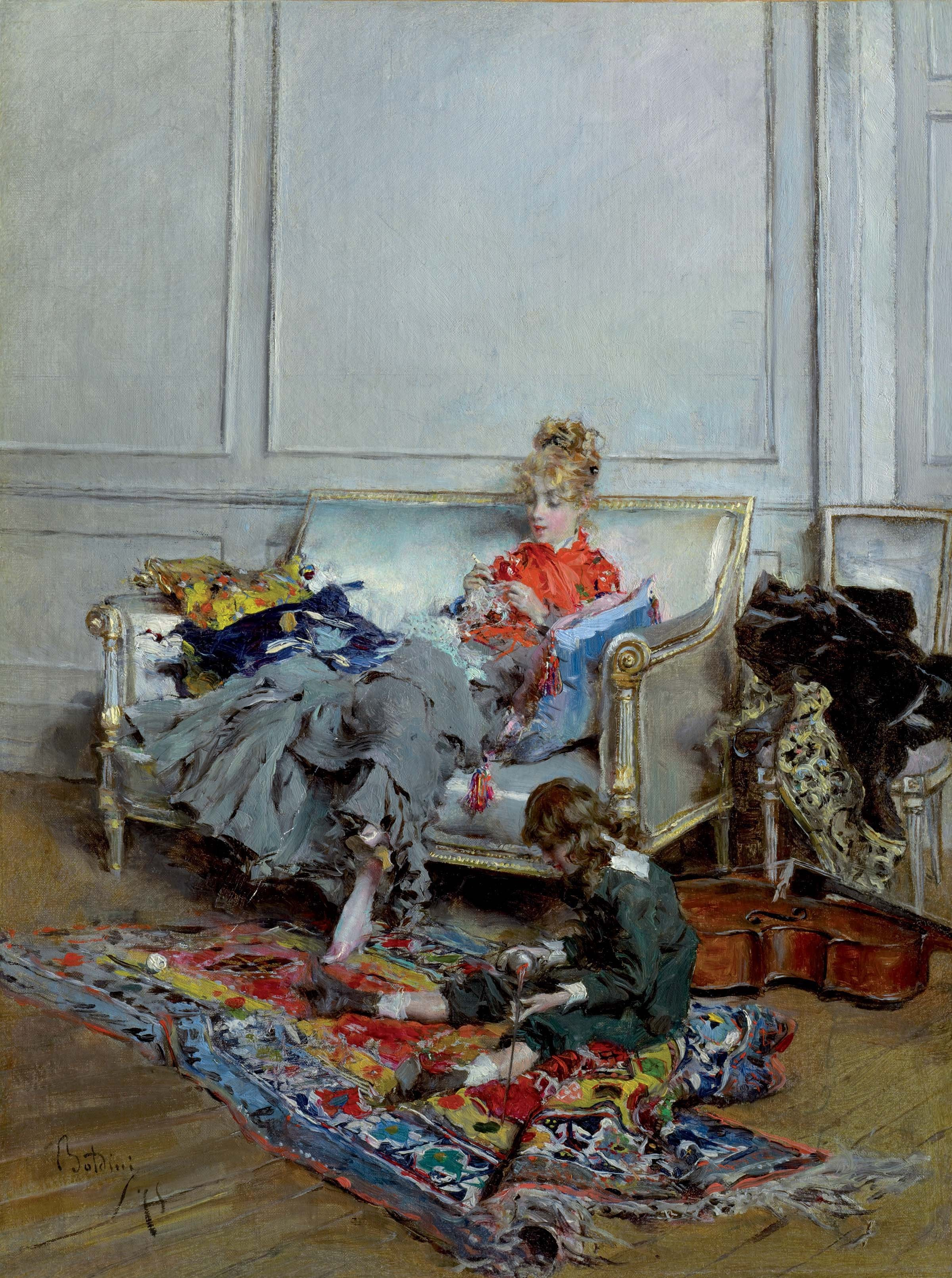
«Тихий день» або «Урок музики»
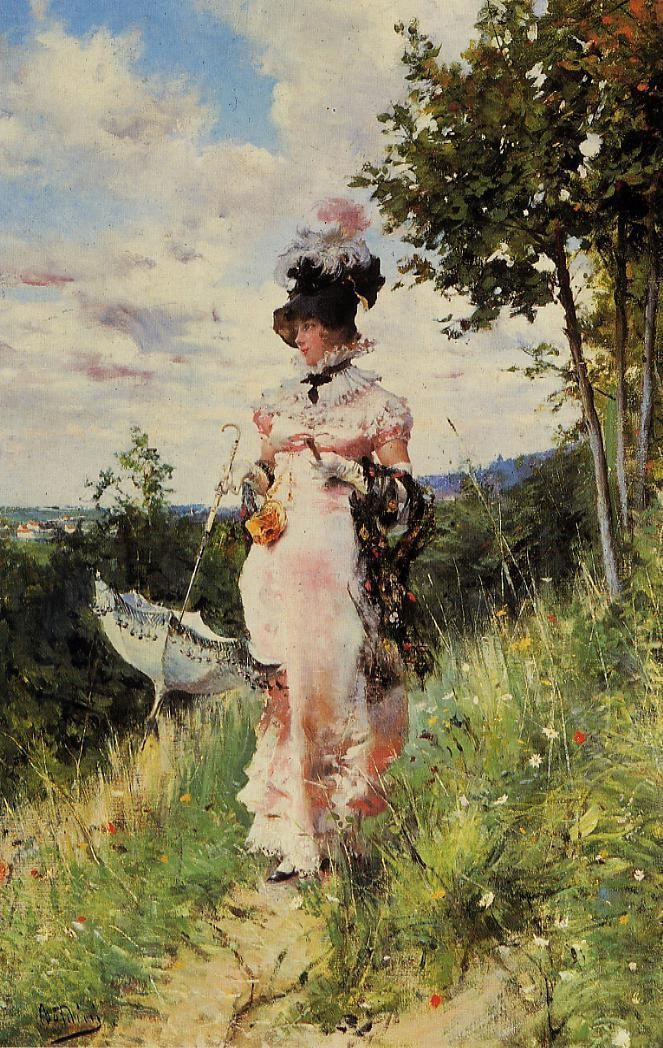
«Прогулянка влітку»
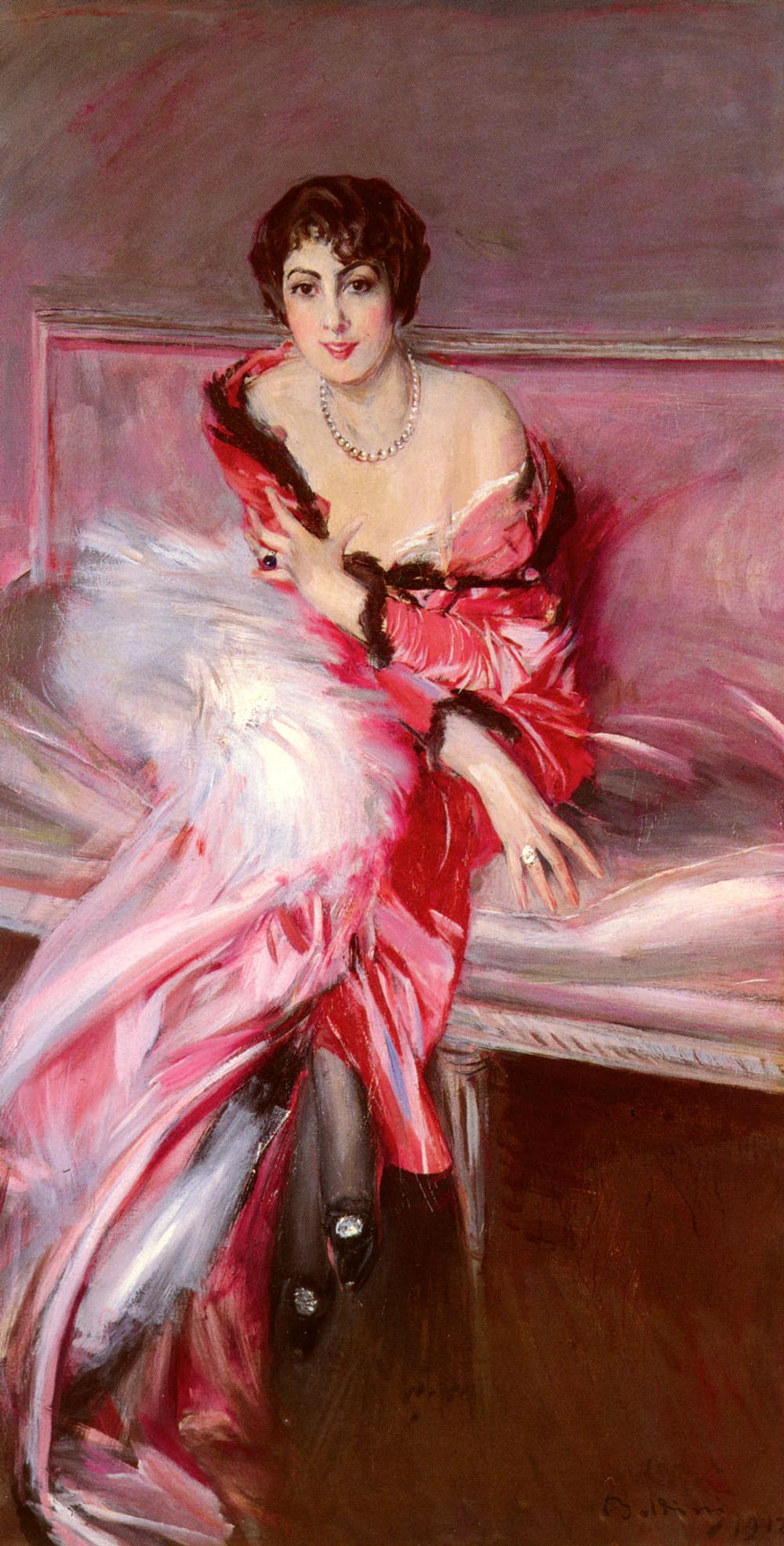
«Мадам Жильяр у червоній сукні»
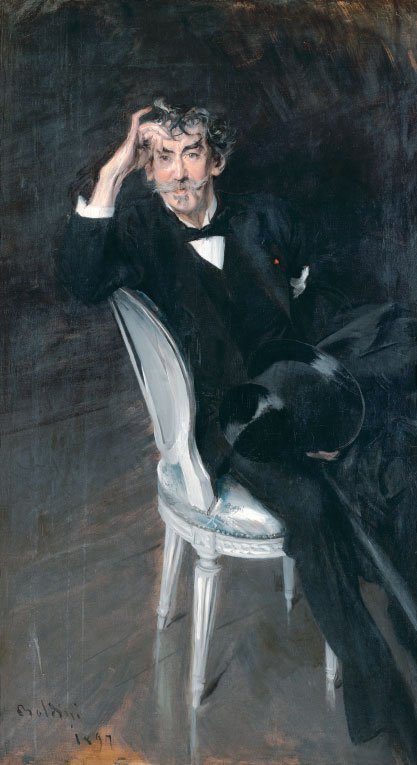
«Джеймс Вістлер», 1897. Галерея Тейт, Лондон
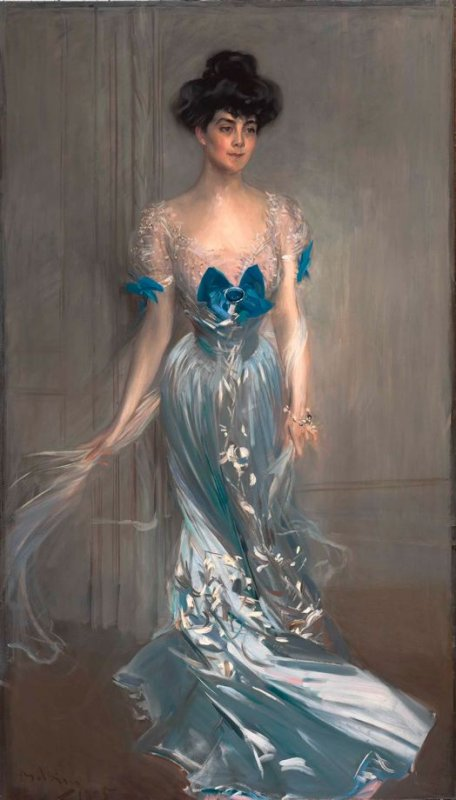
«Вірджинія Грехем, пізніше Вандербілт», бл. 1900
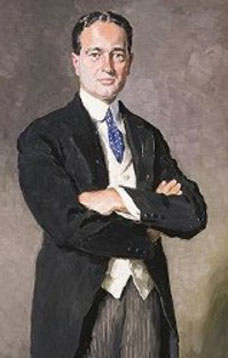
«Вільям Кіссам Вандербілт», бл. 1910
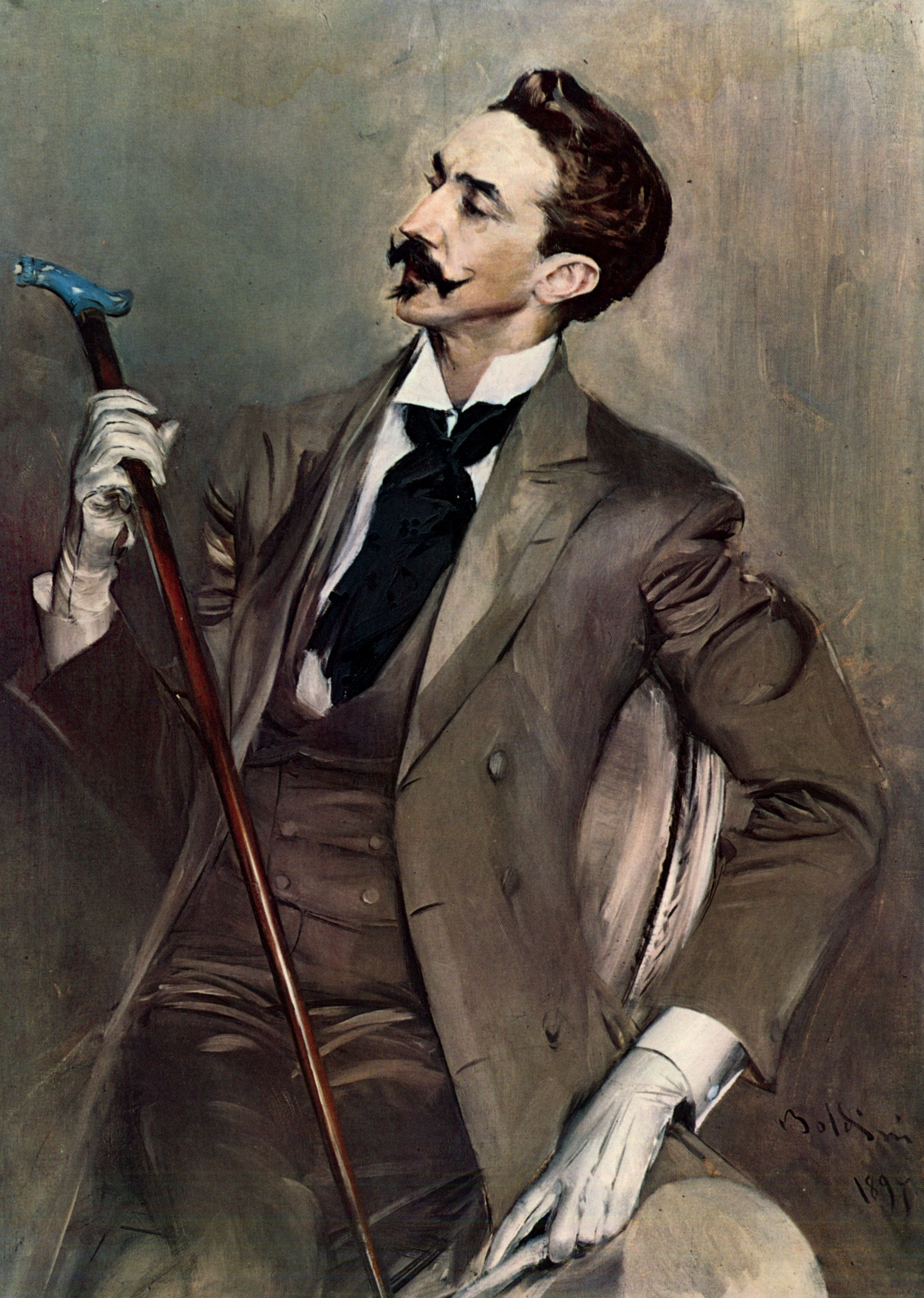
«Робер де Монтескью», 1897